# Исмаил I
Исмаил I, полное имя Абу л-Музаффар Исмаил бин Гейдар ас-Сефеви также Исмаил Бахадур шах или Исмаил Сефеви также Исмаил Хатаи (17 июля 1487 — 23 мая 1524; перс. شاه اسماعیل‎, азерб. Şah İsmayıl Səfəvi, شاه اسماعیل) — шахиншах Ирана, полководец и поэт, основатель династии Сефевидов. В 1500 году при поддержке кызылбашей начал завоевание Азербайджана. После того как в 1501 году захватил Баку, Шемаху и Тебриз — принял титул шахиншаха Азербайджана, в 1502 году — традиционный титул «шахиншах-е Иран», став шахом всего Ирана. При Исмаиле I территория государства Сефевидов достигла наибольших размеров. Классик азербайджанской литературы.

## Биография

### Происхождение

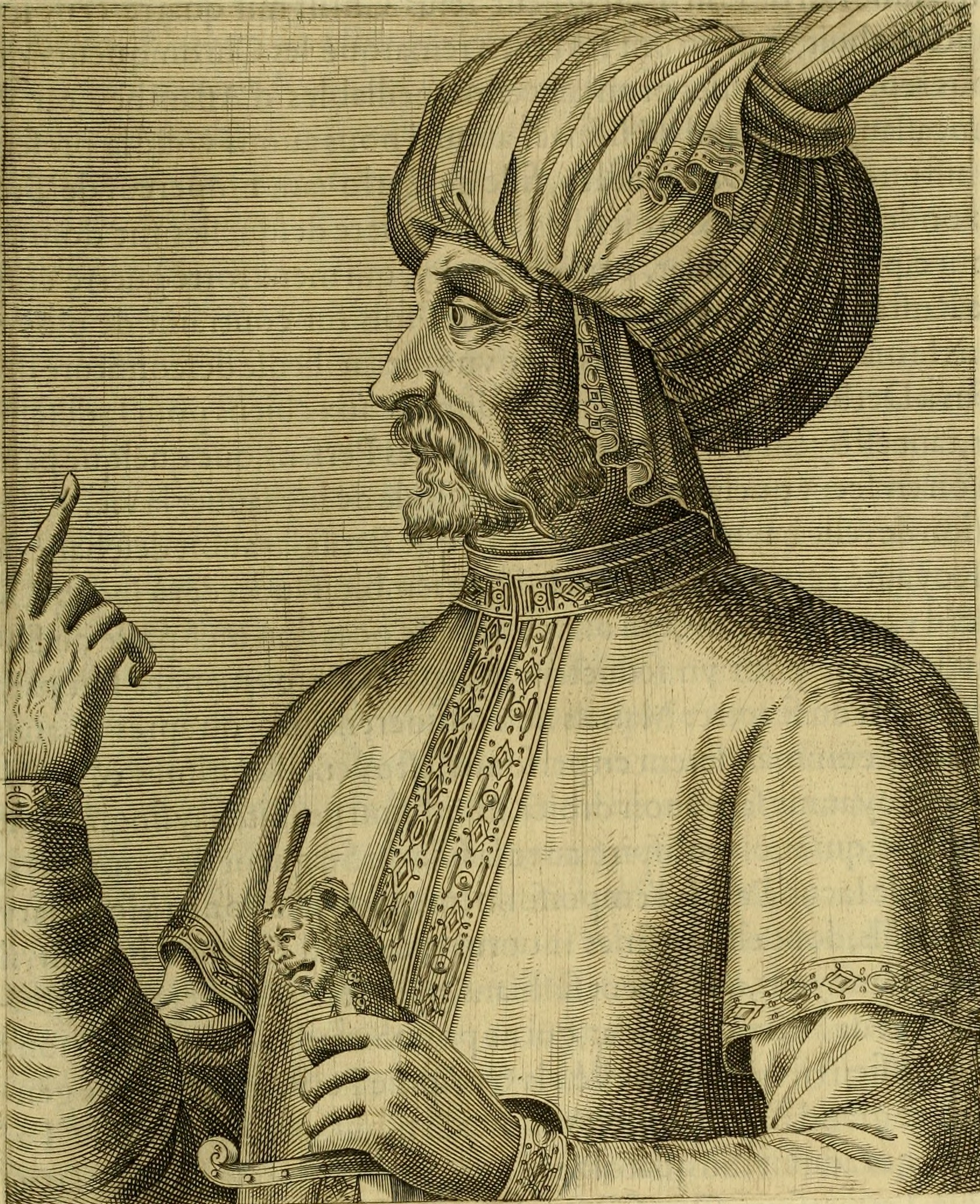
Изображение Шаха Исмаила в книге французского путешественника и географа Андре Теве, 1584 год.

Согласно принятой на сегодня версии, Сефевиды происходят от шейха Сефи ад-Дина, который в начале XIV века основал в Ардебиле суфийско-дервишский орден Сефевие. Происхождение Сефи ад-Дина покрыто тайной, высказывались мнения, что он был курдом, тюрком, арабом и иранцем (подробнее см. Сефевиды).
Согласно «Энциклопедии ислама», сегодня существует консенсус между учёными, что Сефевиды происходили из Иранского Курдистана и позднее переселились в Азербайджан. Луи Люсьен Беллан считает, что шах Исмаил I был тюрком из Ардебиля. Согласно историку, специалисту по Сефевидам Роджеру Сейвори, в настоящее время можно с уверенностью сказать, что Сефевиды имели коренное иранское происхождение, а не тюркское. По мнению Сейвори, вполне вероятно, что эта семья возникла в Персидском Курдистане, а затем переселилась в Азербайджан, приняв там азербайджанскую форму тюркского языка и в конце концов обосновавшись в маленьком городке Ардебиль в XI веке. Авторитетный востоковед Владимир Минорский отмечает, что Исмаил I имел смешанное происхождение; так, например, одна из его бабушек была греческой принцессой Трапезунда. Немецкий иранист Вальтер Хинц приходит к выводу о том, что в жилах Исмаила текла главным образом нетюркская кровь. Уже его сын Тахмасп I начал избавляться от своих туркоманских преторианцев.
Отцом Исмаила Сефеви был шейх Гейдар, глава исповедовавшего шиизм тюркского племенного союза, известного как кызылбаши, матерью — Алямшах-бейим, дочь Узун-Хасана, правителя Ак-Коюнлу и внучка последнего трапезундского императора Иоанна IV Комнина. До замужества она была православной христианкой и носила имя Марфа (Деспина). Таким образом, по материнской линии в жилах Исмаила текла тюркская и греческая кровь, он являлся потомком тюркских правителей Ак-Коюнлу и византийских императоров Комнинов.
В кругах суфиев считалось, что Сефевиды произошли от седьмого шиитского имама Мусы Кязима и, таким образом, являются потомками пророка Мухаммеда и Али ибн Абу Талиба; однако это считается легендой, выдуманной для легитимизации духовной власти Сефевидов.

### Детство и юность
Исмаил Мирза родился во вторник, 17 июля 1487 года в Ардебиле в семье главы тариката Сефевие шейха Гейдара и дочери султана Ак-Коюнлу Узун Хасана — Алямшах-бейим (также Халима-бейим Ага). Он появился на свет после долгих молитв отца шейха Гейдара, который хотел преемника. Исмаил родился в созвездие Скорпиона, которая была счастливой звездой Али ибн Абу Талиба, четвёртого халифа Праведного халифата и зятя пророка Мухаммеда. Шейх Гейдар растил его и относился к нему иначе, чем к другим своим сыновьям, оказывая ему особое уважение и почёт, делая его своим наследником. Молодой принц также получил кунью Абу л-Музаффар и титул «Сахиб Гиран» («Владыка Благоприятного Соединения»). Согласно «Тарих-и Илчи-йи Низам Шах» в день его рождения шейху Гейдару сказали, что кулаки ребёнка были сжаты и покрыты кровью, что указывало на его дальнейшую храбрость и безжалостность, от которой «сам Бахрам будет прятаться под шатром Нахида».

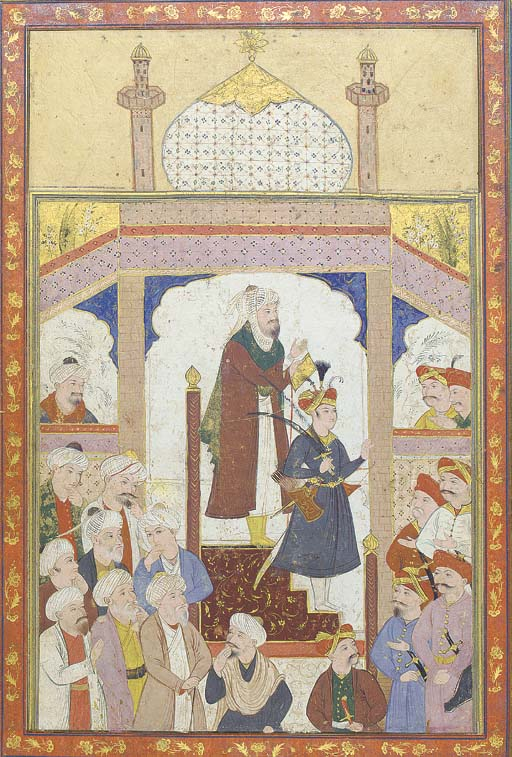
Шейх Сефиаддин благословляет юного Исмаила, миниатюра конца XVII века

Во вторник, 1 июля 1488 года, когда ему было всего год, отец Исмаила шейх Гейдар погиб в битве с войсками Ширваншаха Фарруха Йасара I в Табасаране. Султан Ягуб, узнав о смерти Гейдара, обрадовался, так как сильно боялся его. Исмаил был заключён в тюрьму вместе со своей матерью и старшими братьями в крепости Истахр в Фарсе под стражу губернатора Мансур-бека Порнака в конце марта 1489 года по приказу Ягуба Мирзы, правителя Азербайджана. Султан Ягуб не стал убивать их ради их матери, которая приходилась ему сестрой. Его мысль заключалась в том, что, когда мальчики будут заключены в эту крепость, их ученики и последователи будут лишены доступа к ним и тем самым лишены их поддержки. Мансур-бек Порнак встал на сторону семьи Сефевидов и стремился во всём удовлетворить желания своих заключённых. После почти четырёх с половиной лет заключения он был освобождён в начале августа 1493 года Рустам Мирзой, правителем Азербайджана и султаном Ак-Коюнлу, который отправил посланника к детям шейха Гейдара в крепость Истахр. Его брат Султан Али был встречен Рустамом в столице Ак-Коюнлу, Тебризе, с большим уважением. Затем Рустам Мирза приказал передать Султану Али Мирзе царские принадлежности, такие как корона с гербом, вышитый пояс, меч и пояс с кинжалом, а также арабских коней с золотыми сёдлами и другие предметы роскоши и сказал лидеру Сефевидов: «Я присвоил тебе титул падишаха, ты больше не будешь называться Мирзой. То, что было сделано с тобой, в прошлом, с Божьей помощью я исправлю это. Ты мне как брат, и после моей смерти ты станешь правителем Ирана». Теперь число последователей семьи Сефевидов с каждым днём увеличивалось в численности и силе.
Султан Рустам-хан пригласил Султан Али падишаха в Тебриз, когда ему было 18 лет, и попросил его присоединиться к борьбе против сына Султана Ягуба Байсунгура, поскольку он, безусловно, был способен к лидерству и военному командованию. Султан Рустам побуждал Султан Али отомстить общим врагам в лице представителей династии Ак-Коюнлу, причастных в смерти его отца. Среди них были Гёдек Ахмед, Мухаммад Мирза, Альвенд-бек и Султан Мурад. Избавившись таким образом от Байсунгура, Рустам Мирза знал, что будет легко избавиться и от Султана Али. Он присоединился к армии Ак-Коюнлу и вместе с ним кызылбаши. Силы Али сыграли жизненно важную роль в разгроме главного соперника Рустама. Проведя некоторое время в Тебризе, Султан Али падишах сопровождал свою мать и братьев в Ардебиль. Когда Рустам Мирза узнал, что все стекаются вокруг Султана Али, ревность воспламенила его сердце, и он исполнился беспокойства, чтобы принц не отвернулся от него. Растущее влияние семьи вызвало подозрения у Рустама Мирзы, он повторно арестовал Али и его братьев и отправил их в свой лагерь. Услышав от одного из своих последователей-туркоманов, что Рустам планировал убить его, Али к середине 1494 года сбежал из лагеря Рустама и направился в Ардебиль в сопровождении небольшой группы из семи преданных сторонников Сефевидов, известных как «ахл-и ихтисас», или лиц, отобранных для особого долга. Хусейн-бек Лала, Гара Пири-бек Каджар, Деде-бек Талыш и Ильяс-бек Айгутоглу сказали ему: «Да станем мы жертвами ради тебя! Встань и пойдём в Ардебиль, потому что там и в этом районе много последователей. Если Рустам Падишах захочет преследовать нас, мы дадим ему бой. Однако, если он откажется следовать за нами, мы останемся невредимыми». Султан Али согласился с ними. Рустам осознал настоятельную необходимость перехватить братьев Сефевидов до того, как они вступят в контакт со своей базой в Ардебиле. «Если Султан Али однажды войдёт в Ардебиль, (что, не дай Бог!), смерть 10 000 туркоман будет бесполезной» — сказал он. По пути в Ардебиль он предчувствовал приближающуюся смерть, и он назначил своего брата Исмаила своим преемником в качестве главы ордена Сефевидов. Он сказал: «О, брат мой, это предопределено, что в этот день я буду убит. Последователи возьмут моё тело и поместят его в мавзолей моих предков со стороны. Я хочу, чтобы ты отомстил за меня и за своего отца, и за своих предков сыну Хасана Падишаха. Ибо жребий, выбранный Небесами, брошен на твоё имя, и вскоре ты выйдешь из Гиляна, как палящее солнце, и своим мечом сметёшь неверие с лица земли». Сказав это, он снял чалму султана Гейдара со своей головы и надел её на голову Исмаила, а затем обвязал его своим собственным поясом. После этого он проговорил ему на ухо те изречения, которые он получил в наследство от своих предков. Затем он приказал ахл-и ихтисасу отправиться в Ардебиль с Исмаилом и Ибрагимом. Их настиг отряд из 5000 человек, посланный Рустамом Мирзой и возглавляемый Хусейн-беком Алихани и Айба султаном в Шамаси, деревне недалеко от Ардебиля. Когда Айба султан увидел, что принц наступает со своей армией в 300 человек, он повернулся и бежал вместе с Хусейн-беком Алихани. Армия Султан Али упорно преследовала их и убила многих из них мечом и копьём, пока они не достигли реки, которая помешала им. Здесь принц упал со своей лошадью и, не сумев выбраться, утонул.
Принцы Ибрагим Мирза и Исмаил Мирза благополучно добрались до Ардебиля. Достигнув города, их настигла весть о смерти Султан Али. Их мать Алямшах-бейим была охвачена горем, узнав о смерти своего сына, и её разум был полон беспокойства, как бы Исмаил и Ибрагим не попали в руки противника. Поэтому она спрятала их в мавзолее шейха Сефиаддина. Аляшах-бейим приказала доставить тело Али в Ардебиль, чтобы его похоронили рядом с предками. Хусейн-бек Лала, Хадим-бек Халифа и Деде-бек Талыш выполнили приказ. На следующий день Айба султан прибыл в Ардебиль, начал искать принцев и грабить город. Как рассказывает очевидец: «протянули руки насилия и притеснения к жителям Ардебиля, приступили к убийствам и грабежам». После этого они покинули мавзолей и спрятались в доме Ахмеда Какули. Опасаясь гнева Айбы султана, Ахмед Какули вывел их и отвёл в дом женщины по имени Ханджан, где они оставались в течение месяца, неизвестные всем, кроме своей тёти Паша-хатун, дочери султана Джунейда и жены Мухаммед-бека Туркмана. Оттуда они были доставлены в дом женщины по имени Убаи Джарраха из племени зулькадар, которая, чтобы избежать усердного обыска, начатого Айба султаном, спрятала их в склепе мавзолея Аллахавермиш-аги, расположенный в мечети Джами в Ардебиле. Её дом находился в квартале «румийцев» («махаллейе румийан»), потомков анатолийских пленников Тамерлана, освобождённых и поселённых в Ардебиле шейхом Хаджи Али. Айба султан получал настойчивые указания Рустама во что бы то ни стало найти Исмаила и его брата; он обыскивал Ардебиль «квартал за кварталом, дом за домом». Пока они были там, она воспользовалась удобным случаем, чтобы сообщить об этом Алямшах-бейим. Мать обрадовалась узнав о безопасности своих сыновей, она поблагодарила Бога и молилась о сохранении жизни сыновей. Тем временем один из их последователей, который спрятался в мечети Джами после ранения, полученного в битве между Султан Али падишахом и Айба султаном, узнал о присутствии принцев и поцеловал землю у ног Исмаила, сообщив о последователях, которые жаждали служить принцу. Он передал эту информацию Рустаму-беку Караманлы, который тоже бежал с того же поля битвы и укрылся вместе с восьмьюдесятью мужчинами на горе Баграу недалеко от Ардебиля. Рустам-бек Караманлы взял принцев ночью в Карган, деревню на той горе, и спрятал их в доме проповедника Фаррухзада Гургани, где они провели несколько дней. Мать Исмаила Алямшах-бейим подвергалась пыткам со стороны Ак-Коюнлу, но безрезультатно, поскольку она не знала о местонахождении своего сына.
Мансур-бек Кыпчаки, Хусейн-бек Лала, Курк Сиди Али, Джулбан-бек, Хадим-бек Халифа, Деде-бек Талыш и Кёк Али-бек решили поселить принцев в доме Эмир Исхага, губернатора Решта, который долгое время находился в дружеских отношениях с Мухаммед-беком (муж тёти принцев) и его братом Ахмед-беком. Затем вместе с восьмьюдесятью мужчинами они были сначала доставлены в дом Эмира Музаффара, губернатора Тула и Нава. Айба султан узнал об этом и послал Музаффару письмо с требованием выдать принцев. Джафар-бек, губернатор Халхала, отправил подобное письмо, но, не обращая внимания на это, Эмир Музаффар отправил принцев Эмиру Сиявушу, губернатору Касгара. Через три дня Эмир Сиявуш сопровождал их к Эмиру Исхагу, губернатора Решта, и, несмотря на его просьбы, они остались в мечети, известной как «Белая мечеть». Ювелир по имени Эмир Наджм, который жил недалеко от мечети, был слугой принцев во время их пребывания в Реште. Принцы оставались там некоторое время — от семи дней до одного месяца, когда Каркия Мирза Али, правитель Лахиджана, превосходивший всех правителей Гиляна величием силы и древностью семьи, узнал о присутствии принцев в Реште и понимая, что они были загнаны туда невзгодами времени и что Эмир Исхаг не в силах защитить их, попросил их прийти в Лахиджан. Принцы, соответственно, отправились в Лахиджан в конце 1494 года, где были гостеприимно встречены, и им были выделены красивые здания рядом с медресе Кия Фирудина.
Вскоре после того, как, узнав о том, что принцы поселились в Лахиджане, Айба султан вернулся в Тебриз вместе с Убаи Джаррахой, которая защищала принцев, и рассказал всю историю Рустаму Мирзе, который, в чрезмерной ярости, повесил женщину на рыночной площади в Тебризе. Мухаммед-бек и Ахмед-бек также пострадали от его гнева, и их собственность была конфискована, но, в конце концов, заплатив штраф в размере 30 000 тенге, они были помилованы по просьбе Гара Деде. Помимо других услуг, которые Каркия Мирза Али оказывал принцам, он назначил Шамсаддина Лахиджи обучать их священному Корану, персидскому и арабскому языкам. В этот период Эмир Наджм, Каркия султан Хусейн и Эмир Хашим, братья Каркия Мирзы Али, часто приходили повидать принцев. Несколько месяцев спустя Ибрагим Мирза попросил разрешения у брата, чтобы уехать к матери, на что Исмаил ответил: «Мой дорогой брат, не разбивай нам сердца и будь милостив к нашей хрупкой старой матери». Он сменил свою чалму с двенадцатью клиньями на головной убор Ак-Коюнлу и уехал к матери Алямшах-бейим в Ардебиль, где продолжал скрываться от преследования.
В это время Исмаил заболел, но благодаря врачу Мовлана Нейматуллаху вылечился. Он просил свою тётю Паша Хатун прислать ему лакомства. После этого она послала ему подношения с лакомствами из Ардебиля и хотела узнать о его здоровье. Когда её посланники достигли Решта, Исмаил послал Кёк Али встретить их и провести к нему. Они принцу доставили подарки и письма от его матери, брата, сводных братьев и тёти, а также выразили свою благодарность небу за то, что они увидели Исмаила здоровым. Рустам Мирза дважды отправлял Каркия Мирза Али в Лахиджан послание с требованием выдать принцев, но получал уклончивые ответы. Однажды он отправил в Лахиджан шпионов, одетых в кызылбашский наряд, которые представившись последователями Сефевидов, узнали о местоположении Исмаила. Рустам пригрозил вырезать всех жителей области, если тот не отдаст Исмаила. Каркия Мирза забеспокоился и решил отдать мальчика, но ему приснился Али ибн Абу Талиб, который отговорил от этого. После этого Рустам Мирза решил применить силу и послал Гасым-бека Туркмана с 300 людьми в Лахиджан, чтобы арестовать принцев, но Каркия Мирза Али спрятал Исмаила в подвесной корзине на дереве и поклялся на священном Коране, что принца нет в Лахиджане. Гасым-бек Туркман, соответственно, вернулся в Тебриз с пустым посланием Каркия Мирзы Али, а сам Рустам Мирза решил вторгнуться в Лахиджан, но его план не мог материализоваться из-за его смерти от рук своего двоюродного брата Ахмед-бека на берегу реки Аракс 8 июля 1497 года. Именно тогда Исмаил Мирза начал вести мирную жизнь в Лахиджане и благословлять своих последователей.
Исмаил оставался в Лахиджане около пяти лет, когда, желая отомстить за своих предков и положить конец гражданской войне, последовавшей за смертью Рустама Мирзы, он уехал в Ардебиль в середине 22 августа 1499 года. Каркия Мирза пытался отговорить Исмаила от его пути, сказав: «Ещё не время, чтобы этот бутон расцвёл. Потерпите ещё некоторое время, чтобы ваша высшая цель могла быть лучше достигнута при содействии большего числа сторонников», подчёркивая его крайнюю молодость (ему было всего двенадцать лет) и напоминая о судьбах предшественников, на что тот ответил: «Я полагаюсь на Аллаха и черпаю у него свои силы, я никого не боюсь». Каркия Мирза приготовил всё необходимое для поездки и сопровождал его до Ардуи, деревни недалеко от Дейлама. На следующий день Исмаил отправился на охоту с некоторыми из своих учеников. Недалеко от Лашта Наши они подошли к опушке густого леса. В самых ранних летописях о жизни шаха Исмаила написано о легендарной встрече между ним и Имамом Махди на этом месте. Исмаил, переправившись через реку, которая протекала там, сказал своим людям: «Никто из вас не должен следовать за мной через эту реку, но вы должны ждать моего возвращения на другой стороне». Затем Исмаил вошёл в лес, и никто не знал, что с ним сталось, пока он снова не вышел. Последователи принца, которые, повинуясь его приказу, ждали на берегу реки возле леса, примерно через два часа, не видя никаких его признаков, начали беспокоиться о его безопасности. Но поскольку им запретили переходить реку, они не могли войти в лес, чтобы посмотреть, не случилось ли что-нибудь с ним. В разгар своего беспокойства они увидели Исмаила, вышедшего из леса с мечом на поясе, но без кинжала. Не испугавшись, Исмаил отправился в Тарам через Дейлам с семью из своих преданных последователей, а именно: Хусейн-беком Лалой, Деде-беком Талышом, Хадим-беком Халифой, Рустам-беком Караманлы, Байрам-беком Караманлы, Ильясом Айгутоглу и Гара Пири-беком Каджаром. Услышав, что он отправился к Ардебилю, его последователи хлынули к нему, и их число возросло до 1500, когда расположился лагерем в Тараме. Он отправился в Халхал. Первая остановка состоялась в селении Берендик, а на следующий день он остановился на пахотных землях, принадлежащих племени шамлы и известных под названием «Шам-и Кызылузен». Затем Исмаил направился в село Нисаз, где провёл несколько дней и был хорошо принят Шейх Гасымом. Оттуда он отправился в Хой и пробыл там месяц в доме Мелика Музаффара, известного как Хулафа-бек, который был знаменосцем Султан Али падишаха. Его мать отправила послание, в котором убедила Исмаила не приходить в Ардебиль и подождать. Хусейн-бек Лала также подтвердил, что Алямшах-бейим права, и что сейчас не лучшее время для нападения. Он продолжил своё путешествие в Ардебиль, где нанёс визит мавзолею шейха Сефиаддина, но он получил ультиматум от Султан Али-бека Чакирли, губернатора города, немедленно покинуть это место или подготовиться к войне. После этого из-за нехватки последователей Исмаил покинул это место и нанёс удар в деревне Мирми недалеко от Ардебиля.
Мухаммед султан Талыш лично попросил Исмаила посетить Талыш, написав письмо со словами: «Эта страна принадлежит вашим слугам. Я слышал, принц размышляет о том, чтобы провести зиму в этой стране. Этот раб был бы весьма признателен, если бы ему разрешили прислуживать принцу в течение нескольких дней», и по совету Мухаммед-бека Туркмана Исмаил, отправился туда и расположился лагерем в Арчиване, деревне недалеко от Астары на берегу Каспийского моря. Мухаммед султан Талыш доказал свою преданность Исмаилу, во-первых, отклонив предложение Альвенд Мирзы, правителя Азербайджана и султана Ак-Коюнлу, передать ему Исмаила в обмен на правление Ардебилем и Халхалом и, во-вторых, путём отклонения суммы в 1000 туменов, предложенной ширваншахом Фаррух Ясаром, с той же целью.

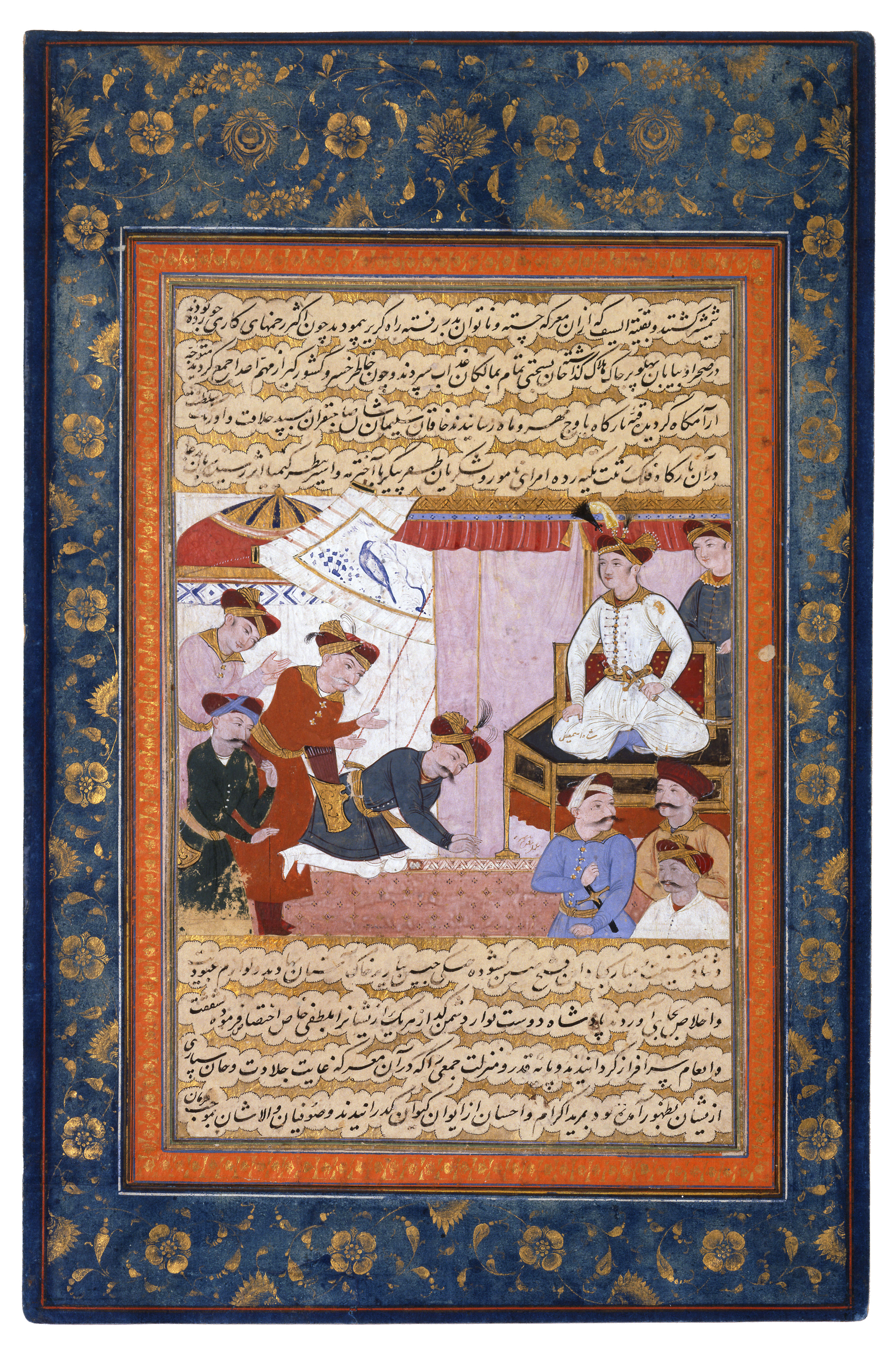
Шах Исмаил проводит аудиенцию с кызылбашами перед битвой с Фарух Ясаром, миниатюра конца 1680-х годов

Исмаил провёл зиму 1499—1500 годов Арчиване, а следующей весной он посоветовался со своими главными преданными относительно того, куда ему идти дальше, и сам предложил вторгнуться в «неверную» Грузию. Предложение было принято, но они понял, что, поскольку число его последователей было очень небольшим — всего 300 человек, он должен сначала отправить посланников в различные провинции Малой Азии и Сирии, чтобы призвать своих последователей. Предложение было принято и претворено в жизнь. Затем он нанёс короткий визит в Ардебиль, где остановился в особняке своего отца султана Гейдара. Здесь он нашёл свою мать Алямшах-бейим, своих братьев и своих сводных братьев, которые после столь долгого периода разлуки жаждали его увидеть и посетил мавзолей шейха Сефиаддина. Исмаил снова посоветовался со своими главными преданными относительно того, по какому маршруту ему следует идти в предлагаемой им кампании. Они решили, что лучше всего ему отправиться в Азербайджан. Таким образом, он держал путь в сторону Карабаха и Гянджи. Также сторонники принца предположили, чтобы он перед тем, как покинуть свой гышлаг в Арчиване, отправил посланников в Малую Азию и Сирию для вызова своих последователей, он должен сначала отправиться в Эрзинджан через озеро Гёйчу, где его последователи будут иметь лёгкий доступ к нему. После этого Исмаил попрощался с матерью и уехал в Эрзинджан.
Недалеко от Гёйчи Исмаил узнал, что Султан Хусейн Баранлы, один из внуков Джаханашаха Кара-Коюнлу, который жил по соседству с Гёйчой, совершает набег на соседние территории с намерением вернуть себе власть, которую потеряли его предки. Пока Исмаил советовался со своими главными преданными по поводу Султана Хусейна Баранлы, от него пришёл посланник, а затем он прибыл лично, чтобы попросить Исмаила стать его гостем. В этой области в составе войск Исмаила были также племена арешли и зулькадар. Вместе с 1500 своими последователями Исмаил провёл несколько дней в доме Султан Хусейна Баранлы, но, подозревая его намерения, ночью уехал в Доггуз Алям. В Доггуз Аляме он получил подкрепление от Караджа Ильяса и его людей из Малой Азии, которые бежали после того, как были ограблены в Шурагиля соседним вождём по имени Манташа. Исмаил захватил крепость Манташа, которой удалось спастись, но её гарнизон был предан мечу. Он отправился в яйлаг Сангигюль, населённый племенем устаджлы. Когда до них дошла весть о его приближении, всё племя во главе со старейшинами отправилось приветствовать его, поя и танцуя, и сопровождало его так же, как века назад старые сподвижники (ансары) приветствовали Пророка Мухаммеда в Медине, когда он прибыл туда из Мекки. В их рассказах Исмаил фигурировал как посланник Властелина Времени. Шах провёл несколько дней в доме Оглан Уммата и уехал в Сарыгаю, где провёл два месяца летом 1500 года. В этой деревне он встретил свирепого медведя, который беспокоил местное население, и, несмотря на свой юный возраст, также в одиночку сразил медведя стрелой в Эрзинджане. 7000 его последователей из азербайджанских племён шамлы, устаджлы, румлу, текели, зулькадар, афшар, каджар и варсак, для которых он послал посланников, присоединились к нему в этом месте. Среди них были Мухаммед-бек Устаджлы и Абди-бек Шамлы с 200 и 300 воинами.

#### Война с Ширваншахами

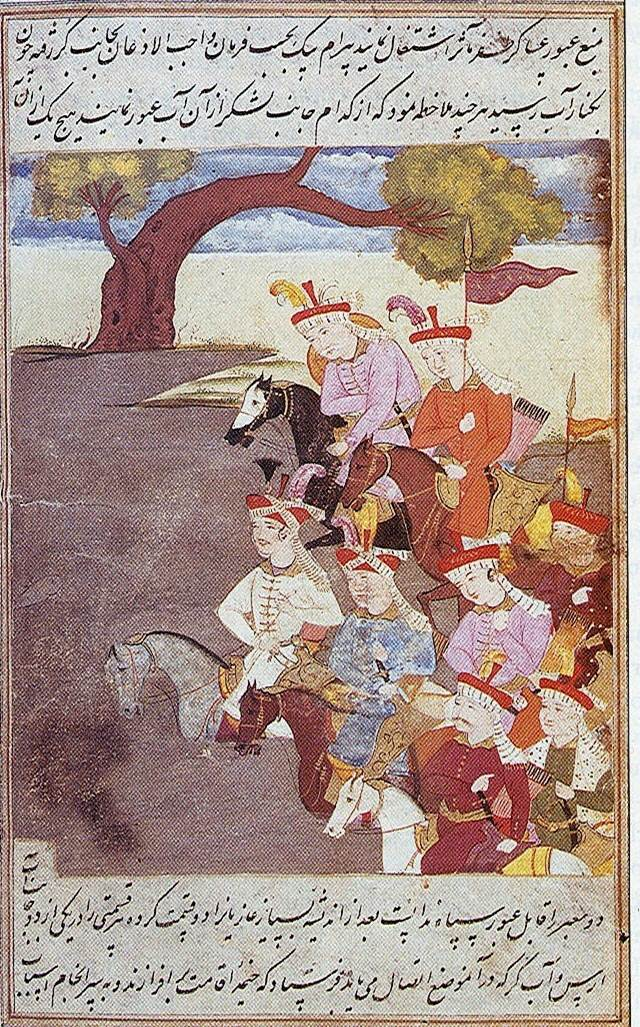
Шах Исмаил и кызылбаши пересекают реку Кура в Гойунёлюмю

Воссоединившись со своей армией, Исмаил решил выступить против своих врагов. Поэтому, посоветовавшись со своими главными приверженцами для следующей экспедиции, он отправился в Ширван в середине 1500 года, чтобы отомстить за смерть своих предков. По прибытии в Ясин, он отправил Хулафа-бека подчинить Грузию, тот успешно вернулся с большой добычей, которую Исмаил раздал своим войскам. Ильяс-бек Айгутоглы, руководитель другой экспедиции по повторному завоеванию крепости Манташи, был столь же успешен. Затем Исмаил Мирза отправился в Хасанабад, где к нему пришёл Манташа и извинился за своё предыдущее поведение. Его помиловали и разрешили вернуться в свою крепость, а Исмаил продолжил свой марш. Эмир Наджм, будучи одним из последователей Сефевидов, бежал из Решта, опасаясь быть казнённым Эмир Исхагом, прибыл к Исмаилу, когда он шёл на Ширван, и был принят на службу. Затем Исмаил отправил Байрам-бека Караманлы с контингентом из племён текели и зулькадар, чтобы пересечь реку Куру, прежде чем эти места были заняты ширваншахом. Из-за глубины реки они не могли пересечь её и оставались в Гойунёлюмю до прибытия Исмаила. Тот осознав проблему, пересёк реку на коне, побудив армию, последовать за ним. Байрам-бек Караманлы бросил свою лошадь в реку и переправился с основной армией, двигаясь к Шамахы около декабря 1500 года.

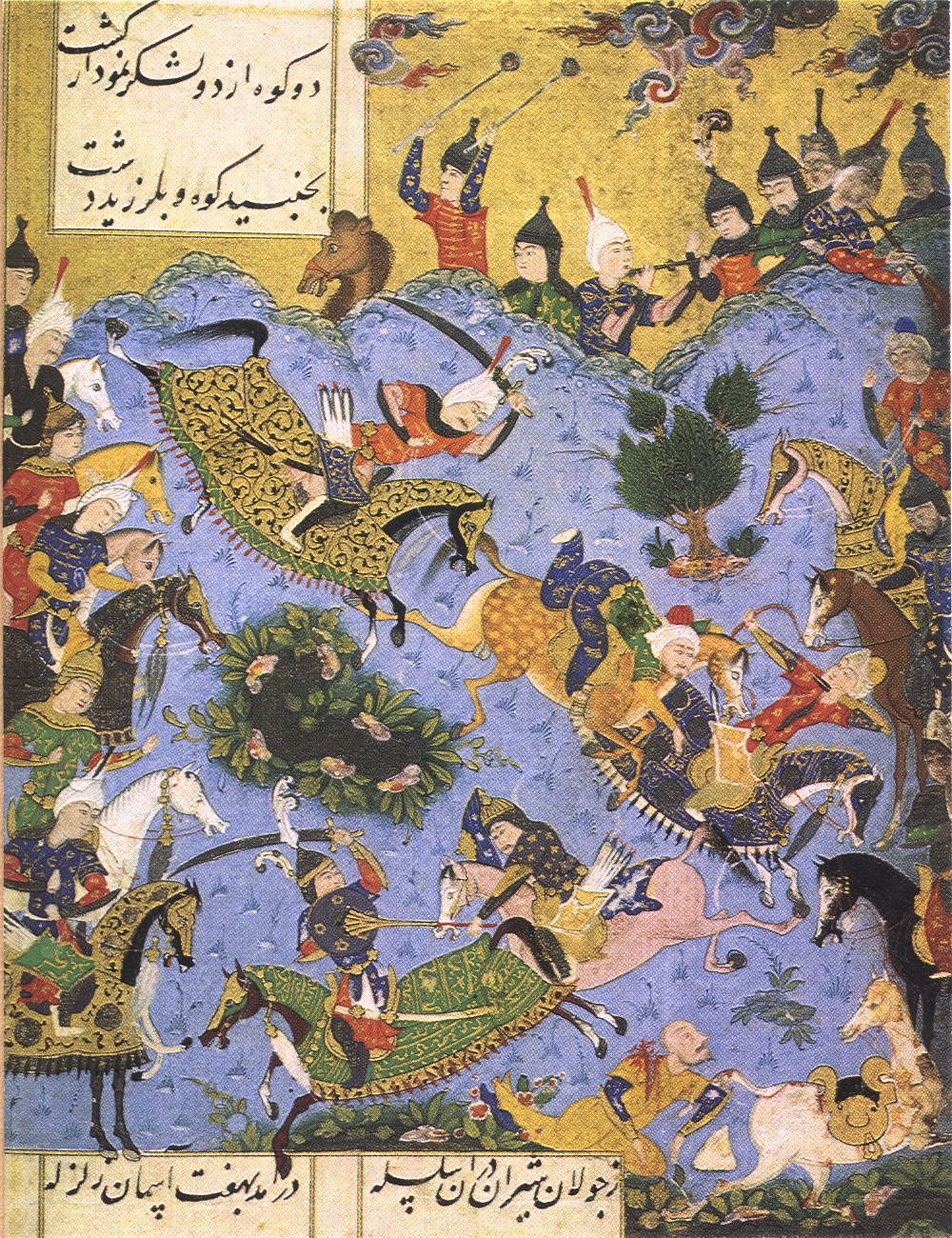
Битва между Шахом Исмаилом и ширваншахом Фаррух Ясаром.

По пути Исмаил получил сведения о том, что ширваншах Фаррух Ясар, был готов к битве и расположился лагерем возле крепости Гибля с 7000 пехотинцами и 20 000 кавалерией. Он отправил Гулу-бека, чтобы занять Шабран, а на следующий день сам отправился сначала в Шабран, а затем в Шамахы, который он нашёл заброшенным. Тем временем ширваншах разбил свой лагерь в лесу между крепостями Гюлистан и Бигурд. Когда Исмаил двинулся навстречу ширваншаху, тот направился к крепости Гюлистан. Обе стороны встретились в Джабани возле крепости Гюлистан и выстроили свои армии в боевой порядок. Исмаил назначил шамлы на правом фланге, устаджлы на левом, а текели, румлу и зулькадаров в качестве боевой группы, в то время как сам командовал центром. В числе кызылбашских предводителей, принявших участие в битве, упоминаются следующие «столпы державы» с указанием племенной атрибуции: Абди-бек Шамлы, Хусейн-бек Лала Шамлы, Мухаммед-бек Устаджлы, Ахмед-бек Суфиоглу Устаджлы, Байрам-бек Караманлы, Кылыдж-бек Караманлы, Караджа Ильяс Байбурдлу (Джуш Мирза), Ильяс-бек Хунуслу, Солтаншах-бек Афшар, Дана-бек Афшар, Халил-бек Афшар, Хусейн-бек Афшар, Пири-бек Афшар, Лала Мухаммед Текели, Бекир-бек Чакирли, Гара Пири-бек Каджар, Салман-бек Хазин Зулькадарлы. С другой стороны, ширваншах назначил своих генералов справа и слева и сам командовал центром. Последовало жестокое сражение, и Исмаил, хотя ему было меньше четырнадцати лет, часами сражался в первых рядах и побуждал своих сторонников последовать его примеру. Их боевым кличом в битве было «Аллах! Аллах! И Али наместник Аллаха!». Большинство воинов ширваншаха погибли на поле боя, а остальные, не выдержав тяжёлых атак кызылбашей, вместе с Фаррух Ясаром бежали к крепости Гюлистан. Их нетерпеливо преследовали кызылбаши, и снова большинство из них пало на мечах преследователей. Хусейн-бек Лала, которого звали Шахгялди-ага, узнав ширваншаха, схватил его, и, отрубив ему голову, принёс его Исмаилу. Тот сжёг труп ширваншаха Фаррух Ясара и построил пирамиды из голов врага.
В этой войне против ширваншахов Исмаил потерял только одного примечательного офицера, а именно Мирзу-бека Устаджлы, отца Мухаммед-бека Устаджлы. В руки победителей попала большая добыча, которую Исмаил Мирза раздал своему войску. Три дня спустя Исмаил вернулся в Шамахы, встреченный представителями городской знати, получил известие, что сын Фаррух Ясара Шейх Шах, бежавший с поля битвы в Шахринав, готовится к битве. После этого Исмаил послал против него Хулафа-бека, но Шейх Шах сел на корабль и отплыл в Гилян. Сам Исмаил добрался до Шахринава, назначил Хулафа-бека наместником города и отправился в Махмудабад, чтобы провести зиму 1500—1501 годов. Мухаммед Закария, который много лет был премьер-министром правителей Ак-Коюнлу в Азербайджане, приехал к Исмаилу и был взят на службу. Затем Исмаил отправил Мухаммед-бека Устаджлы и Ильяса-бека Айгутоглу для завоевания крепости Баку. Они долго осаждали его, и, в конце концов, следующей весной Исмаил сам подошёл к Баку и отправил послание Гази-беку, зятю покойного ширваншаха и губернатору города, чтобы подчиниться, но посланник был убит. Супруга Гази-бека являлась дочерью Фаррух Ясара и имела большое влияние на мужа и его окружение. Бакинский даруга Абульфатх-бек попытался удержать её от этого шага, пугая гневом Исмаила. Но она велела казнить и даругу. Вслед за этим Исмаил предпринял атаку, которая длилась три дня. Исмаил приказал части воинов соорудить для себя земляные валы и вести из-за них огонь по осаждённым, в то время как другая группа получила указание засыпать землёй и камнями крепостной ров, чтобы войска могли легко его перейти. Сапёры сделали подкоп под крепостную башню и когда раскололи большой камень у её основания, башня опрокинулась, в стене образовалась брешь. В конце концов кызылбашам удалось проникнуть в крепость. Желая уберечь горожан от поголовного уничтожения, группа бакинской знати в количестве 70 человек с Кораном в руке явилась к Исмаилу и просила пощадить город. Исмаил приказал прекратить убийства и грабежи. Большая часть гарнизона погибла в бою, остальные были помилованы, и Хулафа-беку было приказано захватить сокровища ширваншаха. Значительная часть их была распределена между кызылбашами.

#### Война с Ак-Коюнлу

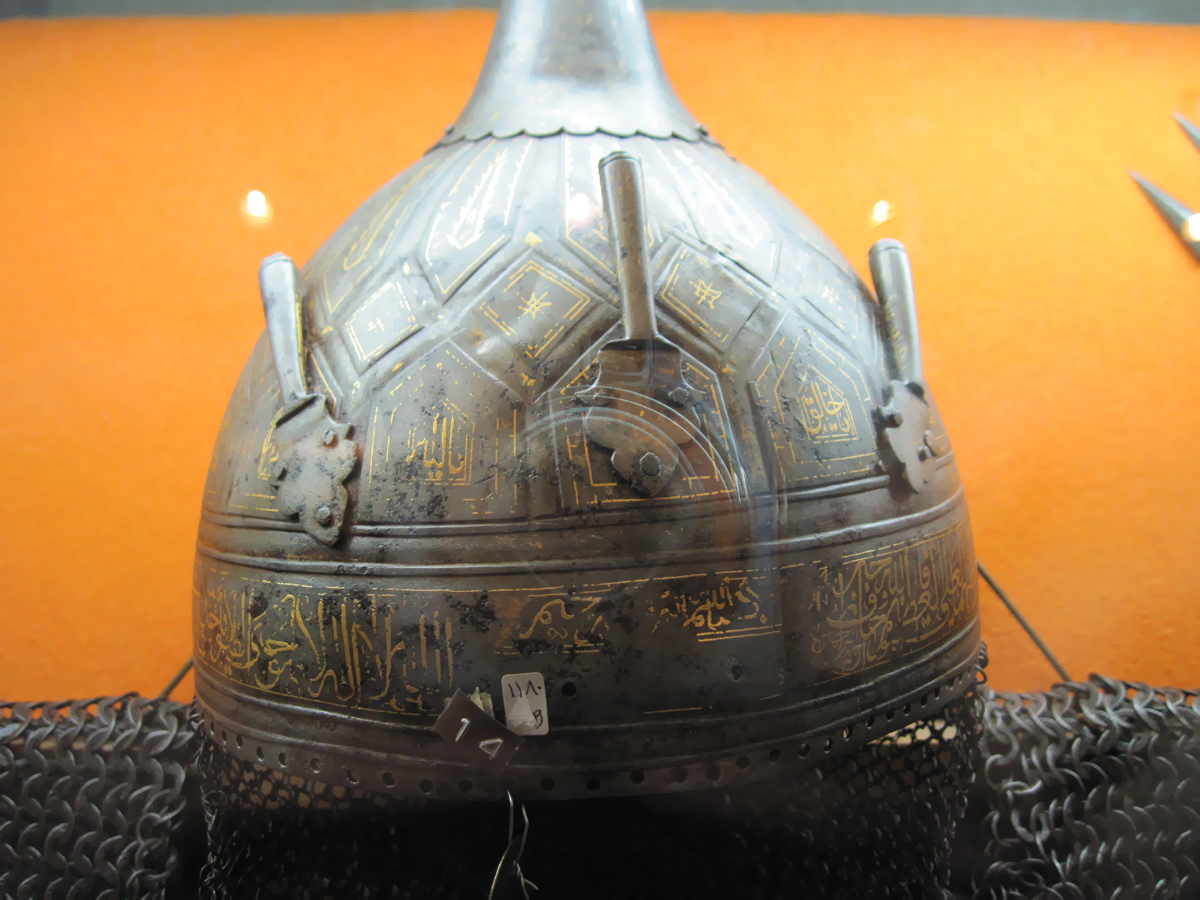
Шлем Шаха Исмаила.

После взятия Баку Исмаил официально взошёл на трон Ширвана. Он решил подчинить крепость Гюлистан и написал письмо сыну Гази-бека, который также занял Бигурд и Сурхаб, приказав передать контроль над фортами. Он отказался и сказал, что Исмаил может взять крепости только путём завоевания. Посыльный, отправленный его генералом Шейхом Мухаммедом Халифой, который отправился в Карабах, чтобы узнать о правителе Ак-Коюнлу Альвенд Мирзе, вернул тревожное сообщение о том, что Альвенд Мирза — правитель Азербайджана находился в Нахичевани с 30 000 человек, и что он направил Мухаммеда Караджу в Ширван, Хасан-бека Шюкюроглу в Караджадаг и Карачагай-бека в Ардебиль, чтобы остановить продвижение армии Исмаила. После этого, по совету имамов во сне и своих полководцев, у которых он спросил: «Что вы хотите трон Азербайджана или крепость Гюлистан?», на что был дан ответ «Азербайджан», Исмаил снял осаду. Он приказал Джуш Мирзе двинуться к месту слияния Куры и Аракса — Джаваду для сбора понтонного моста с тем, чтобы обеспечить неотложное форсирование реки главными силами, напасть на Альвенда прежде, чем тот попытается перейти на северный берег реки. Затем Исмаил переправился через реку Куру по мосту из лодок около мая 1501 года, и отправил Гара Пири-бека Каджара против Хасан-бека Шюкюроглу, который был убит. Сам Исмаил двинулся к Карабаху, и, услышав о его приближении, Карачагай-бек и Мухаммед Караджа отступили в Нахичевань.

Затем Исмаил двинулся на Нахичевань с Гара Пири-беком Каджаром и Ильясом-беком Халвачиоглу. Осман-бек Мосуллу, посланный Альвенд Мирзой для перехвата захватчиков, был захвачен Гара Пири-беком Каджаром вместе со своими товарищами и предан мечу по приказу Исмаила. Затем Альвенд Мирза написал письмо Исмаил Мирзе, в котором просил его вернуться в Ширван и управлять провинцией в качестве своего кандидата. Предложение было отклонено, и обе стороны приступили к действиям: Альвенд Мирза со своими 30 000 человек двинулся в сторону Чухурсаада и расположился лагерем в Шаруре, деревне, расположенной на берегу реки Аракс. Исмаил написал письмо Альвенду:
«Потомки Хасан Падишаха навлекли бесчестье на потомков Шейха Сефи и опозорили их без всякой причины. Несмотря на нанесённые нашему величеству тяжкие оскорбления, я не намерен мстить вам за кровь моего предка, и я никогда не стремился к трону и правлению. Моё единственное намерение состоит в том, что я хочу распространять религию моих предков, непорочных имамов. Пока я жив, я обнажу свой меч ради Бога и Его непорочных Имамов и истинной религии до тех пор, пока справедливость не утвердится на своём месте. Следует просить помощи у чистых духов непорочных Имамов с искренней верой, постоянно повторять и исповедовать: „Али наместник Бога“, чтобы получить спасение в обоих мирах и стать самым преуспевающим царём среди всех остальных. И если я завоюю какую-либо территорию, я вырежу твоё имя на монетах, и они будут носить твоё имя. В хутбе я буду считать тебя своим старшим братом. Если ты откажешься принять это спасение из-за твоего упрямства, это твоё дело и ты можешь прийти на поле боя. В таком случае я могу отомстить за кровь моего невинного брата. Мир тебе».
Альвенд Мирза прочитав письмо, ответил: «Я никогда этого не сделаю и буду бороться. Делай всё, что в твоих силах, и ничем не пренебрегай». Исмаил со своими 7000 человек, через Нахичевань, вступил с ним в битву при Шаруре в середине 1501 года. Распределение войск было следующим: своих главных преданных, таких как Хусейн-бек Лала, Деде-бек Талыш, Хадим-бек Халифа, Мухаммед-бек Устаджлы, Байрам-бек Караманлы, Абди-бек Шамлы, Караджа Ильяс Байбурдлу, Гара Пири-бек Каджар, Ильяс-бек Халвачиоглу, Ильяс-бек Айгутоглу, Сары Али-бек Текели и Али-бек Румлу, он же Див султан Исмаил назначил на правом и левом флангах, а сам командовал центром. Участие Исмаила подбодрило воинов. Кызылбашские войска не носили доспехов и были готовы рисковать своей жизнью. Они произносили: «О мой духовный наставник и учитель, жертвой которого я являюсь». Альвенд Мирза, приказав приковать верблюдов в своей армии и встать позади армии, чтобы помешать бегству войск, назначил Латиф-бека, Сейид Гази-бека, Муса-бека, Карачагай-бека, Гулаби-бека, Халил-бека и Мухаммеда Караджу на правом и левом флангах, а сам он встал в центре на холме и надеялся, что никто из его армии не пересечёт линию верблюдов, скованных цепями сзади них. В последовавшей за этим отчаянной битве Исмаил проявил своё мужество, напав на передний ряд врага и предав мечу Карачагай-бека и многих других. Это было сигналом к общей атаке, в которой погибли Латиф-бек, Сайид Гази-бек, Муса-бек, Мухаммед Караджа, генералы и большая часть солдат Альвенд Мирзы. Остальные обратились в бегство, но цепочки верблюдов преградили им путь, и они пали от мечей преследователей. Альвенд Мирза едва спасся в Эрзинджане. В то время как большое количество верблюдов, лошадей, мулов и много дорогостоящих материалов попало в руки победителей. После этого Исмаил Мирза щедро вознаградил свои войска. Своей победой над Альвендом в Шаруре в 1501 году Исмаил фактически сломил власть Ак-Коюнлу, хотя сопротивление было далеко не прекращено.

## Правление

### Приход ко власти
Надел на голову корону этот негодяй,

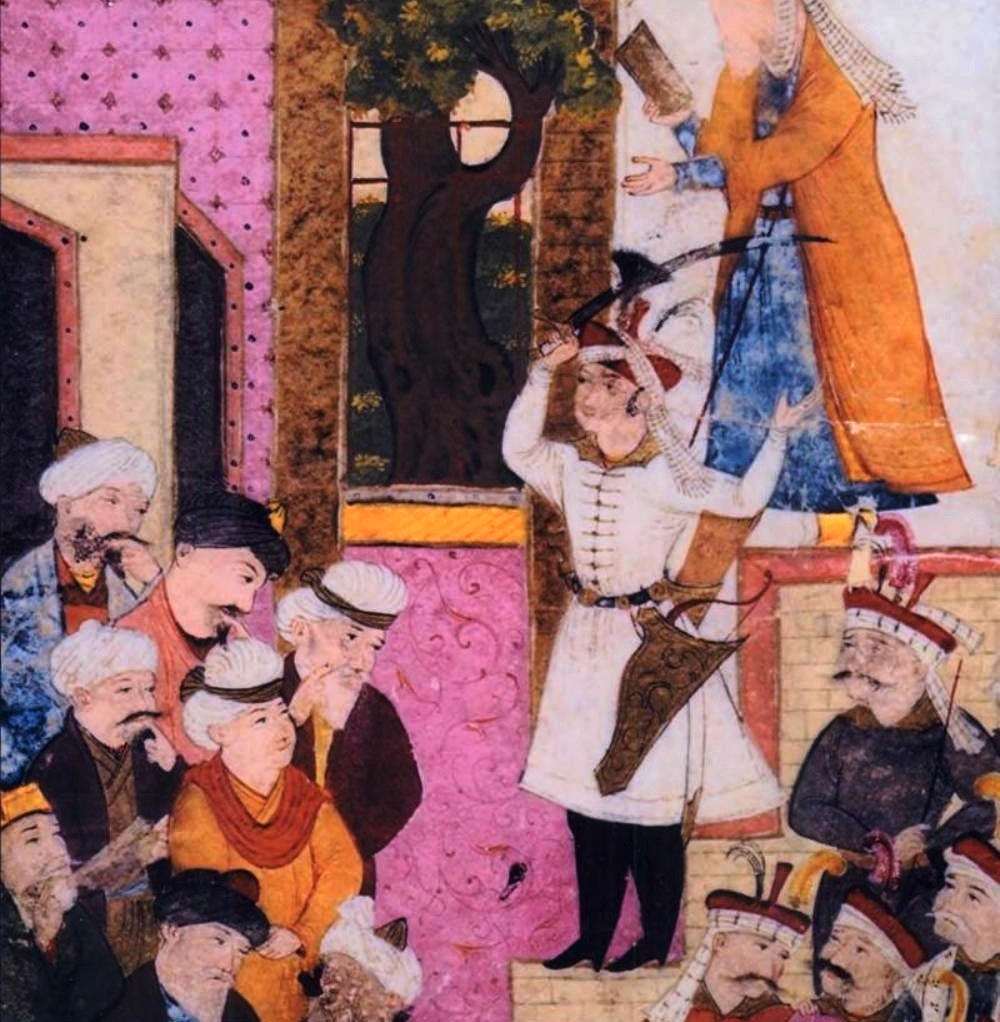
Шах Исмаил объявляет шиизм государственной религией

Сделал он безмозглых тюрков мюридами.

Başına tac aldı çıkdı ol pelid,

İtdi bî-idrak Etrak’i mürid.
Само семейство Сефевидов было частью племенной группы Ак-Коюнлу. Исмаил был всего-навсего ещё одним претендентом на трон из Ак-Коюнлу. На следующий день после победы над Альвенд Мирзой Исмаил Мирза покинул Шарур и направился в Тебриз, чтобы занять освободившийся трон Азербайджана. Он был встречен с великим энтузиазмом сановниками города и был коронован в июле 1501 года, и отныне он был известен как шах Азербайджана. В источниках его часто начали называть полным титулом «Хаган Сахиб Гиран Сулейман-шан Исмаил Бахадур-хан» («Правитель, Владыка Благоприятного Соединения подобный Сулейману в состоянии Исмаил Бахадур-хан») и «Хаган-и-Искандер-шан» («Правитель подобный Александру в состоянии»). Позже он принял титул «Падишах-и-Иран» («Падишах Ирана») ранее принадлежащий его деду Узун Хасану, законным наследником которого он себя считал. Но Исмаил и его последователи не имели представления об идее Ирана, они обозначали этим словом Хорасан и Трансоксиану, а не завоёванные территории. Его приход к власти, по сути было результатом успешного слияния шиизма с политическим устройством династии Баяндуров. В пятницу после коронации шах Исмаил велел прочитать хутбу в своём присутствии на имя Двенадцати имамов. Монеты шаха, отчеканенные в Тебризе, содержат на лицевой стороне надпись: «Нет божества, кроме Аллаха, Мухаммед — посланник Аллаха, а Али — наместник Аллаха». Шиизм иснаашари, чуждый иранскому обществу, был принят в качестве государственной религии. Отныне страх шиитов перед суннитами пропал и шиизм больше не скрывался от общественности. Но шииты и сунниты оставались равны перед законом и несли одинаковые наказания.
Шах Исмаил назначил Хусейн-бека Лалу своим советником и премьер-министром, Шамсаддина Лахиджи, который был его учителем, своим секретарём, а Мухаммеда Закария своим министром. Зиму 1501—1502 годов он провёл в Тебризе, так как вёл кочевой образ жизни. Исмаил получил основную поддержку в воцарении со стороны кызылбашей, но не пользовался такой же поддержкой в Иране и даже сталкивался с недовольством и ненавистью со стороны большинства иранцев-суннитов. Он должен был обеспечить скорейшее прибытие кызылбашей из Малой Азии, так как в глазах персов Ирана он и его сторонники были чужачками, которых они ненавидели. В успехах Исмаила большую роль сыграл его отряд из семерых близких кызылбашских советников, известный как «ахл-и ихтисас».

### Война за объединение государства
Весной 1502 года шах Исмаил праздновал Новруз и думал о том, чтобы выступить против Султана Мурада, правителя Персидского Ирака и Фарса; но пришло известие, что, собрав свои силы в Эрзинджане, Альвенд Мирза намеревался напасть на Азербайджан, после чего шах передумал и двинулся в сторону Эрзинджана 2 мая 1502 года. Благодаря тому, что они завладели арсеналом Тебриза, шах и его воины на этот раз были лучше вооружены, и они взяли с собой золото. Исмаил не имел никакого желания идти вглубь Иранского плато и планировал построить царство в Азербайджане и Восточной Анатолии, между владениями Османов и Ак-Коюнлу. Однако, положение дел на оставшейся части территорий Ак-Коюнлу вынудило его наступать на восток. Альвенд Мирза бежал и укрылся в крепости недалеко от Сарыгайи, но был преследован шахом и бежал в Авджан через Тебриз. Шах последовал за ним и послал свои отряды за беглым султаном, который бежал из Авджана в Хамадан, а оттуда в Багдад. После этого шах вернулся из Авджана в Тебриз, чтобы провести зиму 1502—1503 годов. Альвенд Мирза обнаружил, что его власти в Багдаде угрожает Гасым-бек Баяндур, и уехал в Диярбакыр. После победы над одноимённым Гасым-беком ибн Джахангир-беком, правителем провинции, он правил провинцией до своей смерти в 1504—1505 годах.

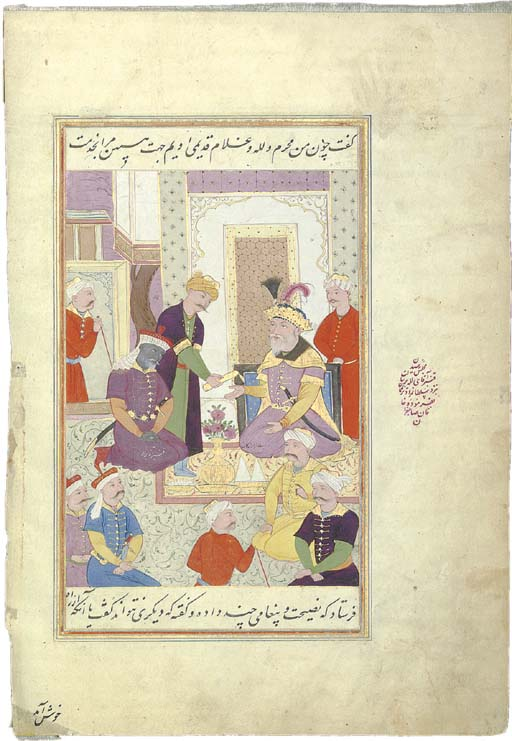
Посланник Ганбар-ага, перед султаном Мурадом, миниатюра 1670 года

Султан Мурад провёл зиму 1502—1503 годов в Дялиджане и, опасаясь растущей мощи шаха Исмаила, он собрал 300 пушек и 70 000 человек и двинулся в сторону Хамадана, не дожидаясь конца зимы. Он также послал свою мать, Гёвхар Султан-ханым, в Кум, чтобы убедить Исламыш-бека, правителя города, прийти к нему на помощь в предстоящей битве с шахом Исмаилом. Исламыш-бек со своими людьми отправился в Хамадан и дополнил войско Султан Мурада. Исмаил написал письмо Мураду: 
«Поскольку мы родственники, тебе было бы лучше не враждовать и не сражаться, а принять моё положение превосходства, чеканить свои монеты и подписывать свои указы от моего имени, а взамен я передам тебе несколько провинций Ирака. И если ты даже подумаешь о словах „коррупция“ или „беспорядок“, или будешь говорить о завоеваниях и победе или о деспотизме, я и мои воины направимся к этому месту».
Получив это письмо, Султан Мурад собрал своих туркоманских эмиров, включая своих наиболее информированных советников, и проконсультировался с ними. Они сказали ему, что ему лучше было бы оставаться в мире с шах Исмаилом, они заявили, что «мудрый человек не щёлкает кнутом, когда он может достичь тех же целей, разговаривая; он также не использует мечи и стрелы, когда мог бы добиться тех же результатов с помощью кнута». Шах Исмаил праздновал Новруз весной 1503 года и отправил посланника по имени Ганбар-ага к Султан Мураду с письмом, в котором рассказывал об их родственных узах и попросил его подчиниться. Но Мурад решил сразиться с Исмаилом. Он спросил посланника, почему послали его, а не кого-то другого. Ганбар-ага ответил: «Поскольку я теперь старый наставник шаха и его близкий друг, знающий его секреты, он послал меня к вам, чтобы передать вам его точное послание и посоветоваться с вами». Мурад сказал ему: 
«Шах хотел получить подходящий шанс уничтожить меня, и так как он не был уверен в Альвенд Мирзе, он не напал на меня и подумал, что было бы лучше не предпринимать никаких действий против меня, пока он сначала не убьёт Альвенд Мирзу. С другой стороны, он был уверен в моей слабости и поэтому называл меня „Намурад“… „Мурад Несчастный“. Я повиновался ему, потому что это казалось правильным и подходящим для данного случая, целесообразным в то время. Однако теперь, когда я получил известие от моего брата Альвенда, что Хандагар дал моему брату 120 000 солдат, которые подобны свирепым львам, почему я должен упускать эту многообещающую возможность противостоять шаху Исмаилу? Я сам царь, и для меня будет лучше не подчиняться другому правителю. Ты говоришь мне, Ганбар-ага: „я даю клятву семьёй шейха Сефи“, кто из них мудрее?». 
Ганбар-ага ответил Султан Мураду:
«Ваше величество, я выслушал то, что вы сказали, теперь послушайте, что я хочу вам сказать. Подумайте о том, что написал вам всепобеждающий властитель, и не думайте о своём брате. Конечно, шах знал доброту вашего сердца лучше, чем вы. Потому что, хотя он способен схватить и заключить вас в темницу в этот самый момент, он этого не сделал, вместо этого он назвал вас „Намурад“. С другой стороны Навваб Ашраф (шах Исмаил) не нуждается ни в какой помощи и восстал при поддержке Бога, чтобы он мог способствовать распространению течения иснаашари. Тому, кого поддерживает Бог, никогда не нужно бояться, даже если весь мир будет его врагом. Поскольку он был добр к вам и не хотел, чтобы вы сгорели в огне вашего брата, а дети Хасан-бека были таким образом полностью уничтожены, Навваб Ашраф отправил вам своё письмо с объявлением. И воля нашего победоносного царя лишь для вас, для вашего благополучия».
 Султан Мурад ответил ему:
«Скажи своему хозяину, чтобы он говорил правду, я его враг, и никто в мире не желает, чтобы его враг был жив. Теперь я и мой брат нападём на с двух сторон и уничтожим его. Мы будем относиться к жёнам и детям кызылбашей так же, как они относятся к своим врагам».

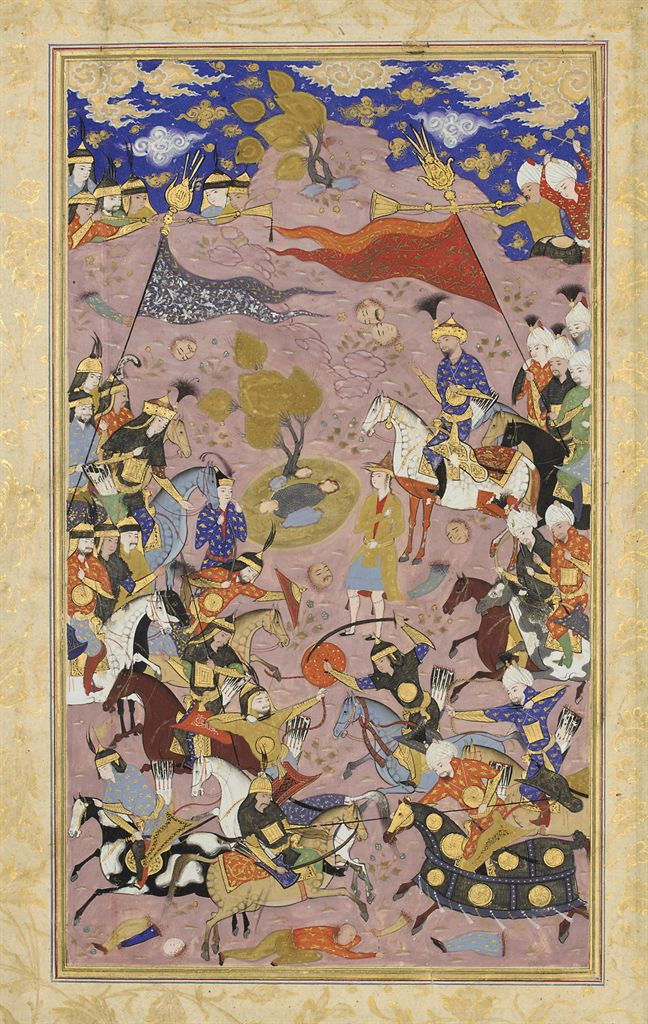
Битва при Алмагулагы, миниатюра 1590—1600 годов

Когда правитель Ак-Коюнлу намекнул, что может легко убить его, Ганбар-ага ответил вызывающе, объявляя султана невоспитанным и невежественным в дипломатии. Султан Мурад приказал чтобы его затоптали до смерти. Ганбар-ага был объявлен шахидом, и между ним и Билалом, который также был чернокожим рабом и сподвижником пророка Мухаммеда, в источниках проводилась параллель. После этого шах отправился в Хамадан с 12 000 человек и расположился лагерем в Алмагулагы около Хамадана. Султан Мурад двинулся со своей армией в сторону лагеря Шаха Исмаила. Армия шаха, незнакомая с климатом и ландшафтом области, не смогла найти место с питьевой водой. Воины вынуждены были вырыть колодцы и наконец смогли утолить свою жажду и двинуться в путь. Перед битвой шах вдохновлял воинов, цитируя аяты из Корана 41:30: "Воистину, к тем, которые сказали: «Наш Господь — Аллах», — а потом были стойки, нисходят ангелы: «Не бойтесь и не печальтесь, а возрадуйтесь Раю, который был обещан вам» и 8:65: «О Пророк! Вдохновляй верующих на сражение. Если будет среди вас двадцать терпеливых, то они одолеют две сотни; если же их среди вас будет сотня, то они одолеют тысячу неверующих, потому что они — люди неразумные». Утром в понедельник, 21 июня 1503 года, войска выстроились в боевой порядок и было положено начало битве при Алмагулагы. Деде-бек Талыш, Хусейн-бек Лала, Мухаммед-бек Устаджлы, Байрам-бек Караманлы, Абди-бек Шамлы, Якан-бек Текели и Сары Али-бек Текели командовали правым и левым флангами кызылбашской армии. Хулафа-бек и Мансур-бек Кыпчаки были лидерами нападающего отряда, Гара Пири-бек Каджар контролировал 1500 резервов, а сам шах Исмаил руководил сражением из центра. С другой стороны, Султан Мурад назначил Али-бека Туркмана на правое крыло, а Мурад-бека на левое крыло и передал контроль над нападающим отрядом Исламыш-беку. Затем он приказал приковать к линии фронта 300 пушек и других орудий и принял командование в центре. Во время битвы шах так же произнёс аят 2:250: «Когда они показались перед Джалутом и его войском, то сказали: „Господь наш! Пролей на нас терпение, укрепи наши стопы и помоги нам одержать победу над неверующими людьми“». В последовавшей за этим ожесточённой схватке Исламыш-бек со своими воинами-туркоманами отбил кызылбашей, отступивших в центр. Но в этот момент Гара Пири-бек Каджар напал с резервным войском на Исламыш-бека, который был пойман живым, а люди его были изрублены на куски. Шах Исмаил не мог сдержать свой воинственный пыл, и, атаковав противников, вступил в «царскую войну» (джанг-е солтани) и убил большое количество из них, в то время как его кызылбаши разбили армию Султан Мурада. Вся армия Сефевидов в массовом порядке атаковала лагерь Ак-Коюнлу, крича «Аллах, Аллах!». Али-бек Туркман пал вместе с 10 000 человек, Кызыл Ахмед, брат Айбы султана и премьер-министр Султан Мурада, Исламыш-бек и другие были схвачены живыми и казнены по приказу шаха, и только Султан Мураду удалось бежать с помощью нескольких человек в Шираз. Как обычно, победители захватили богатую добычу, состоящую из верблюдов, лошадей, мулов и экипировку. Шах также взял на службу большое количество войск Ак-Коюнлу после победы.
Распределив добычу среди своих войск и отправив победные письма провинциальным правителям, шах Исмаил отправился в долину горы Альвенд, чтобы провести лето 1503 года. Здесь он получил мрачную награду в виде голов своего врага от Ильяс-бека Айгутоглу, правителя Тебриза, который победил Насир Мансур Туркмана и других разбойников и предал большинство из них мечу. Однако шаху пришлось внезапно покинуть горную долину. Султан Мурад начал набирать войска в Фарсе, и настороженный шах отправился в Фарс через Исфахан. По пути он получил известие о Хусейне Кия Челеби, правителя Хвара, Симнана и Фирузкуха, который со своими 12 000 человек наводнил границы Ирака. Он был шиитом и собрал вокруг себя туркоманов Кара-Коюнлу. Шах приказал Ильяс-беку Айгутоглу в Тебризе немедленно отправиться в сторону Рея, чтобы остановить вторжение Хусейна Кии.
Шах продолжил свой поход в Исфахан, где был встречен горожанами с большой честью. Дурмуш-хан Шамлы, эшикагасыбаши, был назначен губернатором Исфахана, но он делегировал полномочия одному из своих слуг, по имени Шах Хусейн Исфахани. В это время Кирманом правил Махмуд-бек Баяндур, чей двоюродный брат Абульфат-бек, предыдущий губернатор города, захватил Шираз, но погиб во время охоты в результате случайного падения с вершины горы около Фирузабада, в субботу, 7 февраля 1503 года. Шах послал Мухаммед-бека Устаджлы с 600 людьми, чтобы захватить Кирман. После этого Мурад-бек Баяндур, губернатор Йезда, покинул город под присмотром своего министра, султана Ахмед-бека Сары, и бежал в Кирман. Вожди баяндуров командовали 2000 человек, но, когда подошёл Мухаммед-бек Устаджлы, они покинули город и бежали в сторону Хорасана. Мухаммед-бек Устаджлы занял город, а затем вернулся в шахский лагерь, который тем временем направился в Шираз. Мухаммед Гара, губернатор Абаркуха, послал подарки шаху и остался в его правительстве.
Тем временем Султан Мурад укрепил свою власть в Фарсе с помощью Ягуб Джан-бека, другого брата Айбы Султана, и расположился лагерем в Шулистане недалеко от крепости Сафид. Услышав о продвижении шаха Исмаила, Султан Мурад и Ягуб Джан-бек бежали в Багдад. Первый, проведя некоторое время в Багдаде, где его посадил на трон Барик-бек Порнак, уехал в Алеппо и, проведя несколько дней с султаном Ашрафом Гансу, правителем Египта и Сирии, отправился к Алаууддовла Зулькадару, вождю племени зулькадар, в Мараше. Последний отправился в Мосул, где он был убит Башарат-беком, что было местью за смерть его брата Гасым-бека, казнённого Султаном Мурадом в Исфахане.
Шах Исмаил продолжил свой поход в Шираз, куда он прибыл в субботу, 24 сентября 1503 года. Губернаторы различных субпровинций Фарса воздавали должное шаху и оставались в своих правительствах. Примерно в это же время Султан Ахмед-бек Сары, исполняющий обязанности губернатора Йезда, принёс свои извинения и попросил шаха назначить кого-нибудь губернатором Йезда. Шах Исмаил назначил Хусейна-бек Лалу губернатором Йезда, который передал власть Шейб-аге, одному из своих родственников и слуг, а сам остался в шахском лагере. Шейб-ага отправился в Йезд с Тагиуддином Исфахани и взял на себя ответственность за его должность, сохранив Султан Ахмед-бека Сары в качестве своего министра. Шах Исмаил назначил Ильяс-бека Зулькадара, также известного как Каджал-бек, губернатором Фарса и 21 ноября 1503 года отправился в обратный поход в Кашан, где он был почётно встречен. Шах ответил взаимностью, устроив праздник и раздав подарки, и, в частности, почтил Кади Мухаммеда Кашани, назначив его секретарём и коллегой Шамсаддина Лахиджи. Затем шах отправился в Кум, чтобы провести зиму 1503—1504 годов.
Зимой 1503—1504 годов в Куме шах Исмаил услышал, что Ильяс-бек Айгутоглу, губернатор Тебриза, которому было приказано идти к Рею, чтобы остановить вторжение Хусейна Кия Челеби, был убит путём обмана в Кабуд Гонбаде. Поняв, что не может сопротивляться со своими немногочисленными солдатами против 12 000 человек, собранных Хусейном Киёй, Ильяс-бек Айгутоглу искал убежище в крепости Варамин. Там он некоторое время находился в осаде, но, соблазнённый справедливыми обещаниями, он и его товарищи нанесли визит в лагерь Хусейна Кии, где их вероломно убили. Затем Хусейн Кия вторгся на прилегающие территории и вернулся в Фирузкух. Чтобы отомстить за убийство Ильяс-бека, шах Исмаил двинулся из Кума в воскресенье, 25 февраля 1504 года, в сторону Фирузкуха через Варамин, где он праздновал Новруз. 17 марта 1504 года он достиг крепости Гюльхандан и после ожесточённой борьбы с Кия Ашрафом, хранителем крепости, одержал победу, уничтожил и сровнял крепость с землёй. Затем он двинулся к крепости Фирузкух, куда прибыл 29 марта 1504 года. Хусейн Кия поставил Кия Али во главе крепости и бежал от шаха Исмаила в крепость Уста. У стен крепости протекала река, и защитники черпали воду из этой реки через отверстие, прорубленное в скале. Когда об этом доложили Исмаилу, он приказал отклонить течение реки от её русла. Учитывая объём воды и силу течения, сефевидские войска с готовностью взялись за дело и в течение нескольких дней прорубили новое русло и отвели течение реки в сторону. После жестокой битвы, продолжавшейся десять дней, в которой лично участвовал шах Исмаил и в которой он потерял многих своих людей, Махмуд-бек Каджар достиг зубчатых стен крепости на одиннадцатый день. Другие последовали за ним и разбили силы врага. Кия Али потребовал мира и был помилован по просьбе Эмира Наджма, но гарнизон был уничтожен, а крепость сровнена с землёй.

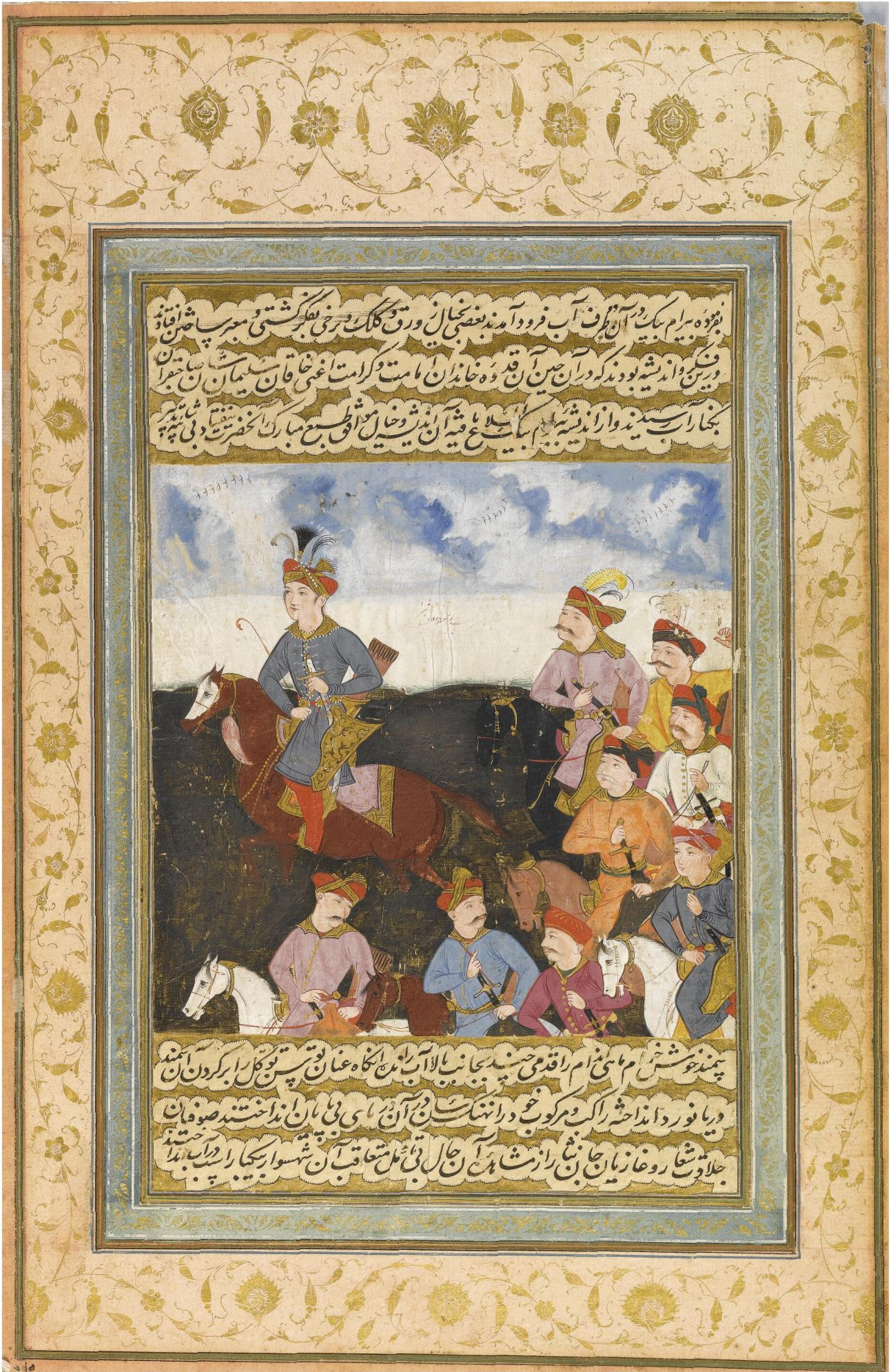
Шах Исмаил в походе, миниатюра 1680 года

11 апреля 1504 года шах Исмаил двинулся к крепости Уста. Хусейн Кия покинул её с сильным отрядом своих солдат и устроил засаду. Шах послал Абди-бека Шамлы и Байрам-бека Караманлы атаковать крепость с одних ворот, а сам командовал войсками с других. Абди-бек Шамлы и Байрам-бек Караманлы подверглись внезапному нападению, и, хотя они проявили большую доблесть, им не удалось добраться до крепости. Кия и Мурад-бек Джаханшах отступили перед атакой шаха и его 200 человек и закрыли крепость. После нескольких дней непрекращающейся борьбы шах перекрыл подачу воды из реки Хабла, а на четвёртый день заставил осаждённых подчиниться. Цитадель, в которой нашли убежище Хусейн Кия, Мурад-бек Джаханшах и Саялтмыш-бек, продержалась ещё три дня, но в конце концов была взята штурмом 13 мая 1504 года. Беженцы попали в руки победителей. У других ворот Мурад-бек, Джаханшах и Саялтамыш-бек были сожжены живьём; в то время как Хусейн Кия был заключён в железную клетку, которую сам жертва приготовил для пленников, которых он надеялся захватить в битве. 10 000 солдат гарнизона были убиты, и только несколько учёных и ещё несколько человек получили помилование по просьбе шахских офицеров. Крепость была сровнена с землёй, а большая добыча, попавшая в руки шаха, была распределена между войсками. Несколько дней шах Исмаил отдыхал, охотясь по соседству. Мухаммед Хусейн Мирза, губернатор Астрабада; Ага Рустам и Низамуддин Абдул Карим, правители Мазендарана; Каркия султан Хусейн, брат Каркия Мирзы Али, правителя Лахиджана, пришли поздравить шаха с победой.
Шах Исмаил начал свой обратный марш 19 мая 1504 года. По дороге Хусейн Кия нанёс себе ранение и умер в Кабуд-Гюнбаде недалеко от Рея, в том самом городе, в котором он убил Ильяса-бека Айгутоглу, но его труп оставался в клетке до тех пор, пока он не был сожжён на площади Исфахана. Сожжение тела Хусейна Кии напоминает о практике сжигания еретиков, чтобы убедить их последователей в их смерти. Шах проследовал в Союгбулаг (ныне в современной провинции Тегеран) и получил почтение от Зохраб-бека Челеби, губернатора крепости Эрд-Санада близ Союгбулага. Оттуда он двинулся в яйлаг Сюрлюка, где получил известие о восстании Мухаммеда Гары, губернатора Абаркуха.
Когда шах Исмаил проводил свою кампанию в Фирузкухе и Уста против Хусейна Кии, Султан Ахмед Сары воспользовался возможностью, чтобы казнить Шейб-агу и его слуг, и снова взял бразды правления в свои руки. Вслед за этим, Мухаммед Гара, губернатор Абаркуха, возглавил ночную атаку на Йезд с 4000 всадниками, казнил Султан Ахмед-бека Сары и занял территорию. Затем он назначил Мир Хусейна Майбуди своим министром и возложил налоги на жителей городка. Покинув яйлаг Сюрлюка в середине 1504 года, шах поспешил через Исфахан в Йезд и, хотя Йезд был сильно осаждён, через месяц он взял город в результате последовательных стычек. Но Мухаммед Гара и Мир Хусейн Майбуди недолго продержались в крепости. В конце концов их забрали живыми. Мухаммад Гара был заключён в ту же железную клетку, в которой хранился труп Хусейна Кии. По приказу шаха Исмаила, его тело намазали мёдом и подвергли его мучительной смерти, пустив пчёл, а позже он был сожжён на площади Исфахана. Мир Хусейн Майбуди был обезглавлен тут же. Среди пленных также была Таджлы-бейим из племени мосуллу, которую шах взял себе в жёны.
Примерно в это же время Реис Гайби, двоюродный брат Мухаммеда Гары, которого оставили во главе Абаркуха, поднял восстание, после чего шах послал Абди-бека Шамлы из Йезда, чтобы наказать мятежников. Во время осады Йезда шах Исмаил принял Кемаледдина Садра, посланника Султан Хусейн Мирзы, правителя Хорасана, который пришёл поздравить шаха с его победами. Но неправильно составленное письмо Султан Хусейна Мирзы и его скромные подарки вызвали гнев шаха, который немедленно двинулся к границе Хорасана, чтобы вторгнуться в Табас. Этим городом управлял Мухаммед Вали-бек, начальник конюшен Султан Хусейна Мирзы, который передал власть Тарди Бабе. Игнорируя крепость, где укрылся Тарди Баба, шах разграбил город и уничтожил 7000 его жителей. После этого Султан Хусейн Мирза утихомирил гнев шаха и добился его возвращения в Йезд, снизив тон своей речи и повысив ценность подарков. Примерно в это же время Ильяс-бек Зулькадар, известный как Каджал-бек, правитель Фарса, был казнён за жестокое обращение со своими подданными, и его заменил Уммат-бек Сары Зулькадар, которому был присвоен титул «Халил Султан».
Шах Исмаил повторно назначил Хусейн-бека Лалу губернатором Йезда и вернулся в Исфахан, чтобы провести зиму 1504—1505 годов. Через несколько дней прибыло посольство османского султана Баязида II с подходящими подарками, чтобы поздравить шаха Исмаила с его победами. Приём прошёл в саду только что построенного дворца Нагши Джахан. Вооружённая кавалерия и пехота выстроились в две линии перед аудиторией. Дурмуш-хан Шамлы, эшикагасыбаши, с украшенным драгоценностями посохом, и стражники с позолоченными булавами стояли рядом с шахом. С одной стороны трона были вооружённые палицы и лучники, с другой — гражданские офицеры и теологи, такие как Кади Мухаммед Кашани, Шамсаддин Лахиджи, Шарафаддин Ширази и Али Джабаль Амили. Затем османское посольство было дано аудиенции перед шахом. Чтобы произвести впечатление на Османов величием Сефевидов, Мухаммед Гара с трупами Хусейна Кии и Реиса Гайби и другими заключёнными, которых Абди-бек Шамлы доставил из Абаркуха в Исфахан, были публично сожжены, живые и мёртвые, в присутствии послов, которых затем проводили с почётными одеяниями, арабскими лошадьми и атрибутами, а также с дружеским посланием.
Гражданские и военные проблемы стали причиной насильственной смерти Гиясаддина и Тагиаддина Исфахани по приказу шаха. Первый нарушил свою клятву шаху, не снабдив его армию зерном из своих больших запасов пшеницы, на что шах ответил «Принятие ложной клятвы головой правителя и душой эмира муминов Али не показывает ничего, кроме вражды к семье посланника Аллаха», последний вступил в заговор с Султан Ахмед-беком Сары и Мухаммедом Гарой в их восстании против шаха. В Лахиджане Каркия султан Хусейн организовал успешное восстание против своего брата Каркия Мирза Али, чьего министра Кию Фирудина он казнил. Каркия Мирза Али передал управление своему брату и стал отшельником в Ранкухе. Шах отпраздновал Новруз 1505 года и возглавил охотничью экспедицию возле яйлага Уланг Кяниз, в котором было убито 6700 животных, и из черепов этих животных был построен минарет в Исфахане.
Из яйлага Исфахана шах отправился в Хамадан, а оттуда к могиле Имамзаде Сахл Али в деревне недалеко от Хамадана. Он издал приказ о реконструкции мавзолея, и, после завершения работ, огородив гробницу в саду, шах перебрался в яйлаг Сюрлюга. Следующей зимой 1505—1506 годов шах направился к границе Азербайджана, чтобы подавить Шир Сарима, главаря разбойников Курдистана. После убийства своих последователей и разграбления лагеря, поскольку Ширу Сариму удалось бежать, шах двинулся к реке Кызылузун. Хусамаддин, правитель Решта и Фумана, поднял восстание, но войска кызылбашей, за которыми шах шёл через Тарам, подавили мятеж. Благодаря заступничеству Наджмуддина Масуда Решти, Хусамаддин был помилован и остался править. Шах решил провести зиму в Тараме и отправил Деде-бека Талыша в Табасаран, чтобы отомстить за смерть своего отца Кызыл Гейдара. Генерал успешно вернулся до конца зимы. Этой зимой Джулбан-бек, губернатор Тарама, был казнён по приказу шаха за жестокое обращение с подданными.
Каркия Мирза Али и его брат Каркия султан Хусейн были убиты повстанцами в Ранкухе. Новым губернатором, назначенным шахом, стал Каркия султан Ахмед, который установил своё правление, казнив убийц своего отца и дяди. После празднования Новруза в Тараме и участия в скачках и поло в Султанийе, шах отправился в Сюрлюг в середине 1506 года. Карательная экспедиция под командованием Байрам-бека Караманлы, Хадим-бека Халифы, Абди-бека Шамлы и Сары Али-бека Текели разграбила лагерь Шира Сарима и во второй стычке захватила живыми его сына, брата и некоторых из его офицеров. Абди-бек Шамлы и Сары Али-бек Текели погибли в бою. Шир Сарим сбежал. Пленники, привезённые к шаху в Хой зимой 1506—1507 годов, среди которых были сын и брат Шир Сарима, были жестоко убиты, что было местью за смерть кызылбашских офицеров.

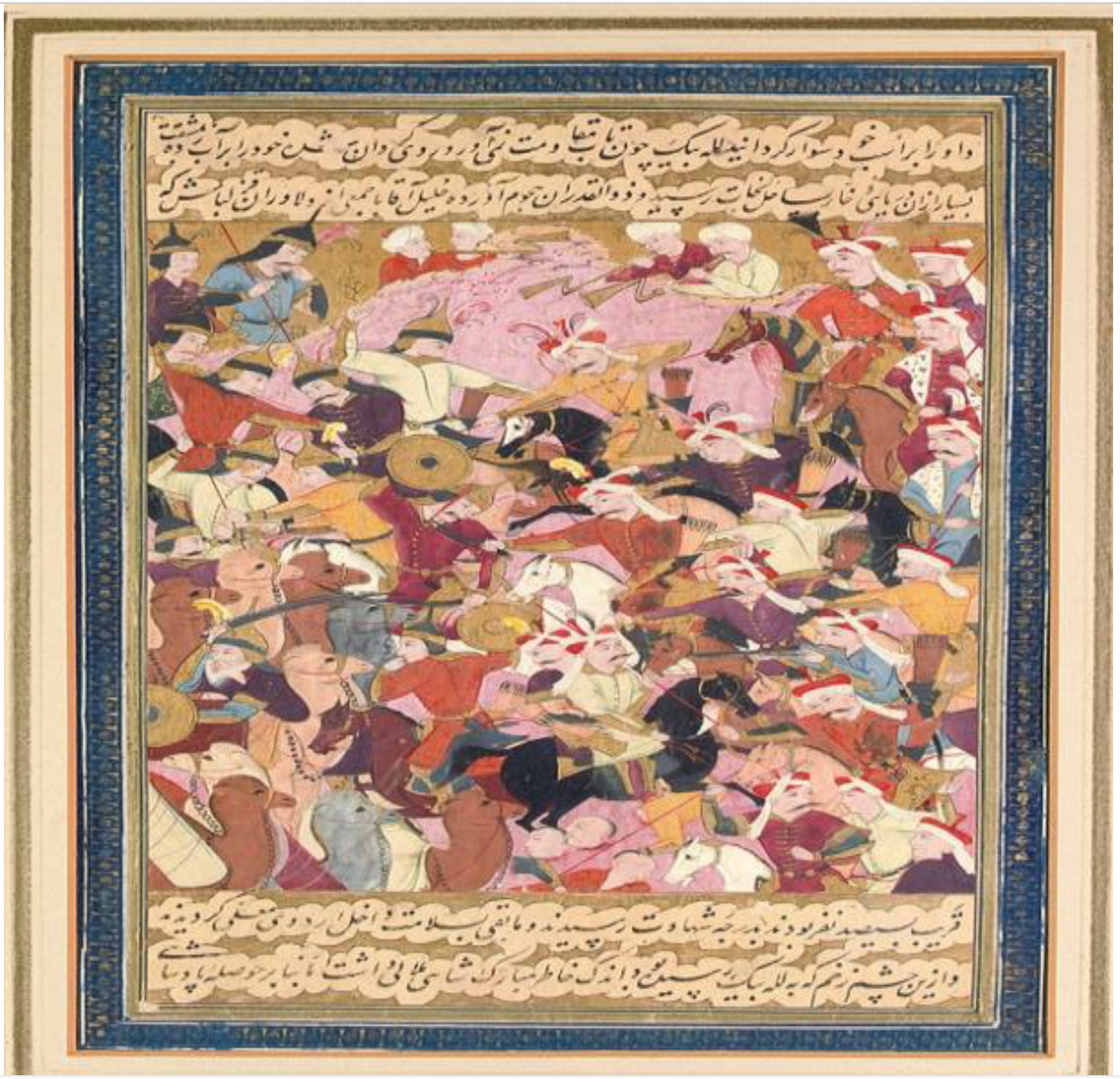
Битва Хусейн-бека Лалы и Сары Гаплана, миниатюра 1676 года

В то время как шах Исмаил праздновал Новруз в Хое, Алауаддовла Зулькадар боролся за восстановление власти Султан Мурада, которому он дал убежище в Мараше, и впоследствии его дочь, захватила крепость Диярбекир у Эмир-бека Мосуллу, который присвоил провинцию после смерти Альвенда Мирзы в 1505 году. В 1506 году Исмаил пошёл по стопам своего отца и деда, предложив союз с Зулькадарами через брак. Алауддовла согласился на брак своей дочери с молодым шахом. Исмаил снова решил использовать одного из своих кызылбашских эмиров, чтобы представлять его в этом дипломатическом предприятии. Шах выбрал особенно почтенного кызылбашского полководца Оглан Уммата Чавушлу для вручения приданого Алауддовле, но когда прибыл Оглан Уммат Чавушлу, он был немедленно заключён в тюрьму в озере Кёзгёлю. Шах с 20 000 человек двинулся в сторону Эрзинджана примерно в мае 1507 года. Во время своей кампании против Алауддовлы он снабжал себя провизией, платя за всё, и объявил за границей, что каждый может приносить в лагерь купленные припасы, и что всякий, кто возьмёт что-нибудь без оплаты, будет предан смерти. После этого Алауаддовла Зулькадар бежал в крепость Эльбистан. В первом столкновении, когда сразились передовые отряды под командованием Деде-бека Талыша и сына Алауддовла, Сары Гаплана Гасыма, победа была на стороне зулькадаров, но при приближении к Эльбистану армии Сефевидов Гасым был вынужден отступить.

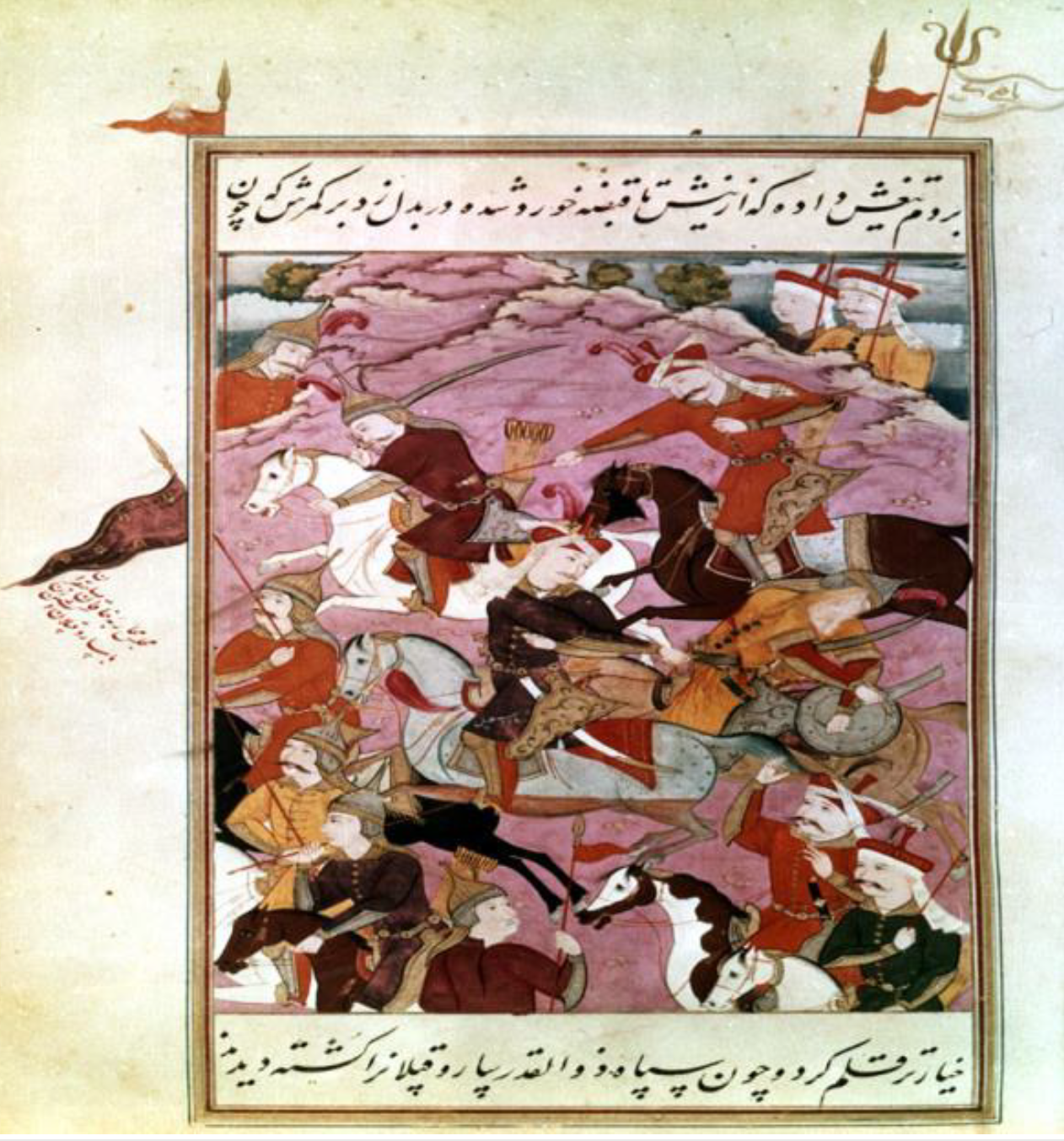
Битва шаха Исмаила и Сары Гаплана, миниатюра 1676 года

Оглан Уммат Чавушлу, наконец, услышав о переходе шаха Исмаила через Кайсери, бежал из Эльбистана на гору Дурна. Когда Алауддовла понял, что не сможет противостоять армии Исмаила, то укрылся в замке на горе Дурна, где крутые склоны гор благоприятствовали обороне. Сразу же он отправил сообщение Мамлюкам и Османам, в котором просил их оказать ему военную и политическую поддержку. Мамлюки никак не отреагировали на это послание, а Османы отправили на территорию Зулькадаров армию под командованием Яхья-паши. Задача этой армии, однако, заключалась не в том, чтобы помочь Зулькадарам, а в том, чтобы контролировать деятельность Сефевидов и не дать им нанести вред османским землям. Османские войска не продвинулись далее Анкары. Шах Исмаил окружил Алауддовлу на горе Дурна, но не смог взять замок, а Алауддовла не покидал крепости. Алауддовла сильно забеспокоился, и прибегнул к хитрости. Он отправил своего посланника к Исмаилу с письмом, где предлагал перемирие. В противоположность действий Алауддовлы, который нарушил правила приёма посланников, его посланник был принять с почестью и уважением. В его честь был устроен пышный приём. Затем Исмаил ознакомился с содержанием послания Алауддовлы и почувствовал, что здесь затеяна какая-то хитрость и нечестная игра. В ответ он написал своё условие о перемирии и отправил посланника Алауддовлы, как подобает. Посланник прибыв к Алауддовле, рассказал об увиденном и услышанном. Шах Исмаил был молод и нетерпелив — он устал ждать, пока Алауддовла выйдет из замка. Не имея возможности сразиться с Алауддовла и испытывая неудовлетворённость, шах стал оскорблять Алауддовла и выкрикивать издевательские слова, называя его непристойно — «Ала Дана», исковеркав лакаб Алауддовла. На третий день враг сломался и бежал, шах захватил богатую добычу, из которой он приказал сжечь дотла запасы пшеницы. Хусейн-бек Лала, переходя реку вброд, был застигнут врасплох Гасым-беком по прозвищу Сары Гаплан и потерял 300 человек. Шах решил двинуться в сторону Диярбекира. Эмир-бек Мосуллу, который был родственником жены шаха Исмаила, принёс ключи от Диярбекира и драгоценности шаху и перешёл на службу к Сефевидам, он был назначен хранителем печати. Падение Харпурта заставило несколько крепостей капитулировать. Мухаммед-бек Устаджлы, зять шаха, был назначен губернатором Диярбекира с титулом «хан» и отправлен в крепость Гара Хамид, а сам шах отправился в Ахлат. Успех оружия Сефевидов в Диярбекире, который привёл Сефевидов к более тесным контактам со своими последователями на территории Османской империи, сделал провинцию стратегически желательной в глазах Османов. Получив почести Шарафаддин-бека, губернатора Битлиса, и проведя несколько дней на охоте в Битлисе, Арджише и Ахлате, шах вернулся в Хой на зиму 1507—1508 годов.
Гайытмыш-бек, брат Эмир-бека Мосуллу, владел крепостью Гара Хамид, перед которой Мухаммед-хан Устаджлы, недавно назначенный губернатор Сефевидов, расположился лагерем, чтобы провести зиму 1507—1508 годов. Подстрекаемые Гайытмыш-бегом курды напали на лагерь кызылбашей, после чего Мухаммед-хан Устаджлы вторгся на курдские территории и в решительной и кровавой схватке убил 700 курдов на поле боя.

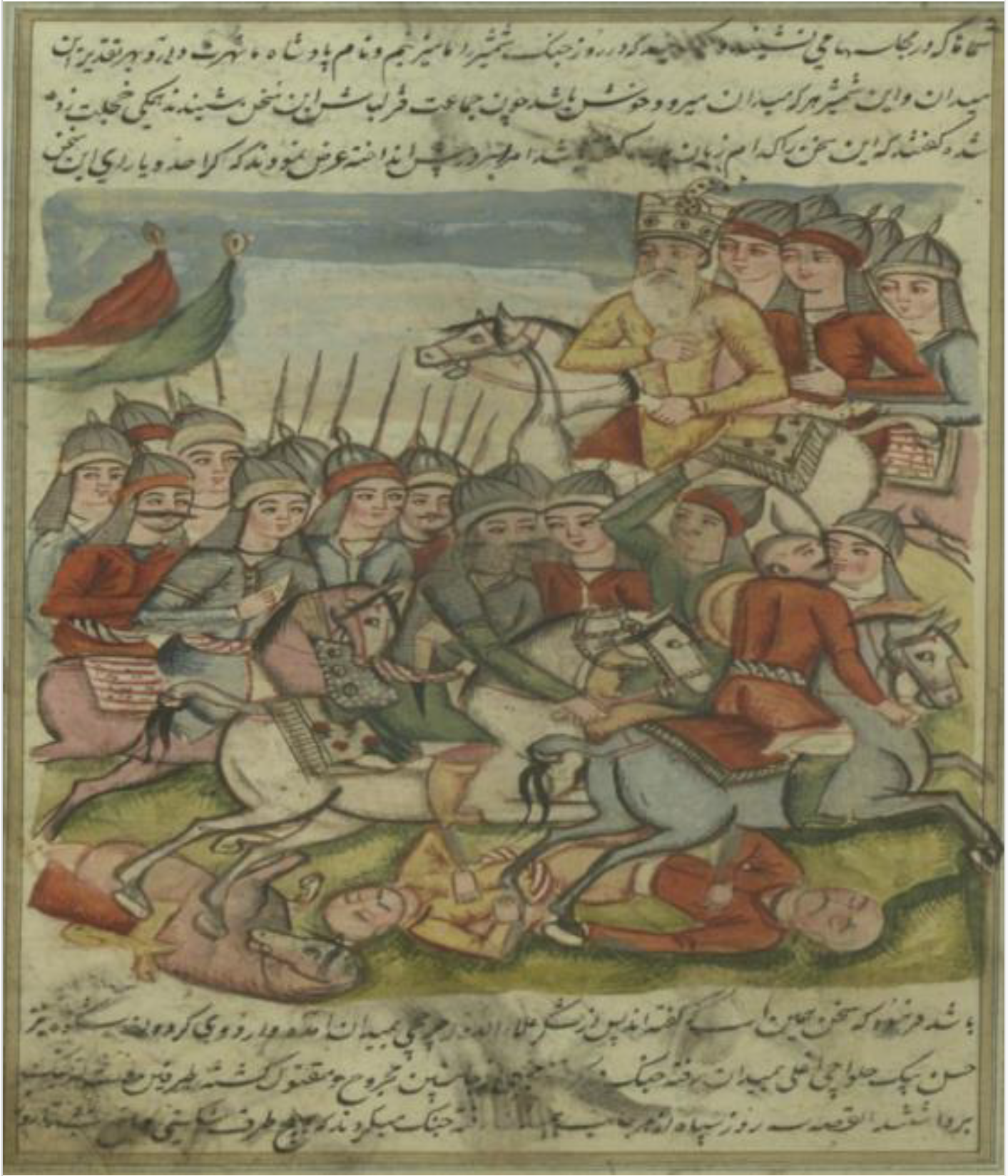
Битва шаха Исмаила против Зулькадаров, миниатюра 1676 года

Встревоженный успехом экспедиции, Гайытмыш-бек обратился за помощью к Алауддовла Зулькадару, который немедленно послал 10 000 человек под командованием своих собственных сыновей Сары Гаплана и Ордуван-бека. Чтобы противостоять этой новой угрозе, Мухаммед-хан Устаджлы имел всего 2000 человек, из которых 800 были из отряда его брата Гара-бека. Битва началась, и последние были удивлены яростной атакой Сары Гаплана, но в конце концов, редкая храбрость Мухаммед-хана Устаджлы позволила ему одержать полную победу. Противник потерял в бою 732 офицера, в том числе Сары Гаплан и Ордуван-бек были взяты в плен и немедленно обезглавлены, а трофеи из их голов были отправлены в подарок шаху в Хой. Гайытмыш-бек и его свита были зарезаны, когда после непродолжительной осады крепости Гара Хамид попал в руки Мухаммед-хану Устаджлы.
Чтобы отомстить за потерю своих сыновей и своей армии, Алауддовла Зулькадар отправил ранней весной 1508 года ещё один отряд из 15 000 человек, под командованием двух других своих сыновей, Кюр Шахруха и Ахмед-бека. Тем временем Мухаммед-хан Устаджлы перебрался в Мардин, а его брат Гара-бек вторгся в Джазиру, убивая и грабя курдов. Появление второй армии Зулькадара заставило Мухаммед-хана Устаджлы отступить в Гара Хамид. Его 3000 человек были преобразованы в правое крыло под его командованием; центр под руководством Ача султана Каджара, и левое крыло под Гара-бека. 15 000 солдат противника составляли правое крыло под командованием Кюр Шахруха, Мурад-бека и Гайытмыш-бека, центр под командованием Мухаммед-бека и левое крыло под командованием Ахмед-бека, Абдуллах-бека и Аркамаз-бека. Сражение началось с отражения атаки кызылбашей на центр; затем правое и левое крыло врага одновременно двинулись на кызылбашей, правое и левое крыло которых сомкнулись в центре, чтобы выдержать атаку. Затем последовала ожесточённая компактная атака кызылбашей, которая сломила врага. Среди заключённых были Аркамаз-бек, Гайытмыш-бек и два внука Алауддовла Зулькадара (сыновья Кюр Шахруха) по имени Мухаммед-бек и Али-бек, которые бежали от бойни, в которой Кюр Шахрух, Ахмед-бек, Абдуллах-бек, Мухаммед-бек, Мурад-бек и пятьдесят других офицеров погибли, не получив пощады. Головы жертв были отправлены с четырьмя пленными и победным письмом шаху в Хамадане, который направлялся в Багдад. Заключённые были освобождены, внуки Алауддовла Зулькадара получали пенсию, а Мухаммед-хан Устаджлы был награждён золотым поясом, чепцом и почётным одеянием.
Зимой 1507—1508 годов в Хое Наджмаддин Масуд был назначен советником. Бегство Султан Мурада из Багдада позволило Барик-беку Порнаку взять бразды правления в свои руки. Шах Исмаил решил сместить узурпатора и, чтобы добиться добровольного подчинения, послал Халил-бека из Хамадана весной 1508 года. Когда это произошло, шах потребовал от Абу Исхага, чтобы его господин Барик-бек Порнак подчинился. В начале Барик-бек Порнак решил подчиниться и даже отправил Абу Исхага с подарками к шаху в Хамадан. Он был удостоен кызылбашского таджа и одежды и приказал всем своим людям также надеть тадж. Но позже он открыто восстал против шаха и бросил богослова Мухаммеда Камуна из Наджафа в тёмную яму и собрал оружие и провизию. Позже узурпатор упал духом и бежал в Алеппо, богослов был освобождён, и Хусейн-бек Лала, представлявший авангард шаха Исмаила, мирно захватил Багдад. В городе была прочитана хутба и отчеканены монеты на имя шаха Исмаила. Хадим-бек Халифа был назначен губернатором Багдада, в который шах вошёл 21 октября 1508 года на фоне публичного ликования и принесения в жертву быков, и начал свой вход, казнив последователей Барик-бека Порнака.
Шах посетил различные святыни имамов: Хусейна ибн Али в Кербеле 25 октября 1508 года, где он представил двенадцать позолоченных люстр, шёлковых ковров и ширм, Али ибн Абу Талиба в Наджафе, где он назначил Мухаммеда Камуна хранителем, с инструкциями по восстановлению святыни, и представил рукопись Священного Корана, переписанную им самим в детстве в Лахиджане, наконец, Муса-аль-Казима, Мухаммеда ат-Таки, Али аль-Хади и Хасана аль-Аскари. Мавзолеям последних были подарены ковры, а также позолоченные и посеребренные люстры от религиозной преданности шаха, который приказал восстановить святыни. Затем он посетил Таки-Кисру и по пути в Багдад убил огромного льва из лука. Во время второго посещения святынь были приготовлены пайки, из которых были заменены старые сундуки, и в Наджафе Кади Джахан Хусейни потратил 2000 туменов на ремонт канала, отрезанного от Евфрата Аладдином Ата Маликом Джувейни, братом Сахиб-Дивана Ходжа Шамсаддина Мухаммеда. Хадим-бек Халифа, губернатор Багдада, был назначен губернатором арабского Ирака с титулом «халифат аль-хулафа».

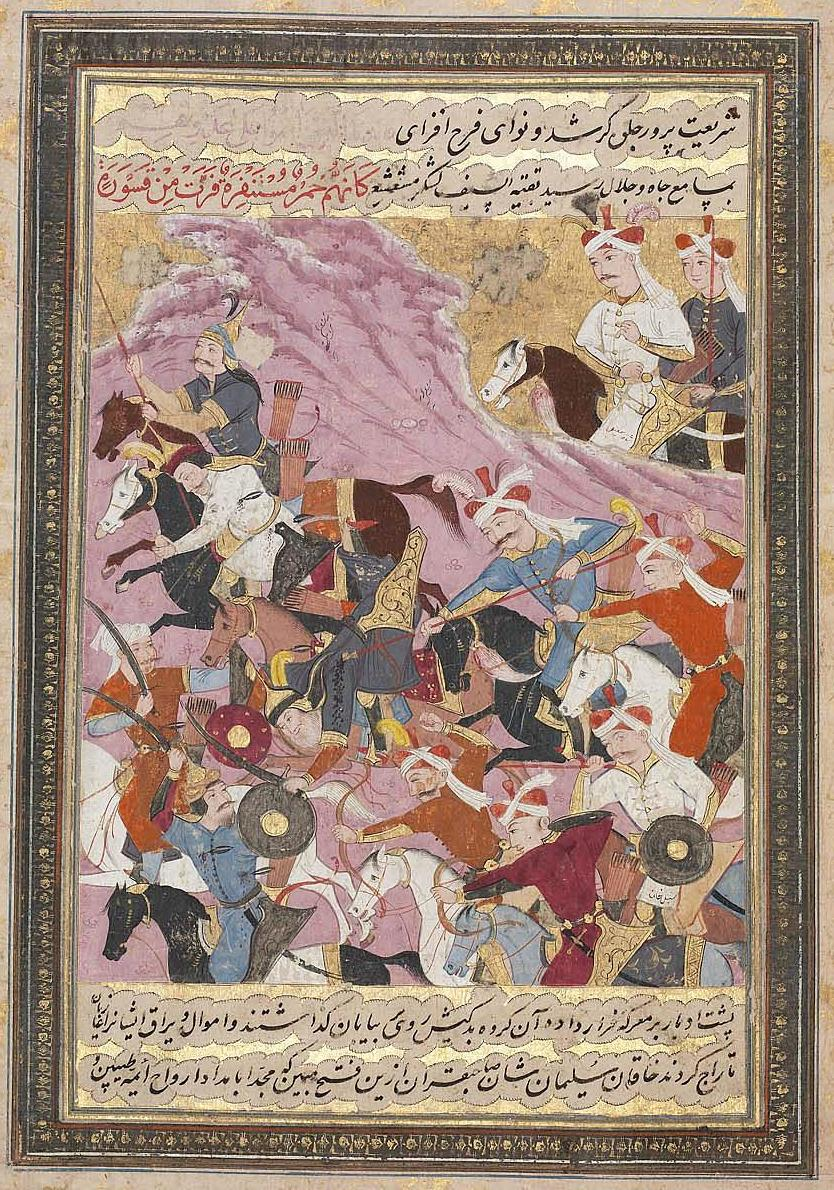
Битва шах Исмаила с Султан Фаядом, манускрипт 1688 года

Арабы из секты мушашия в Хейвазе, которым правил Саид, верили в божественность Али ибн Абу Талиба и, как сообщалось, во время своих молитв пользовались иммунитетом от огня, меча или стрел. В начале войн шаха Исмаила вождём мушашия был Султан Мухсин, но его сын и преемник Султан Фаяд заявил о своём божественном происхождении и навлёк на себя гнев шаха Исмаила. По пути в Хейваз шах отделил Наджмуддин Масуда, Байрам-бека Караманлы и Хусейн-бека Лалу с 10 000 человек, чтобы сокрушить Малик шаха Рустама, правителя Луристана, в Хуррамабаде. Фанатики, включая Султан Фаяда, погибли, после чего шах аннексировал территорию и проследовал через Дизфуль в Шуштар. Там к нему присоединился отряд из Луристана, которому удалось взять в плен Малик шаха Рустама. После просьбы прощения на лурском языке, ему было позволено сохранить своё правление, и его борода была нанизана жемчугом Дурмуш-хана Шамлы по приказу шаха.
Губернатор Дизфуля явился во двор шаха и передал ключи от города и цитадели. Таким образом, эти регионы вместе с крепостью Саласель были подчинены. Шах Исмаил назначил комендантом крепости одного из своих доверенных лиц и отправился из Шуштара через горы Гилуя в Шираз, чтобы провести зиму 1508—1509 годов. В Дарульджирде он организовал охотничью экспедицию и убил много животных, включая горных козлов, которые, как считается, содержат «противоядие от животных». В Ширазе шах получил через своего посланника Ахи-бека письма о подчинении от правителей Ормуза и Лара. В этих регионах была прочитана хутба и отчеканены монеты на имя Исмаила. Яр Ахмед Исфахани был назначен министром, Кади Мухаммед Кашани был казнён за проступок в мае-июне 1509 года, и ему наследовал Шарафаддинн Али Астрабади, потомок Саида Шарафаддина Али Гургани, наконец, Деде-бек Талыш, губернатор Казвина, Союг Булага, Рея и Хвара, был заменён Зейнал-беком Шамлы, которому был дан титул «хан». В начале лета 1509 года шах уехал в Исфахан. После двух недель занятий конными скачками, поло и стрельбой из лука «кабак» и расширения знаменитой площади Исфахана, шах направился в Хамадан. Осень прошла в долине горы Альвенд. Шах отправился в Хой через Тебриз. После смерти Наджмуддина Масуда Яр Ахмед Исфахани занял его место и получил титул «Nəcm-i-Sani» («Вторая Звезда»), поскольку он стал преемником «Nəcm-i-Əvvəl» («Первой Звезды»).
В начале зимы 1509—1510 годов шах Исмаил переправился через реку Куру по лодочному мосту в Джаваде, чтобы сокрушить мятежного Шейха Шаха ибн Фаррух Ясара из Ширвана, который изгнал Шахгялди-агу, представителя губернатора Сефевидов Хусейн-бека Лалы и захватил провинцию. Шейх Шах бежал в крепость Бигурд, авангард кызылбашей занял Шамахы, Баку, Шабран и другие крепость, а также Дербент с его высокими валами и двумя воротами, выходящими на территорию Ширвана и Дагестана. Его фундамент уходил в горный хребет Эльбурс, а его длина простиралась на расстояние трёх выстрелов из лука в Каспийском море. Коменданты Баку и Шабрана преподнесли ключи от городских и крепостных ворот кызылбашскому шаху. Так же поступили все другие правители крепостей Ширвана, явившись к Исмаилу с подарками. Губернатора переназначили на этот пост, Мансур-бек стал управляющим Дербента, а главный служащий шаха, Мухаммед-бек Устаджлы, был назначен премьер-министром с титулом «Джахан Султан» после того, как приказал эксгумировать тело его отца, Кызыл Гейдара, из Табасарана и похоронить на кладбище предков в Ардебиле. Шах повторно переправился через реку Кура, чтобы провести зиму в Карабахе. Весна 1510 года прошла в Тебризе. С наступлением лета шах отдал приказ из Султании об общем наборе войск из провинций и двинулся на Хорасан через Уланги Карган.
Шах Исмаил также уничтожал многих курдских племенных вождей и назначали в качестве губернаторов своих людей. Или же, когда они оставляли местную власть в руках местного населения, то они признавали не старые знатные семейства, а их менее влиятельных соперников. Восстания противостоявших этой политике и пытавшихся остаться или стать независимыми курдских вождей жестоко подавлялись. Делегация из шестнадцати курдских племенных вождей, согласившихся выразить своё подчинение шаху и выразить ему своё почтение в надежде на более снисходительное отношение, была брошена в тюрьму, когда они нанесли визит шаху в его летнем лагере в Хое в 1510 году. Затем шах послал на территории этих курдских эмиров доверенных лиц из кызылбашских племён с целью их подчинения.

### Внутренняя политика

#### Администрация

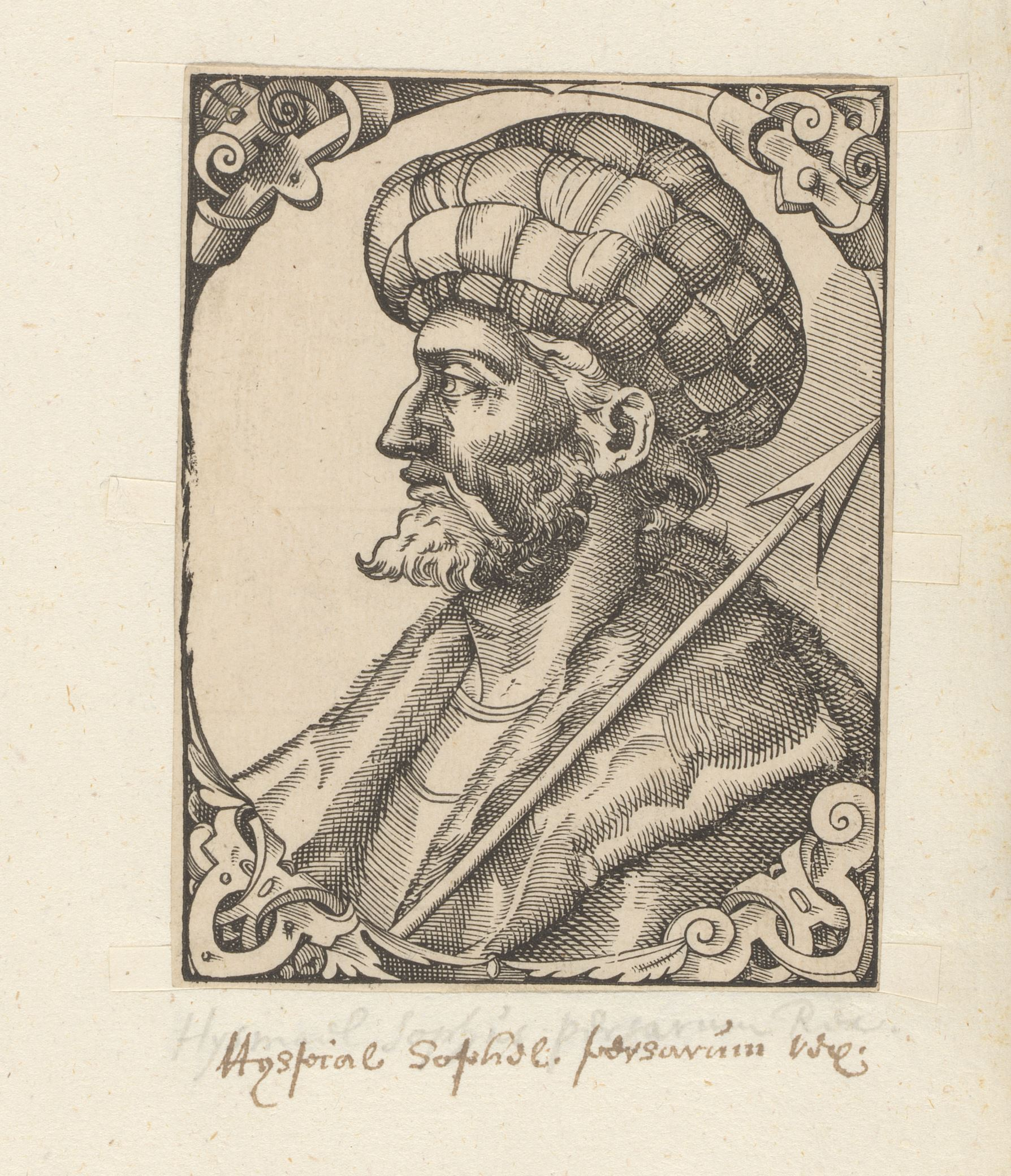
Исмаил I, иллюстрация итальянского автора Паоло Джовио, 1554 год

В новом государстве азербайджанский язык стал языком двора, армии, судебных процессов и поэзии, тогда как персидский — языком администрации и литературы; также на персидском языке чеканились надписи на монетах. Руководящая роль в государстве была отдана в руки азербайджанской (кызылбашской) кочевой знати. Шах Исмаил назначил Шамсаддина Лахиджи садром, Хусейн-бека Лалу и Деде-бека Талыша эмиром аль-умара, Див Али Румлу султаном, Байрам-бек Караманлы поженился на сестре шаха. Помимо того, что Хусейн-бек Лала также отвечал за управление Тебризом. Деде-бек Талыш получил контроль над Персидским Ираком и Курдистаном, в то время как Ильяс-бек Зулькадар исполнял обязанности губернатора Фарса. Абди-бек Шамлы получил пост тавачибаши, Мовлана Масуд Бейдили контролировал Кум, а Кашан находился под руководством Кази Мухаммада Кашани. Шах использовал движущую силу динамичной религиозной идеологии на службе нового государства и, таким образом, дал последнему силу для преодоления своих первоначальных проблем и импульс для преодоления серьёзных кризисов. Объявление шиизма иснаашари в качестве официальной религии государства привело к большему осознанию национальной идентичности и, таким образом, к созданию более сильного и более централизованного правительства.
После того, как Исмаил объявил шиизм иснаашари официальной религией Сефевидского государства, возникла острая необходимость в обеспечении единообразия доктрин, направляя и ускоряя распространение шиитской веры. Чтобы контролировать распространение шиизма и действовать в качестве главы всех членов религиозных классов, Исмаил назначил офицера, называемого садром. Канцелярия садра существовала в государстве Тимуридов и туркоманских бейликах. Важным отличием этой канцелярии в государстве Сефевидов было то, что садр был политическим назначенцем, а канцелярия садра использовалась сефевидскими шахами как средство контроля над религиозными классами. От успешного навязывания доктринального единообразия зависела бесперебойная работа светской ветви власти и способность государства выдерживать враждебные нападения со стороны своих соседей. Эта задача, первоначально являвшаяся основной частью обязанностей садра, была в значительной степени выполнена к концу правления Исмаила; после этого усилия садра были направлены в основном на общее управление религиозным учреждением и надзор за собственностью вакфа. В результате политическое влияние садров упало.
В политической карьеры Исмаила значительную роль в основании Сефевидского государства сыграли туркоманы. В этом сыграли два фактора: его родство с Ак-Коюнлу и быстро растущая свита туркоманских соплеменников. Именно на их вождей он опирался, когда назначал людей на государственные должности. Была установлена прочная связь с туркоманской традицией управления и сформирована центральная бюрократия, которая работала совместно с административными провинциями в целях управления и налогообложения. Династия, созданная Исмаилом, была в некотором роде продолжением Ак-Коюнлу. Многие из кызылбашей, присоединившихся к движению Сефевидов, ранее были подчинёнными Ак-Коюнлу. Правление Исмаила было продолжением Ак-Коюнлу в другом смысле. Он принял многие из существующих административных структур Ак-Коюнлу и его режим был очень похож на режим Ак-Коюнлу и других тюркских государств, которые веками правили в той или иной части Ирана. Новый режим Сефевидов также был основан на военной мощи тюркских кочевых племён, как и его предшественники. Шах также вёл пропаганду среди своих сторонников на родном азербайджанском языке. Впоследствии Исмаил пожаловал завоёванные земли кызылбашским племенам точно так же, как это делали правители предыдущих тюрко-монгольских государств. В этих провинциях кызылбашские воины кочевали за счёт оседлого сельского и городского населения. Они имели свободу действий. Азербайджан был одной из самых желанных провинций для эмиров. Орден Сефевидов был также доволен сохранением эмиров Ак-Коюнлу в качестве губернаторов вновь завоёванных территорий. Члены семейств Ак-Коюнлу также занимали важное место в правительстве государства. Исмаил имел обыкновение назначать своих сыновей губернаторами провинций, но они были номинальными. Его сыновья были маленькими детьми, и на практике это были земельные наделы кызылбашским племенам, а кызылбашские эмиры были настоящими правителями провинций. Исмаил назначил старшего сына Тахмасиба правителем в важную провинцию вроде Хорасана, где он в свою очередь помещался под контроль могущественного тюркского эмира, в ту эпоху это было ключевой особенностью в эволюционировавшем представлении о верховной власти в средневековом Иране под властью Сельджуков, Хулагуидов и Тимуридов. Решение Исмаила отдать Хорасан своему трёхлетнему сыну Тахмасибу (как в своё время был назначен Газан-хан и его сыновья) было предусмотрительным соблюдением устоявшейся тюрко-монгольской традиции назначения наследника престола в конкретно эту провинцию. Новый режим Сефевидов напоминал племенные конфедерации, правившие Ираном на протяжении веков. Бюрократическая структура Исмаила была в значительной степени продолжением Ак-Коюнлу и его тюрко-монгольских традиций. Это объясняется продолжающимся покровительством туркоманских чиновников. Единственная разница заключалась в том, что у власти находилась линия суфийских пиров старейшин. Но не было практической разницы между тем, как лидеры Кара-Коюнлу и Ак-Коюнлу или Тимуридов управляли своими племенными конфедерациями, и тем, как шах Исмаил I управлял Сефевидским государством. Не было и практических различий в том, как эти государства были структурированы. Столицей так же был назначен Тебриз, который являлся столицей Ак-Коюнлу.
Шах вёл кочевой образ жизни. Он продолжил эту традицию, оставаясь в палатке и участвуя в сезонных миграциях. Каждую весну он отправлялся со своим двором и стадами овец, чтобы проводить лето на высокогорном пастбище. Как правило, места вокруг Южного Азербайджана: гора Саханд, высокий вулкан недалеко от Тебриза, была его фаворитом, но он также проводил лето подальше, в Султание или Тахт-е Солеймане. Зимы часто проводились в Тебризе, но он также проводил зимы в других местах. Иногда его не было в Тебризе, потому что он был в военной кампании, но он поддерживал кочевой образ жизни, даже когда не был в кампании. Даже в последнее десятилетие правления Исмаила, после битвы при Чалдыране в 1514 году, он всё ещё проводил большую часть своего времени в разъездах по стране, проводя две зимы в Нахичеване и одну в Исфахане. Так что его привычка передвигаться по стране не всегда была связана с военной необходимостью. Для него это был просто нормальный образ жизни. Он был полностью адаптирован к тюркскому кочевому образу жизни. Сефевиды как новый политический режим сохранили некоторую значительную преемственность с Ак-Коюнлу, который они заменили. Ранняя эпоха Сефевидов при Исмаиле и молодом Тахмасибе продолжала образцы правления предшествовавших им тюрко-монгольских династий. Тюркское кочевое скотоводство было основой их правления. Тюркские племена составляли основу их военной мощи, и провинции были распределены между племенами как земельные наделы. Двор продолжал уважать и практиковать степной образ жизни, участвуя в сезонных миграциях. Даже некоторые из элитных семей эпохи Ак-Коюнлу вошли в состав кызылбашей. Нежелание проводить серию систематических кампаний против своих врагов, довольствуясь крупномасштабными набегами в 1501—1504 годах, продуманная охота, кочевой двор и общее нежелание разбивать лагерь в одном конкретном городе, незаинтересованность в инициировании дипломатического диалога с окружающими государствами, также были тюрко-монгольскими традициями, которые соблюдали Сефевиды.
Административная система раннего Сефевидского государства была сложной: с одной стороны, Сефевиды были наследниками бюрократической системы, которая напоминала традиционную бюрократию средневекового мусульманского государства; с другой стороны, шах Исмаил столкнулся с проблемой системы нового ордена Сефевие, который был ответственен за успех Сефевидов. Проблема усугублялась тем фактом, что даже после создания государства в 1501 году революционно настроенные последователи шаха продолжали прибывать в Сефевидскую империю из Анатолии. Основанное им государство увековечило религиозный орден Сефевие. Исмаил был главой тариката и носил титул мюршид-и кямиль. Поэтому его приверженцев называли мюридами и суфиями или гази. Боевым кличем кызылбашей было на азербайджанском языке: «Qurban olduğum, sədəqə olduğum pirim, mürşidim» («О мой духовный наставник и учитель, жертвой которого я являюсь»). Ещё одним фактором, усложнившим ситуацию, с которой столкнулся шах Исмаил в 1501 году, была взаимная антипатия между таджикскими или иранскими элементами в обществе Сефевидов и племенными силами тюрков-кызылбашей, говоривших на азербайджанском языке. Трения между этими двумя элементами были неизбежны, потому что кызылбаши не были частью национальной иранской традиции. Кызылбаши едва могли разговаривать по-персидски, если вообще говорили, и едва ли могли доверять или даже терпеть рост иранского элемента в сефевидском дворе и администрации, тем более иранское общество в отдалённых провинциях, куда они были назначены военными губернаторами. Кызылбаши и персы не обеспечивали административной преемственности в условиях череды иноземцев, затронувших как на военную, так и на гражданскую администрацию Сефевидского государства. Смешение свободно, и двойственный характер населения глубоко выражает мнение кызылбашей о «таджиках» или «нетюрках», которые использовали это слово в уничижительном смысле. Иранцы, как правило, были «людьми пера» и представляли долгую иранскую бюрократическую традицию. Они назначались на должность визиря, значение которого было низким по сравнению с садром и эмиром аль-умара. По мнению кызылбашей, которые были «людьми меча», иранцы в целом подходили только для счетоводства и общих административных дел. Они не имели права осуществлять военное руководство, и кызылбаши считали позором служить под командованием иранского офицера. Если кызылбашские офицеры получали политические посты целые административные районы, которые иранцы считали своей собственностью, последние возмущались. В областях также господствовала кызылбашская знать, а ираноязычный оседлый элемент занимал приниженное и бесправное положение. Персидские семьи в диване, которые изначально были включены в бюрократию Сефевидов, не могли оказывать сколько-нибудь серьёзного влияния и противостоять кызылбашской аристократии по ряду причин. Во-первых, свита Исмаила была верна своим тюрко-монгольским корням, переходя от военной кампании к другой и останавливаясь только на зиму в любом только что покорённом регионе. Во-вторых, волна террора и грубой силы, захлестнувшая персидские городские центры, серьёзно нарушила рутинную администрацию. В-третьих, центры персидской бюрократической традиции — Исфахан, Йезд, Кум — не были включены в состав государства до 1504—1505 годов. Оседлое население также было недовольно кызылбашами, которые фактически держали администрацию из бывших визирей Ак-Коюнлу, которая обвинялась в чрезмерном налогообложении и обогащении в сефевидских городах.
Шах был вершиной всей административной структуры. Его правление было теоретически абсолютным. Власть шаха была абсолютной, действительно, этот проницательный наблюдатель. Абсолютный характер власти шаха был не угрозой, а, скорее, гарантией индивидуальной свободы и безопасности низших слоёв общества. Именно люди, стоявшие между шахом и массой его народа, дворянством, придворными чиновниками и сплочёнными рядами чиновников, как гражданских, так и военных, светских и церковных, могли навлечь на себя гнев шаха, быть наказанными без предупреждения, и которые стояли в постоянном страхе за свою жизнь. Всякий, кто занимал должность в государстве, считался подданным шаха; его собственность, его жизнь и жизни этих детей были в распоряжении шаха, который обладал абсолютной властью. Использование таких терминов для описания государства Сефевидов как «Галамрав-и Кызылбаш» («Кызылбашское царство»), «Девлет-и Кызылбаш» («Кызылбашское государство») и «Мемлекет-и Кызылбаш» («Страна кызылбашей») показывает роль кызылбашей в создании и управлении государства. Точно так же шаха обычно называли «Падишах-и Кызылбаш»(«Кызылбашский царь»), термин, который, полностью исключает из иранских подданных шаха. Поэтому, кызылбаши требовали и получили главные государственные должности после прихода к власти шаха Исмаила. Кызылбаши назначались на новую должность вакил-и нафс-и нафис-и хумаюн, и становились самым влиятельным лицом в государстве после шаха. Титул вакил-и нафс-и нафис-и хумаюн отражал первоначальную суфийскую концепцию вакиля, наместника, которому шах делегировал как свою светскую, так и духовную власть. Вакил-и нафс-и нафис-и хумаюн играл ведущую роль в политических делах, был одним из главных военачальников и имел значительное влияние при выборе чиновников на пост садра. Он представлял шаха как в его религиозном, так и в политическом плане. Фактически он был альтер эго шаха и отвечал за упорядоченное устройство дел религии и государства (назим-и маназим-и дин ва довлат). О важности этого титула свидетельствует то, что первым был назначен на эту Хусейн-бек Лала. Кызылбашские офицеры занимали два высших военных поста: эмир аль-умара — главнокомандующего армией, на который обычно назначались устаджлы и шамлы, и горчубаши — главнокомандующий горчу или кызылбашскими племенными полками, которые чаще были устаджлы, зулькадаров и текели. Из пяти основных государственных должностей при Исмаиле I три самые важные занимали кызылбашские офицеры.
Во время правления шаха Исмаила I различные ветви власти, религиозные, политические и военные, не были сильно разделёнными частями. Имело место значительное дублирование полномочий, и относительная важность главных офисов менялась со временем. Возможно, наиболее яркой иллюстрацией эффекта господства государства над военными является то, как члены религиозных классов, такие как садр и гази, часто имели не только воинские звания, но и военное командование.

Бюрократия Исмаила также придерживалась внешней формы указов Ак-Коюнлу, но с некоторыми тонкими изменениями. В то время, как обращения в документах Ак-Коюнлу читались как «хува аль-гани» («Он — победа!») или «хува аль-азим» («Он могущественный!»), сефевидский эквивалент почти всегда читался как «хува Аллаху субханаху, бисмиллах аль-рахман аль-рахим», и с одним ключевым добавлением: «Йа Али!» («О Али!»). Сохранялось также заглавие «аль-мульк ли-ллах, Абу л-Музаффар Исмаил Бахадур» с «Sözümüz» («Наше слово»), но использование тамги было исключено. Почётный титул Исмаила «Абу л-Музаффар» был напрямую унаследован у Узун Хасана, султана Ягуба и Рустама, которые также использовали его в своих указах. Были также внесены изменения в царские печати, используемые для проверки документов. Туркоманские печати неизменно были круглыми и проштампованными внизу и слева от текста. Печать часто была разделена, а верхняя половина содержала коранический текст, например: «Аллах управляет справедливостью» или «О верующие в аяты и суры, поселившиеся во владении любезного Аллаха». Нижняя часть содержала генеалогию правителя, которая в случае Ягуба гласила: «Ягуб ибн Хасан ибн Али ибн Осман». В первом сохранившемся документе Исмаила, датированном 1502 годом, печать перемещена под заголовок. Теперь в форме луковицы, он содержит двустишие, составленное самим Исмаилом:

Любовь к Али,

Для нас как жизнь

Исмаил сын Гейдара —

Гулам шаха мужчин Али.

В некоторых указах упоминалось и имя Али ибн Абу Талиба. Были также печати на манер Ак-Коюнлу, например, один из документов 1503 года цитирует Коран: «Небеса и землю объемлет престол Его, и не утруждает Его забота о них. Он. Всевышний, Великий!» и содержит генеалогию шаха Исмаила: «Исмаил ибн Гейдар ибн Джунейд Сефеви». Начиная с 1508 года появляется печать ссылающаяся на верховную власть Двенадцать имамов: «Аллаху Салах, Али, Мухаммед, Мустафа, Али, Муртаза, Хасан ибн Муртаза, Хусейн Шехид Кербелы, Мухаммед Багир, Джафар, Муса, Кязым, Али ибн Муса, Рза, Мухаммед аль-Таки, Али Нагы, Хасан Аскари, Мухаммед Махди аль-Абд, Исмаил ибн Гейдар Сефеви». Также на печатях прослеживается надпись «Исмаил Бахадур аль-Хусейни». Сефевиды продолжали туркоманскую формулу «хутима би л-хаир» («да кончится хорошо»), который находился в правом нижнем углу документа. Изначально фраза читалась как «рабби ихтим би л-хаир ва ихсан» или «би л-хаир ва л-игбал», но Исмаил сократил её до «хутима». Процесс сертификации, в ходе которого один из видных деятелей засвидетельствовал царский указ, также перешёл в канцелярию Сефевидов. В заголовках имеются и свидетельства глубокого почтения к астрологии, где правителем может быть «тот, кто поднимает знамёна истинной религии в мире» и в то же время обладает «совершенством Венеры» и «счастьем Сатурна», и различным историческим и мифологическим персонажам, таким как Цезарь, Александр, Кей-Хосров, и Сулейман.

#### Культура
В период Исмаила I развитые центры книжного производства, в которые входили каллиграфы, иллюстраторы, миниатюристы и переплётчики, каждый из которых требовал множество специальных материалов. Процветавшие в Тебризе, Ширазе и Герате под покровительством прежних политических учреждений предприятия, продолжали выпускать книги в своём стиле. Однажды в мастерской в Тебризе была выпущена рукопись сборника поэм «Хамсе» Низами Гянджеви, написанная по заказу моголского императора Бабура. Она был украшен различными иллюстрациями, изображающими кызылбашский тадж с двенадцатью клиньями. В Фарсе элита племени зулькадар поддерживала репутацию Шираза как центра производства книг и миниатюр: городская мастерская производила рукописи некоторых классических текстов, которые были представлены иллюстрации, чётко основанные на более ранних стилях города, а также другие, в которых использовались как гератский, так и более ранний тюркский стили, а также был изображён тадж в ширазском стиле. Герат, чьи мастера остались в городе после его взятия Сефевидами в 1510 году, также продолжал существовать как металлообрабатывающий центр. Стиль Тимуридов, состоящий из маленьких тесных арабесок и взаимосвязанных лопастных картушей, существовал и в ранний период Сефевидов, но в них также присутствовали кызылбашский тадж и имя Али ибн Абу Талиба. Шах также отреставрировал мавзолей Имама Рзы в Мешхеде. Помимо этого, в 1512 году в Исфахане, где Исмаил и его свита часто зимовали, архитектор Мирза шах Хусейн, визирь Дурмуш-хана Шамлы, построил гробницу Харун-и Вилаят для сына одного из имамов на одноимённой площади, бывшей тогда центром городской жизни. Некоторые из надписей на них имеют мессианские шиитские аспекты духовного дискурса региона и собственное отождествление Исмаила с ними в своей поэзии. Хадис на фасаде портала упоминает Харуна, связывает Исмаила с Али как его потомка и наделяет такими титулами, как гази и муджахид. Также имеются другие надписи, такие как высказывание пророка Мухаммеда: «Я — город знания, а Али — его врата». Имена Али, Мухаммед и Аллах появляются в куфическом картуше на вершине входной арки восточной двери.

### Внешняя политика

#### Отношения с Шейбанидами
После аннексии Хорасана в 1507 году, Шейбани-хан зимой 1509—1510 годов вторгся на территорию Сефевидов, в Керман. В это время шах Исмаил находился в Дербенте, что позволило Шейбанидам казнить губернатора Кермана Шейха Мухаммеда и разграбить провинцию и прилегающую территорию. Шах Исмаил отправил двух послов — Дияуддина Нуруллаха и Шейзаде Лахиджи, чтобы договориться с ханом о выводе войск, но они потерпели неудачу. Была также попытка Лахиджи склонить Мухаммеда Шейбани-хана к шиизму во время их встречи в узбекском меджлисе. Хан, войдя в совет, демонстративно превратил собрание в религиозный диспут, спросив у гази: «Почему эта доктрина настаивает на том, чтобы сподвижников Пророка поносили?». Лахиджи ответил, что он поражён тем, что хан ещё не принял незапятнанную истину шиизма. Он сказал: 
«Около трёх-четырёх сотен ваших благочестивых и религиозных учёных являются частью этой традиции, и они написали много книг и томов об особенностях этой доктрины. Ваш собственный праотец, Хулагу-хан, был последователем Хаджи Насреддина Мухаммеда Туси, который был летописцем шиитским улетом, и [Хулагу-хан] возвысил шиитский мазхаб [во время своего правления]. Более того, султан Мухаммед Олджейту после одной мимолётной встречи с шейхом Джамаледдином Мутахаром Хилли, который был одним из величайших сторонников этой доктрины истины, поднял шиизм на выдающееся положение».
Шейбани-хан отправил письмо шаху через Кемаледдин Хусейна Абиварди, в котором заявлял о суверенитете над Сефевидским государством от имени своего деда Абулхаир-хана, а также потребовал, чтобы Исмаил чеканил монеты и читал хутбу в мечетях на имя узбекского правителя. Кроме того, ультиматум требовал, чтобы дороги были отремонтированы для «победоносных узбекских войск», желающих посетить Каабу. В противном случае он пригрозил тем, что Убайдулла-хан выступит со своей армией из Бухары, Самарканда, Хазары, Никудари, Гура и Гарчистана и сокрушит Сефевидов. В ответ шах Исмаил упрекнул Шейбани-хана за бессмысленное нападение узбеков на Керман, который он назвал своим наследственным владением. На это Исмаил получил насмешливый ответ, «что хан не понимает, на чём шах Исмаил основал свои претензии на наследственные владения, поскольку верховная власть переходит через отца, а не через мать, через мужчин, а не через женщин, и что родство между его семьёй и женщинами Узун Хасана (или Эмир Хасан-бека) не может давать никаких прав». Он напомнил ему поговорку о том, что сын должен следить за ремеслом своего отца, а дочь — за своей матерью и оскорбительно прислал ему в подарок дамскую вуаль и блюдо для нищего, добавив, что если тот забыл ремесло своего отца, это может послужить напоминанием о его памяти, также предлагая Исмаилу вернуться к своему исконному призванию дервиша (то есть суфизму). Также хан добавил, что если шах поставит свою ногу на ступеньки престола, то пусть помнит: «Тот, кто прижимает к груди царскую власть как свою невесту, должен ухаживать за ней в битве, преодолевая острые сабли» . В заключение Шейбани-хан отметил, что, поскольку он намеревался вскоре, как правоверный мусульманин совершить паломничество в Мекку, то он обязательно встретит шаха Исмаила на пути через Ирак. Исмаил ответил ему:
«Если бы каждый человек был обязан следовать ремеслу своего отца, все будучи сыновьями Адама, должны были бы придерживаться занятий пророков. Если бы только наследственное происхождение давало право на верховную власть, неясно, как это право перешло от Пишдадидов к династии Кеянидов Ирана и от кого оно перешло к Чингизу или к тому, кому он пишет».
Летом 1510 года Исмаил подготовил припасы для своей армии и уже двинулся с полным контингентом кызылбашских войск в направлении Хорасана. Ответ Сефевидов на узбекское сообщение был резким, в нём не упоминались почётных обращений и содержалось краткое описание победы над Алауддовла Зулькадаром. Он писал: «Мы распустили двенадцать тысяч человек с любовью к двенадцати имамам, и благодаря этим двенадцати [имамам] мы вошли [Ирак]», а также цитируя многочисленные призывы «Йа Али мадад!» («О Али, помоги нам!») на протяжении всего письма. Шах решил совершить паломничество в мавзолей Имама Рзы в Мешхеде, где у него будет возможность подождать хана. В обмен на его «подарок» Исмаил послал ему веретено и прялку, и, ссылаясь на его слова, о том что за царской властью нужно ухаживать на поле битвы, заключил он:
«Я тоже так говорю. Вот, я затянул пояс для смертельной схватки и поставил ногу решимости в стремя победы. Если ты встретишься лицом к лицу, как мужчина, наша вражда сразу разрешится. Но если ты предпочитаешь забраться в угол, то, возможно, ты найдёшь какую-то пользу от того, что я тебе послал. Мы достаточно долго щадили, давай теперь обменяемся сильными ударами на поле. Тот, кто падёт в бою, пусть падает».
Шах Исмаил устроил своим войскам пышный пир в Султан Булагы, раздал своим офицерам 23 000 туменов и другие подарки и начал свой поход на Хорасан. Ахмед султан, зять Шейбани-хана и губернатор Дамгана, Ахмед Кункурат, губернатор Астарабада, и аналогичные правители других крепостей бежали от шаха. Саид Рафи, Баба Нудхар и другие лидеры отдали дань уважения шаху в Бистаме, а Ходжа Музаффар Битикчи, министр беглого губернатора Астарабада, был назначен министром шаха в Джаджарме. Шах Исмаил был почти рядом с Мешхедом, когда Шейбани-хан, демобилизовавший свои войска после возвращения из Хазарской кампании, услышал о продвижении шаха и поспешно бежал из Герата в Мерв, за ним последовал Джан Вафа Мирза, губернатор Герата. Затем последовало массовое бегство узбеков из Герата, которое вынудило проузбекский отряд, представленный Ходжа Курдом и Султан Махмудом, укрыться в крепости Ихтияруддин. Шах Исмаил находился в Мешхеде, в мавзолее Имама Али ар-Рида, в то время как Шейбани-хан находился в Мерве, укреплял позиции и вызывал подкрепление от Убайдулла-хана, Мухаммед Тимур-султана и других ханов из Бухары, Самарканда и других мест. В Шахирабаде произошло первое столкновение между передовыми отрядами Сефевидов и Шейбанидов, в результате которого узбеки бежали в Мерв, несмотря на смерть сефевидского лидера Дана Мухаммед-бека Афшара, которого шах выслал из Серахса. Шах Исмаил достиг Мерва 22 ноября 1510 года и осадил город. В течение семи дней кызылбашские генералы, такие как Див султан Румлу, Чаян султан Устаджлы, Бадымджан султан Румлу, Зейнал-хан Шамлы и в частности Мухаммед султан Талыш, нанесли удар по городским воротам, откуда узбеки отказывались покинуть город из-за отсутствия подкрепления из Трансоксианы. Опасаясь огромных потерь, которые понесутся, если план его офицеров взять город штурмом будет принят, шах применил уловку в среду 30 ноября 1510 года и отвёл свою армию на десять миль от Мерва в деревню Махмуди. Шах Исмаил написал письмо Шейбани-хану:
«Вы написали нам, что пойдёте в сторону Ирака и Азербайджана по пути в Мекку, и просили, чтобы мы отремонтировали дорогу. Мы сообщили вам о нашем желании отправиться в Хорасан, чтобы обойти гробницу Имама Али ар-Рида в Мешхеде, и просили вас приветствовать наш флаг, завоёвывающий мир. Вот, мы посетили святую гробницу, но вы ещё не пришли встретить нас. Затем мы пришли встретить вас в Мерве, но вы закрыли перед нами городские ворота, поэтому мы вернулись, чтобы провести зиму в другом месте в Хорасане, и снова придём весной, чтобы встретить вас».

Письмо было отправлено в четверг вечером. В пятницу утром шах разбил лагерь в Талахтане, оставив 300 лошадей под командованием Эмир-бека Мосуллу на мосту канала Махмуди с указанием уйти при появлении армии Шейбанидов. Шейбани-хан удостоверившись в уходе кызылбашей, созвал совещание. На этом совещании ему посоветовали отступить в Трансоксиану и, собрав войско, в начале весны напасть на шаха Исмаила. Джан Вефа и Гамбар-бек считали, что хан должен подождать в крепости до прибытия из Трансоксиаы Убайдуллы-хана и Мухаммед Тимур султана. Но жена Шахи-бека Могаббеле-ханым возразила хану: «Если ты, считая себя халифом эпохи, так поступишь, тогда потомкам Чингиз-хана не уйти от позора. Если вы не хотите воевать, тогда я сама буду сражаться с шахом Исмаилом». Соблазнённый притворным отступлением и игнорируя советы своих генералов, Шейбани-хан двинулся из Мерва в пятницу, 2 декабря 1510 года, во главе армии, численность которой составляла до 30 000 человек. Шах Исмаил отправил письмо Шейбани-хану:

«Считая себя халифом эпохи, заместителем пророка, ты не давал мне покоя своими письмами; если у тебя есть мужество не прячься за стенами крепости, а выходи на поле битвы или же я сейчас ухожу, так как слышал, что сын османского султана Баязида Селим напал на Тебриз. Откровенно говоря, я и не хотел брать Хорасан. Я хотел этот край подарить сыновьям султана. К тому же твоё унизительное письмо, которое задело моё достоинство, заставило меня прийти сюда. Теперь я отправляюсь в Азербайджан и у меня нет до тебя никакого дела. Хорасаном можешь распоряжаться как тебе угодно».

По дороге он получил письмо шаха и отправил обратно своего премьер-министра и бывшего виночерпия Ходжа Кемаледдин Махмуда с указанием задержать посланника шаха в Мерве и послать подкрепление из города. Уход Эмир-бека Мосуллу с моста через канал Махмуди подтвердило поспешные выводы Шейбани-хана, и он переправился через Сийах-Аб, «подобно молнии», преследуя врага. Сефевидская армия составляла до 17 000 человек. Таким образом, между каналом Махмуди (в десяти милях от Мерва) и Талахтаном, в пятницу, 2 декабря 1510 года, армия Сефевидов, лично возглавляемая шахом, состояла из его знаменитых генералов: Наджми Сани, Байрам-бека Караманлы, Чаян султана Устаджлы, Див султана Румлу, Хусейн-бека Лала, Деде-бека Талыша, Дурмуш-хана Шамлы, Эмир-бека Мосуллу, Мухаммед султана Талыша, Бадымджан султана Румлу и Зейнал-хана Шамлы. Шейбани-хан напал со своими узбеками в надежде запугать врага. Горько раскаиваясь в своей ошибке, хан сражался в отчаянном сражении, в котором его командиры, Джан Вафа Мирза и Ганбар-бек, остановили наступавшие отряды Сефевидов. В этот критический момент шах Исмаил простёрся ниц перед Богом и молился об успехе с обнажённым мечом, он помчался на коне в самую гущу битвы. За ним последовали его солдаты, которые нанесли общий удар по врагу. Узбеки были полностью разгромлены, 10 000 из них были убиты в битве, при преследовании и утонули в Сиях-Абе. Джалаледдин Махмуд, Муизуддин Хусейн, Абдулла Мерви, Мамуши и Кади Мансур, также командиры частей Джан Вафа Мирза и Ганбар-бек попали в плен и были казнены Сефевидами.

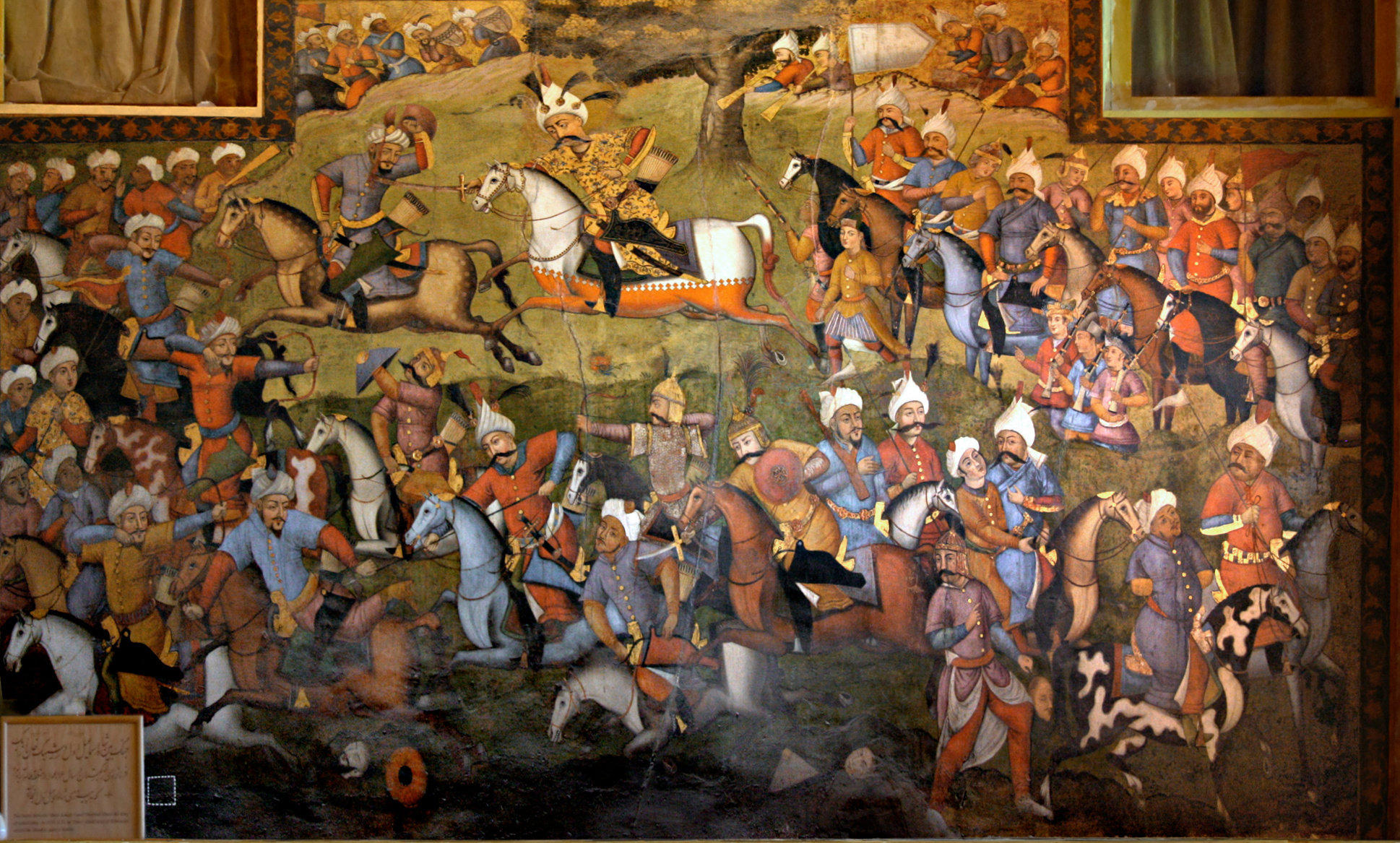
Битва при Мерве между Шах Исмаилом и Шейбани-ханом, фреска во дворце Чехель-сотун в Исфахане

Гораздо более трагичной была судьба Шейбани-хана, который, спасаясь с 500 лошадьми, нечаянно въехал на огороженный двор без ворот с другой стороны. В этой смертельной ловушке он и его товарищи были пронзены стрелами Бурун султана Текели и его кызылбашей и упали сплошной кучей. Сефевидский историк Гиясаддин Хондемир писал: «Узбеки падали друг на друга, и многие из них погибли под копытами лошадей. Так как те, у которых ещё оставалось дыхание жизни, становились ногами на мертвецов и влезали на стены этой ограды, то воины валили их наземь ударами сабель». Шах отправил кызылбашей искать тело Шейбани-хана среди десятков тысяч трупов, разбросанных на поле боя. После долгих поисков тело было найдено. Азиз-ага, он же Ади Бахадур, распутал тело узбекского монарха, отсёк голову, и поспешил с трофеем к шаху. После удаления черепа, который был превращён в позолоченную чашу для питья, голова, набитая соломой, была отправлена османскому султану Баязиду II с сообщением: «Мы слышали, что раньше в вашем собрании говорили: «странно, что верховная власть, которую мы видим, проявляется в голове Шейбани-хана. Вот, теперь мы посылаем вам ту же самую голову, набитую соломой». Шах также приказал отрезать руки и послал одну Бабуру со словами: «Если Шейбани-хан отрезал тебе руку от управления Самаркандом, мы вместо этого отрезали ему руку от мира», а другую руку Ага Рустаму Рузафсуну со словами: «Он вам ничем не помог, теперь его рука лежит у вас на коленях». Ага Рустам, напуганный этим угрожающим сообщением, оцепенел от страха, и его сердце отказало ему, день ото дня он становился слабее и в конце концов умер. Далее, после падения Мерва, которое произошло без сопротивления, шах Исмаил прибыл в Мерв. Состоятельные горожане во главе с Ходжа Кемаледдином торжественно встретили его, причём у встречавших в руках были чаши, наполненные золотом. Шах пригласил узбекского премьера Ходжа Кемаледдин Махмуда на застолье. «Вы узнаёте эту чашу?» — сказал шах, который пил из позолоченного черепа Шейбани-хана. На что Кемаледдин ответил: «Да, слава Богу, и как ему повезло! Нет, удача всё ещё пребывает с ним, так что даже сейчас он находится в руках такого благоприятного создания, как вы, которое постоянно пьёт вино Восторга» .
Это был конец Шейбани-хана. Ему было 61 год на момент смерти и он правил одиннадцать лет. Из 10 000 его последователей, павших вместе с ним в битве, победитель воздвиг пирамиды из черепов, чтобы украсить ворота города Мерв, который мирно капитулировал. Деде-бек Талыш стал новым губернатором Мерва, жители, кроме узбеков были пощажены. В ознаменование своего успеха шах Исмаил чеканил золотые монеты и разослал объявления о победе в различные провинции. После победы молодой шах задумался о воссоздании территории империи Тимуридов.

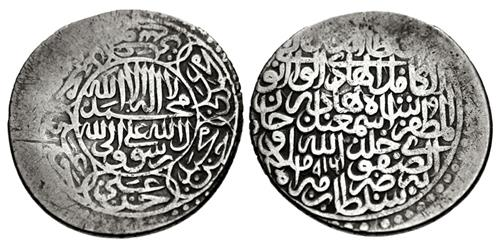
Монеты с именем шаха Исмаила, отчеканенные в Герате

8 декабря 1510 года Гулу Джан-бек, служащий Наджми Сани, прибыл в Герат как предшественник шаха Исмаила. Сторонники Сефевидов восстали против полицейских Мухаммеда Лакура и Мухаммеда Али, которые вместе с сотней узбеков были казнены. Неделей позже Наджми Сани и Ходжа Махмуд уговорили Ходжа Курда покинуть крепость Ихтияруддин, и 21 декабря 1510 года шах публично вошёл в Герат и высадился в Баги Джахане. Хусейн-бек Лала был назначен губернатором города, а Гиясаддина Мухаммед — главной судьёй. Герат стал вторым городом империи и резиденцией его наследника Тахмасиба I. Вся земля до берегов реки Амударья была передана под контроль кызылбашских эмиров. Хронограмма даты этого события была записана как «Победа шаха, защитника веры». Той зимой Исмаил остался в Герате, и со всех сторон туда стекались правители и наместники, чтобы поздравить его с завоеванием Хорасана. Среди них был Султан Увейс Мирза, который прибыл из Бадахшана, чтобы представиться шаху. Он был принят с особой благосклонностью, и в его честь был дан частный банкет. Ему было предоставлено письмо о назначении на пост губернатора Хисар-и-Шандама и Бадахшана. Точно так же Мухаммед Яр Мирза отправил послов и заверил шаха в искренности своей дружбы. Бади уз-Заман Мирза, бежавший в Индию после поражения от узбекского губернатора Ахмеда Кункурата в Астрабаде, получил ежедневную пенсию в размере тысячи динаров, и он был поселён в Шунби Газане недалеко от Тебриза, в то время как его сын Мухаммед Заман Мирза был назначен губернатором Дамгана.
Узбекские чиновники, в том числе Мухаммед Тимур султан, который после смерти своего отца принял бразды правления в Самарканде, Абдулла-хан, правивший в Бухаре, и Джанибек султан и другие султаны Трансоксианы собрались на берегу Окса. К шаху были отправлены послы, чтобы заявить о своей покорности к нему и преподнести соответствующие подарки. Был заключён договор на следующих основаниях: Трансоксания была оставлена в руках узбеков, взамен узбекские султаны обещали подчиняться шаху до конца жизни.
После смерти правителя восточного Мазендарана Рустама Рузафсуна, его сын и преемник, Ага Мухаммед, столкнулся с претендентом, Низамуддином Абдул-Каримом, который забрал весь Мазендаран себе. Для решения спора между противниками и, в частности, для погашения задолженности по дани, Ходжа Музаффар Битикчи был отправлен в Мазендаран.
В начале апреля 1511 года шах Исмаил покинул Герат, чтобы покорить Трансоксиану. Убайдулла-хан и Мухаммед Тимир султан, правители Бухары и Самарканда, соответственно, пытались перебросить подкрепление в Мерв, но обнаружив, что Шейбани-хан уже мёртв, вернулся со своей вдовой Могул-ханым, которую Убайдулла-хан взял в жёны. Их посланники и Джанибек султан, правитель Карманы и Худжанда, встретили шаха в Маймане с подарками. Благодаря заступничеству Ходжа Махмуда, был подписан договор, в соответствии с которым узбеки остались во владении Трансоксианы, а шаху было гарантировано отсутствие посягательств на его территории по эту сторону Амударьи. Балх и зависимые от него территории, такие как Андхой, Шибарган, Джиджикту, Маймана, Фарьяб и Маргаб вплоть до Амударьи, были переданы во владение Байрам-беку Камраманлы. Шуджа-бек из Кандагара, проявивший признаки неповиновения, был заключён в тюрьму в крепости Ихтияруддин, и после восстановления порядка в Хорасане шах разбил лагерь для Ирака. В Симнане соперничающие за Мазендаран претенденты ждали шаха. Ага Мухаммед был награждён землёй, которой правил его отец Рустам Рузафсун; остальной частью Мазендарана должен был управлять Абдул-Карим. Эти правители должны были совместно уплатить 30 000 туменов в шахскую казну, и Ходжа Музаффар Битикчи должен был собирать эти деньги.
Чтобы помочь своему верному союзнику Бабуру и уничтожить узбеков, шах Исмаил послал часть своей армии, состоящей из 12 000 всадников, которыми руководил Зейналабдин-бек Сефеви, Гара Пири-бек Каджар, Зейнал султан Шамлы, Бадымджан султан Румлу и Ходжа Махмуд, под верховным командованием нового вакила Наджми Сани. Это могло быть в результате его поддержки кланом устаджлы для ослабления других оймаков в лице шамлы и текели. Назначение Наджми Сани на командование послужило причиной быстро нарастающего недовольства кызылбашей. Хусейн-бек Лала и Гиясаддин Мухаммеда принесли свои части из Герата, а Деде-бек Талыш из Мерва. Достигнув Балха, Наджми Сани отправил Гиясаддина Мухаммеда позвать Бабура из Хисар-и-Шадмана, и взяв Байрам-хана Караманлы из Балха, он пересёк реку Амударья по мосту из лодок в Тирмиде в сентябре 1512 года. В Тан-и-Джугджуре, также известном как Дербенд-и-Аханин, Бабур присоединился к сефевидской армии, которая отправилась в Бухару.

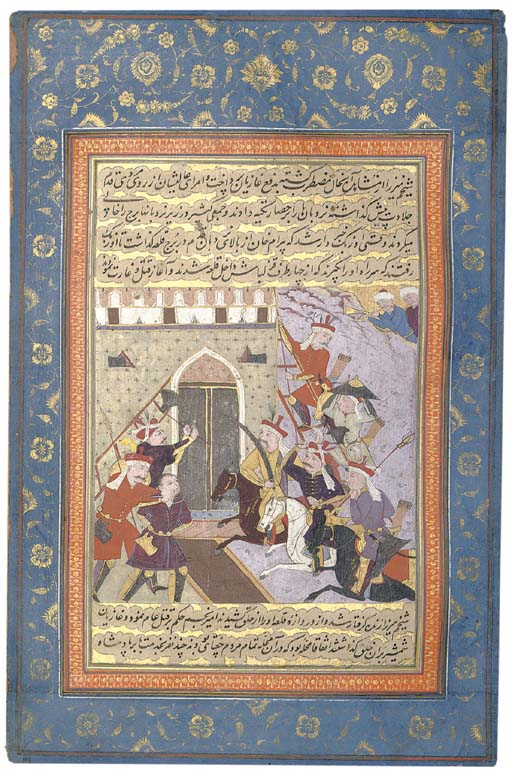
Войска шаха Исмаила под предводительством Байрам-хана Караманлы штурмуют узбекскую крепость, миниатюра 1680 года

Крепость Хузар добровольно капитулировала, но гарнизон и правитель Ак-Фулад Султан были убиты. Крепость Карши была взята на третий день осады, и в качестве мести за поведение губернатора Шейхума Мирзы, который отказался подчиниться, 15 000 жителей Карши, несмотря на заступничество Бабура и Гиясаддина Мухаммед были убиты. После этого Наджми Сани отправился в Бухару. С приближением армии Сефевидов, узбеки изменили свою тактику и укрылись в крепости Гиждуван. Наджми Сани осаждал крепость, и тем временем провизия осаждающих истощилась. Игнорируя предложение Бабура и Ходжа Махмуда приостановить операцию до весны, Наджми Сани решил штурмовать крепость. Прежде чем это удалось сделать, Убайдулла-хан и Джанибек султан выступили с большим войском на помощь гарнизону, и в результате 12 ноября 1512 года началось открытое сражение. Атака узбеков была отбита с потерей в 200 человек, но Байрам-хан Караманлы погиб, и его смерть огорчила кызылбашскую армию. Когда припасы стали истощаться, Бабур и некоторые из кызылбашских эмиров посоветовали им отправиться в гышлаг и возобновить наступление весной. Наджми Сани отказался соглашаться. Либо непосредственно перед битвой, либо сразу после того, как битва была начата, многие из ведущих кызылбашских эмиров ушли с поля боя из-за своей враждебности к вакилу-иранцу, под начальством которого они считали позором служить. Первым бежал Дада-бек Талыш, за ним последовали Бабур и его резервы, Гиясаддин Мухаммед и Ходжа Махмуд. Несмотря на это отступление, Наджми Сани, который был хорошим солдатом, хотя и плохим генералом, сражался рукой, а не головой, атаковал узбекские ряды, и какое-то время его меч был красным от крови врага, но в конце концов он был окружён солдатами Убайдулла-хана, упал с коня и был схвачен живым. Его привели к Убайдулла-хану и тут же обезглавили. Его голова, поднятая на копьё, была выставлена напоказ перед войском кызылбашей, преследуемое узбеками, которое развернулось и отступило. Мухиддин Яхья и Мир Джан были схвачены и убиты. Хусейн-бек Лала и Ахмед-бек Суфиоглу ушли в Азербайджан.
Вдохновлённый победой при Гиждуване, Джанибек-султан пересёк реку Оксус и двинулся на Герат. Весть об этом достигла Герата 26 ноября 1512 года, после чего три дня спустя появились беженцы Хусейн-бек Лала и Ахмед-бек Суфиоглу, а вслед за ними, немного спустя, ещё один беженец — Гиясаддин Мухаммед, расставшийся с Ходжа Махмудом в Балхе. В поспешном порядке были укреплены фортификации Герата, и четверо городских ворот — Малик, Фирузабад, Хуш и Ирак — были помещены под командование Гиясаддина Мухаммеда, Имадеддина Мухаммеда, Султана Махмуда и ещё одного неназванного офицера.
Джанибек-султан осадил Герат в январе 1513 года, и хотя впоследствии к нему присоединился Убайдулла-хан, город держался на протяжении двух месяцев, пока наконец утром, в Новруз, в пятницу 11 марта 1513 года, к великой радости жителей осада была снята. Однако в окрестностях Мургаба отступавшие узбеки встретили Мухаммед Тимур султана с его подкреплениями, после чего Джанибек-султан расстался с присутствующими для того, чтобы проследовать в свою резиденцию в Кармане, а Убайдулла-хан с Мухаммед Тимур-султаном вернулись обратно для занятия Туса и Мешхеда. Падение этих городов и отсутствие помощи от шаха вынудило кызылбашей оставить Герат; городом завладел Мухаммед Тимур султан, который начал чеканку монет на своё имя и убил большинство шиитов города.
Тем временем шах Исмаил I находился в гышлаге в Исфахане в 1513 году. 3 марта в Шахабаде в окрестностях Исфахана у него родился сын, которому дали Абульфатх Тахмасиб Мирза. Практически сразу же после этого радостного события последовала весть о поражении в Гиджуване и о вторжении узбеков в Хорасан. Пылавший жаждой мести шах проследовал в Мешхед через Саве, Фирузкух, Султан Мейдан, Калпуш и Уланги-Радкан. В Саве он остановился на десять дней и приказал заготовить провизию для трёхмесячного похода; в Фирузкухе, где вновь был сделан десятидневный привал, он назначил (возвратившегося из Ирака) Шарафаддина Али канцлером, а Низамуддина Абдулбаги — советником; в Бистаме он провёл смотр своей армии в течение нескольких дней, и, будучи в Калпуше, получил известия о том, что Убайдулла-хан бежал из Мешхеда в Мерв, на пути в Бухару, и что Мухаммед Тимур-султан также бежал из Герата в Самарканд. Когда шах добрался до Хорасана узбеки сметены с поля Гиждувана. В происшедшем около Мешхеда решающем сражении войско Шейбанидов потерпело поражение. Много узбекских эмиров и султанов попало в плен к Сефевидам.
После бегства Мухаммед Тимур султана в Герате возникли беспорядки, поскольку город лишился своих ведущих горожан, таких как Гиясаддин Мухаммед, Султан Махмуд, Джелалаладдин Мухаммед Фарнахуди, Гасым Хондамир и Шах Хусейн Хиябани, которые были вынуждены сопровождать узбекского предводителя в Самарканд. На какое-то время город был захвачен Абульгасымом Балхи; затем, будучи изгнан сторонниками Сефевидов, он вернулся с 2000 человек из Карха и Бадгиса, и при помощи предателей Шихабуддина Гури и Низамуддина Абдулкадира Мешхеди осадил город. На восьмой день осады Пири Султан, шахский губернатор Фусанджа, ворвался в город, Шихабуддин Гури и 300 его людей были застигнуты врасплох и убиты, но Абульгасыму Бахши и Низамуддину Абдулкадиру Мешхеди удалось бежать в Гарчистан. Тем временем шах прибыл в Уланги-Радкан. Бывший губернатор Мерва, Деде-бек Талыш позднее был помилован и получил почётный халат. Поскольку Герат был вновь занят сефевидскими войсками, требовалось назначить в него губернатора: на эту должность был выбран Зейнал-султан Шамлы, и ему был пожалован ханский титул, а Эмир-бек Мосуллу был назначен губернатором Каина с титулом «султан». Хорасан становится провинцией, которая лучше всего подходит для продвижения самых могущественных кызылбашских эмиров. Шах выдвигает своих людей на ключевые административные должности.
После посещения гробницы в Мешхеде шах двинулся в Бадгис, а откуда в Баба-Хаки. Карательный поход Чухи Султана стал местью кочевникам Бадгиса, которые до этого неожиданно напали на кызылбашских беженцев из Гиждувана, и ответом на убийство Ходжи Махмуда в Пули-Чираге в начале месяца сентябре 1513 года от руки Адхама, кочевого вождя Харзувана, когда Ходжа направлялся из Балха в шахский лагерь. Див султану Румлу и Эмир султану Мосуллу было приказано подчинить Шибарган, Андхой и Балх. Шибарган пал без борьбы; Андхой был взят после шестидневной осады и его жители были вырезаны, а его защитник Кара Баггал был посажен в клетку и отправлен к шаху; что до Балха, то он, как и Шибарган, капитулировал без боя. Действуя по шахскому приказу, Див султан Румлу принял на себя управление Балхом, а Эмир султан Мосуллу проследовал на свой пост в Каине.

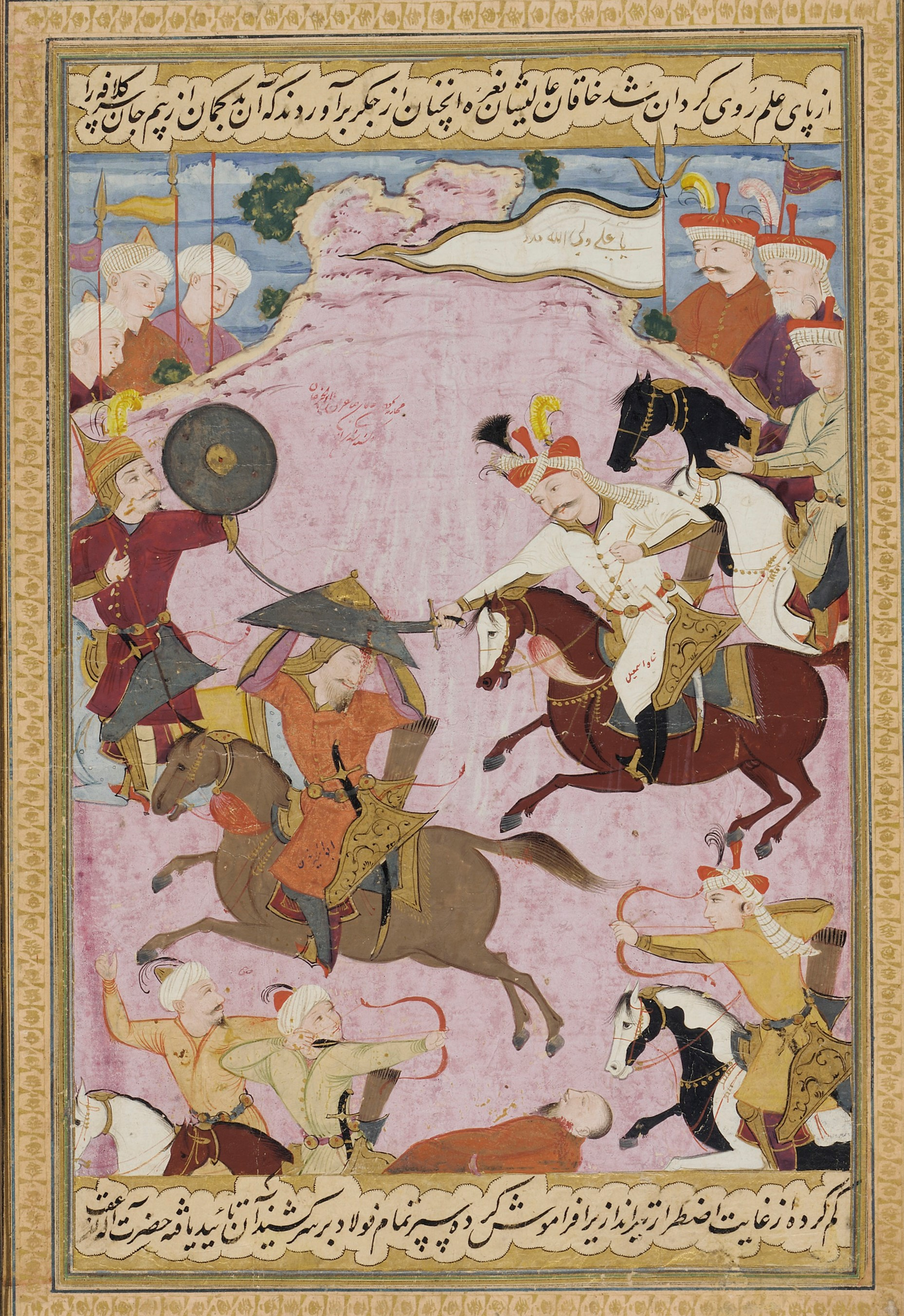
Битва между шах Исмаилом и Абулхаир-ханом, миниатюра 1688 года

Шейбаниды отправили Джанибек-султана за помощью к хану казахов Касым-хану. Касым-хан направляет в Трансоксиану огромное войско под руководством своего сына Абулхаир-хана. Узбекские султаны вместе с Абулхаир-ханом переходят через Амударью. Однако в завязавшейся с войсками Исмаила I битве султаны терпят поражение, а Абулхаир-хан погибает в бою. После этого поражения войска Шейбанидов разбежались и перешли через Амударью. Убайдулла-хан, Мухаммед Тимур-султан и Джанибек-султан, посоветовавшись, решили отправить посредником к шаху Исмаилу Ходжа Абдурахима Накшбенди.
Сефевидам оставалось подчинить Кандагар, который был захвачен Шуджа-беком после его побега из крепости Ихтияруддин летом 1511 года. Появление Шахрух-бека Афшара заставило мятежника вновь покаяться и обещать регулярно выплачивать дань, после чего сефевидский отряд вернулся обратно в шахский лагерь. Отвоевав Хорасан, шах снялся с лагеря и отправился в Ирак. Отправленный из Нишапура карательный отряд под командованием Низамуддина Абдулбаги и Чаян султана Устаджлы не сумел схватить мятежника Мухаммед Тимур-султана, но вырезал большинство восставших Нисы и Абиверда и воссоединился с шахским лагерем в Исфахане. Более грозным было восстание племянника шаха, Сулеймана Мирзы. Воспользовавшись заботами шаха в Хорасане, он покинул Ардебиль и вошёл в Тебриз во главе большого числа последователей, но жители сыпали камнями и дротиками с крыш домов, и Сулейман Мирза, обнаружив, что его триумфальный вход превратился в похоронную процессию, был вынужден уйти в Шунб-и-Газан, где он был казнён Мустафа-беком Устаджлы. Для этой службы Мустафа-бек Устаджлы, который был братом премьер-министра Чаян султана Устаджлы, получил пост губернатора Тебриза и титул «Манташа Султан». Шах провёл зиму 1513—1514 годов в Исфахане, а на момент прихода весны двинулся к Хамадану.

#### Отношения с Империей Великих Моголов

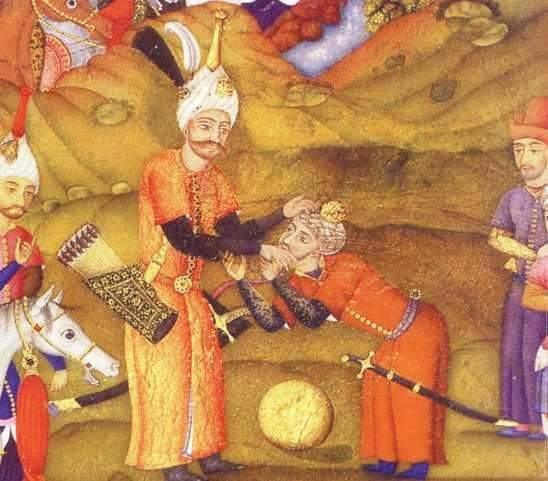
Бабур целует руку Исмаила I, миниатюра 1665 года

После битвы при Мерве Ханзаде-бейим была с честью послана к своему брату Бабуру. Эта женщина попала в руки Шейбани-хана в Самарканде летом 1501 года и родила ему сына Хуррам Шах султана, который был назначен губернатором Балха в 1507 году. Затем она была выдана замуж за Саида Хади, который пал, сражаясь за Шейбани-хана в битве против шаха Исмаила. За честь, оказанную Ханзаде-бейим, Хан Мирза принёс шаху благодарное письмо Бабура, и Шуджа-бек, правитель Кандагара, лично явился, чтобы выразить свою верность шаху.
Весть о разгроме Шейбани-хана, привезённая Хан Мирзой в декабре 1510 года, побудила Бабура начать борьбу за возвращение своего трона в Самарканде, и несмотря на суровую зиму, он выдвинулся из Кабула, соединил войска с Хан Мирзой в Бадахшане и пошёл на Хисар-и-Шадман, занятый тогда Хамза султаном и Мехди султаном. Эта кампания оказалась неудачной. Бабур вернулся в Кундуз, и Хан Мирза был отправлен к шаху Исмаилу с выражением благодарности за безопасное сопровождение Ханзаде-бейим и для получения поддержки и помощи.

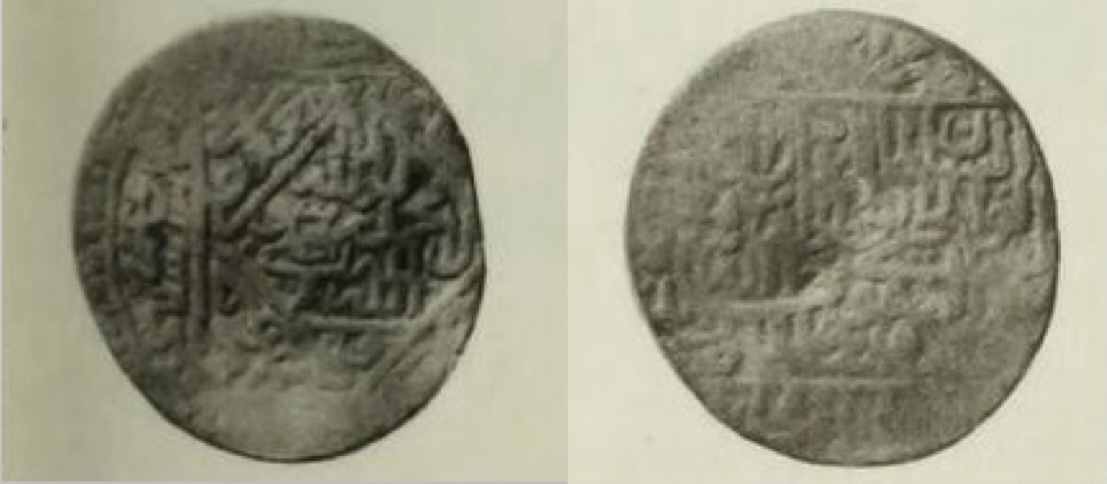
Золотая монета, которая чеканилась Бабуром в честь шаха Исмаила. На лицевой стороне монеты написано: «Нет божества, кроме Аллаха, Мухаммед — посланник Аллаха, а Али — наместник Аллаха. Хусейн! Али! Хусейн! Али! Джафар! Муса! Али! Хасан! Мухаммед! Али!»'. На обратной стороне: «Помощь от Аллаха. И победа близка. Совершенный и справедливый правитель! Альвали победоносный шах Исмаил Сефеви, пусть Аллах увековечит твоё владение и увеличит твоё государство. Султан Мухаммед. Исмаил».

 По возвращении Хан Мирзы, однако, без ожидаемых подкреплений, Бабур вторично двинулся на узбеков, и в начале 1511 года преуспел в рассеянии их рядов. Хамза султан и Мехди султан были взяты в плен и казнены как предатели, поскольку они некогда находились на службе у Бабура и переметнулись от него к Шейбани-хану. Вдохновлённый этим успехом, Бабур запросил помощи у шаха Исмаила для возвращения Самарканда и Бухары принадлежавших ему по праву наследования, обещая взамен стать шиитом, чеканить монеты на имя шаха, читать хутбу на сефевидский манер и облачиться в кызылбашский наряд. В конце концов посланное шахом подкрепление под командованием Ахмед-бека Суфиоглу Румлу и Шахрух-бека Афшара прибыло к Бабуру в Хисар-и-Шадман, откуда позже он двинулся на Бухару и занял её. Узбекские правители бежали в направлении Туркестана и союзные войска вошли в Самарканд в середине октября 1511 года. Бабур стал шиитом и начал чеканить монеты с надписью «Али — наместник Аллаха», выполнив обещание, охотно надел красную 12-конечную чалму шейха Гейдара и присоединился к рядам кызылбашских приверженцев шаха Исмаила, к которому относился уважительно. Отныне Бабур правил как Сефевидский вассал.
Весной 1512 года правители узбеков, видя, что кызылбаши демобилизованы и отправлены домой, набрались мужества и полностью разбили Бабура в отчаянной битве при Бухаре в мае 1512 года. Бабур был вынужден отказаться от Бухары и Самарканда и укрыться в Хисар-и-Шадмане, куда сефевидским губернатором Балха Байрам ханом Караманлы были срочно переброшены 300 кызылбашей под командованием Султана Мухаммеда Ширази. Эта новость заставила узбеков повернуть назад из Чаганиана.

#### Отношения с Деканскими султанами

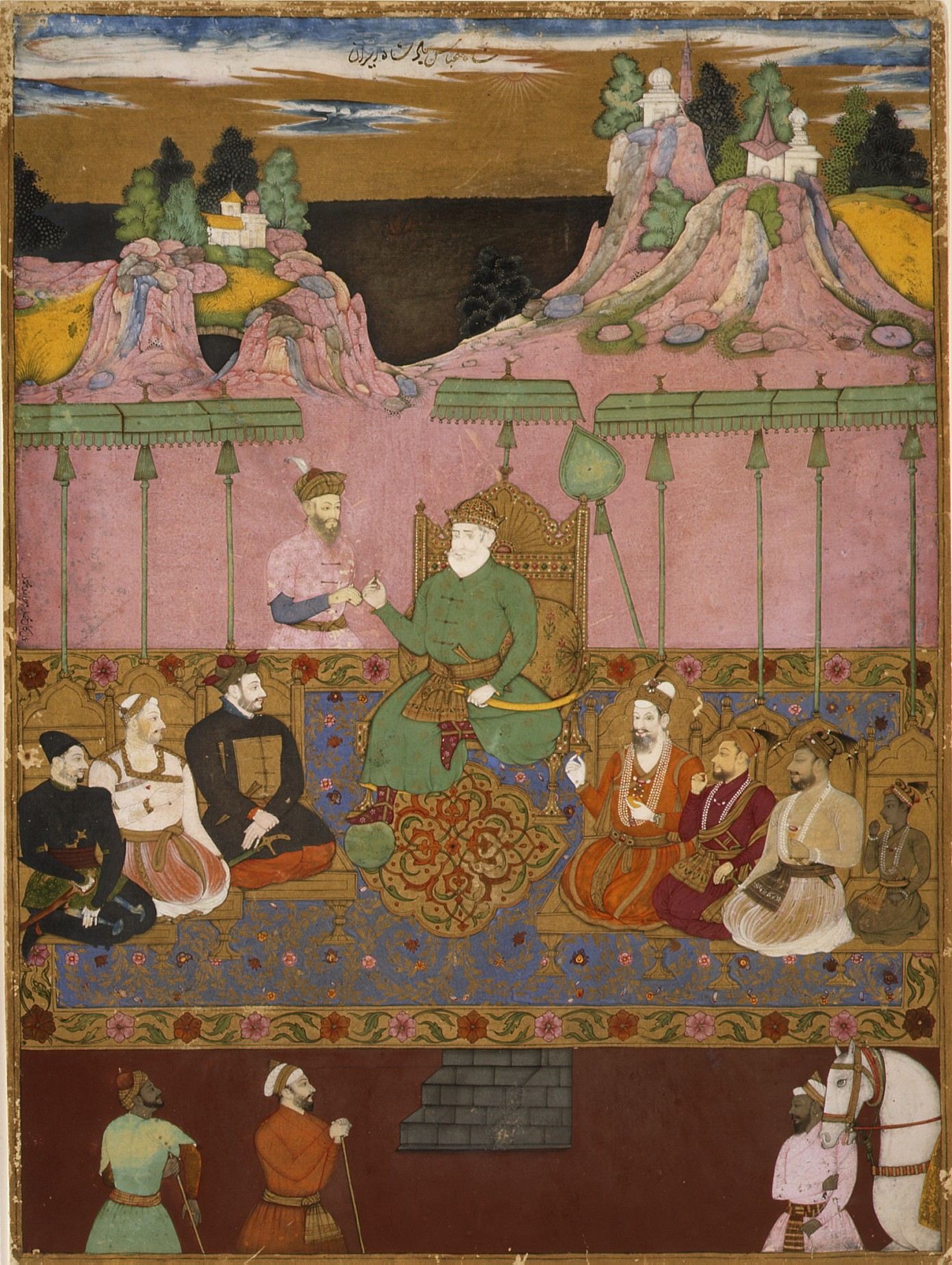
Шах Исмаил I передаёт символический ключ легитимности правителю Биджапурского султаната Юсуфу Адилшаху, миниатюра около 1680 года

С созданием ряда шиитских государств в Декане Сефевиды неожиданно оказались в центре большого шиитского сообщества. Двор Сефевидов воспринимался шиитами из других стран как источник руководства и защиты от угнетающего суннитского мира. Деканские султанаты центральной и западной Индии, появились на Деканском плато и вдоль западного побережья Индии с концом правления Бахманидов в начале XVI века, чьи султаны были шиитами. Многие из них восхищались шахом Исмаилом I и его сефевидскими преемниками. Два из этих султанатов, Голконда и Ахмеднагар, провозгласили шиизм своей официальной конфессией, следуя примеру Исмаила. Хотя создатель Голкондского султаната Султангулу Бахарлу гордился тем, что его предки исповедовали шиизм до Сефевидов, со времён Кара Мухаммеда и Кара Юсуфа. Он утверждал:
«Я также поклялся Пророком и его преемником Али, что, если мне когда-нибудь удастся обрести независимость, то я буду содействовать распространению веры последователей двенадцати имамов в тех местах, где „никогда раньше не развевались знамёна правоверных“; но не думайте, что я взял эту идею от шаха Исмаила из Персии; да будет известно, что я исповедовал религию двенадцати (да будет над ними покой от Аллаха) до этого, со времён правления султана Ягуба, так как это была вера моих предков. Сейчас мне почти сто лет, большую часть из которых я посвятил распространению законов истинной религии; и теперь я хочу уйти от внешнего мира и потратить остаток своих дней, проводя их в молитве».
Проживавший в Индии бывший сторонник Исмаила, Шах Тахир Хусейни, помог укрепить шиизм в этих землях. Правители ещё одного султаната, Адиль-шахов Биджапура, попеременно провозглашали себя то суннитами, то шиитами, но зачастую приказывали читать хутбу на имена сефевидских шахов, а не могольских императоров. Сильная шиитская ориентация таких центров, как Хайдарабад, способствовала созданию впечатляющих коллекций материалов Сефевидов, собранных в библиотеках Декана.
В 1509—1512 годах Сефевиды отправляли посольства в различные страны мира, в том числе и в Деканские султанаты. В октябре 1510 года миссия Сефевидов прибыла в Гоа, чтобы отдать дань уважения Юсуфу Адилшаху, правителю Биджапура. Это был дипломатический ответ более раннему посольству Адилшахов, возглавляемому неким Сейид Ахмедом Харави, которое прибыло ко двору Исмаила несколькими годами ранее. Однако ландшафт Гуджрата радикально изменился, и теперь послы Сефевидов столкнулись в Гоа с христианской Португальской державой, а не с деканской династией шиитов. После нескольких месяцев переговоров посол Мир Абу Исхак вернулся обратно с письмом португальского капитана к шаху Исмаилу. В ноябре 1511 года была собрана и отправлена другая миссия. Сефевидский посол Ядигяр-бек Кызылбаш на самом деле направлялся в Биджапур, но решил сойти при дворе Музаффар-шаха, правителя Гуджрата. Ядигяр-бек преподнёс необходимые дары и, в свою очередь, получил церемониальные одежды и особняк для своей резиденции. Затем он отправился в Биджапур, конечную цель этой конкретной миссии, чтобы укрепить узы братства между Сефевидами и Адилшахами. Отношения ещё более укрепились в 1519, когда шах Исмаил отправил посольство под командованием Ибрагим-бека Туркмана с большим количеством подарков для правителя Исмаила Адилшаха. Царское письмо, адресованное деканскому правителю было высокопарным в восхвалении Исмаила Адилшаха как исламского правителя. Это признание суверенитета Адилшахов шиитской державой за пределами Индийского субконтинента столь порадовало Исмаила, что он устроил массовое празднование прибытия Ибрагим-бека Туркмана и приказал всем своим шиитским воинам надеть кызылбашский тадж.

#### Отношения с Мамлюками
В 1502 году в Каир из Алеппо пришла весть о том, что к власти в Иране пришёл иностранец по имени шах Исмаил Сефеви. Это вызвало беспокойство в Каире. Все эмиры собрались по приказу мамлюкского султана, чтобы посоветоваться о делах, связанных с Сефевидами. Были также приняты некоторые меры для развёртывания войск в Алеппо. Через пару дней прошёл слух об убийстве шаха Исмаила эмиром Гасым-беком, но это было немедленно опровергнуто. С другой стороны, султан Кансух аль-Гаури, который осознавал угрозу со стороны шаха Исмаила, написал письмо Баязиду. В письме он ссылался на появление человека на Востоке, который победил правителей областей. В своём последнем письме Баязиду Кансух использовал резкие высказывания о шахе Исмаиле и новом шиитском правлении на Востоке и подчеркнул необходимость противостояния ему. Религиозная позиция Кансуха против кызылбашей в его письме основана на впечатлении, которое произвели на него беглецы-сунниты в Дамаске. Его взгляд на шиизм как на опасную ересь отражал взгляд суннитских жителей Дамаска. Больше никакой информации о следующих мерах Кансуха и Баязида нет. В 1504 году прошёл слух, что «Хариджи Гейдар Суфи», подразумевая Исмаила, сына Гейдара суфия, напал на территорию, которой управлял Алауддовла, и продвинулся Алеппо.
Весть о победах шаха Исмаила в 1507 году достигла Каира через Алеппо. Сообщалось, что авангард кызылбашской армии дошёл до Малатьи. Услышав эту новость, султан созвал своих эмиров на совет. Они решили послать армию. Султан произвёл смотр армии в присутствии представителя османского султана и начал подготовку к отправке её вместе с рядом эмиров. В Алеппо было отправлено сообщение о том, что ожидается прибытие армии, и чтобы побудить чиновников Алеппо вербовать солдат и собирать информацию. Затем до Каира дошла ещё одна новость, в которой говорилось, что армия суфиев перешла Евфрат и приблизилась к владениям султана, и что Алауддовла ведёт против него османские войска. Эта новость наполнила Каир тревогой, и подготовка к отправке армии была приостановлена. Посланник Алауддовлы прибыл в Каир с сообщением о победе над Сефевидами. Он представил несколько голов в отличительных красных кызылбашских таджах, утверждая, что это головы некоторых эмиров. Султан был очень доволен и приказал повесить головы на воротах Баб Зувейла. Когда сообщённые новости подтвердились, подготовка к отправке армии прекратилась. После похода против Алауддовлы Зулькадара в конце 1507 года кызылбашские войска также перешли на территорию Мамлюкского султаната. Шах Исмаил отправил Закария-бека в Каир с письмом, в котором извинялся за чрезмерное расширение своих войск в северной Сирии во время кампании. Султан Кансух аль-Гаури принял извинения и отправил обратно мамлюкскую делегацию, в которую входил эмир Сефевидов, захваченный и отправленный в Каир Алауддовлой ранее летом 1507 года. Когда шах Исмаил захватил Багдад в 1508 году, султан Мурад попытался вернуть Багдад, обратившись за помощью к османским и мамлюкским войскам. По этой причине в 1508 году посланник Султан Мурада прибыл в Каир, чтобы попросить султана Кансуха о помощи. Султан приветствовал его и, согласно своей обычной практике, пригласил его присутствовать на церемонии, проходившей на Майдане. Но если он ожидал, что султан предоставит ему войска, то был разочарован. В последующие дни по Каиру поползли слухи о том, что шах Исмаил напал на территорию султана, но они были немедленно опровергнуты. Аналогичные слухи ходили в 1510 году о том, что армия шаха Исмаила напала на Алеппо, но эти слухи также были быстро развеяны.

В 1511 году султан Кансух направил Исмаилу своего представителя, эмира Темурбая Хинди. В конце 1511 года известие об убийстве Шейбани-хана достигло Каира. Согласно Ибн Айасу, из Алеппо пришли известия о поражении Исмаилом в 1510 году Мухаммеда Шейбани-хана Узбека, основателя династии Шейбанидов к северо-востоку от царства Сефевидов, и о том, что он убил и обезглавил его. Султан Кансух, у которого эмиры пробыли до полудня, был крайне встревожен. Узнав о поражении и смерти Шейбани-хана, султан испугался нападения Исмаила. Кроме того, египетский султан был очень обеспокоен восточными границами страны на берегах Евфрата из-за наступающих кызылбашских войск. В январе 1511 года Исмаил отправил эмиссара с подарками из Мерва или Герата к мамлюкскому султану. По словам аль-Ансари, посланник шаха Исмаила прибыл в Дамаск в понедельник марта 1511 года. Сибай, эмир Дамаска, приказал, чтобы местная знать официально присутствовала и приветствовала его. Был устроен фейерверк, и солдаты выстроились вдоль маршрута от Мастабы султана до дворца Аблака рядом с крепостью. Тем временем присутствовали Яхши-бек, великий камергер и эмир Кебир Халадж. Сам эмир, однако, остался в столице, когда прибыл посланник, приветствуя его там перед его отъездом в Каир. В столице посланник сел рядом с Сеидом Кемаледдином, шиитским юристом из Дар аль-Адля, и передал эмиру письмо Исмаила на персидском языке. Оно начиналось с «Бисмилляха», под которым было написано «О Али», и продолжалось: «письмо от шаха Исмаила, султана Ирана и двух Ираков. Мы отправили нашего посланника к губернаторам Алеппо, Дамаска и Египта, чтобы сообщить радостную весть о нашей победе над Узбек-ханом, правителем Хорасана. Мы обезглавили его и захватили все его земли». Аль-Ансари добавляет, что в письме также содержалась угроза правительствам Дамаска и Алеппо. В нём отмечалось, что шах также отправил своих посланников к османскому султану. Кратко коснувшись прибытия посланников Исмаила, Ибн Тулун написал, что с ними были головы некоторых мусульман. Посланник прибыл в Каир в июне 1511 года. По словам аль-Ансари, армия стояла в очереди от дома дервишей до крепости. Приём посланника был исключительным из-за большого количества людей, а также присутствия официальных лиц. Посланник нанёс визит Кансуху аль-Гаури. Среди его подарков был покрытый золотом череп Мухаммеда Шейбани-хана, который Исмаил использовал как бокал. Кансух накрыл череп и похоронил его. Позже султан пригласил посланника в качестве гостя и приказал, чтобы его хорошо развлекли. Люди спрашивали посланника: «Доволен ли ты Абу Бакром?», подразумевая, что он еретик, и ставя его в неловкое положение. Султан приказал народу избегать подобных разговоров, так как боялся, что в ответ преемники Пророка будут прокляты. Ибн Айас подробно описывает прибытие посланника в Египет. Как только посланник заметил султана, он поцеловал землю, а затем ногу султана. Ибн Айас также упомянул о развлечении, которое египетский султан устроил для посланника шаха во вторник, 4 июня 1511 года. Султан отвёл его на Майдан, и после стрельбы из нескольких пушек, он сел рядом с небольшим бассейном аль-бахра, построенным на Майдане. После того, как сефевидский посланник был доставлен, его не только очень хорошо приняли, но и получили подарки. Затем его отвезли обратно в его резиденцию. Султан назначил нескольких своих особых слуг, чтобы они были с ним и не позволяли людям встречаться с ним. Более того, никому из суфийских членов делегации не разрешалось ходить по магазинам или встречаться с людьми. Только один раз они вышли с сопровождающим Аздмаром, чтобы отдать дань уважения могиле имама Шафии и имама Лайса, а затем были доставлены обратно в их резиденцию. Султану также было представлено письмо от шаха Исмаила. Оно было типичным для фатхнаме и описывало победу шаха над узбеками, восстановление порядка в Хорасане и желание шаха передать эту радостную весть мамлюкскому султану. За письмом также следовало стихотворение на арабском:

Меч и кинжал — наши цветы,

Наше вино — кровь врагов наших,

Тьфу на нарцисс и мирт,

А наша чаша — череп головы.

Среди подарков также были: украшенный орнаментом экземпляр Корана, молитвенный ковёр, арбалет. В письме говорится: «был ветвью того дерева нечестия Чингзидов» и объясняется, как его гордость и самоуверенность стали его окончательной гибелью. Помимо этого, оно поэтично и в последних строках содержит бейт, который ранее Узун Хасан отправлял султану Сейфеддин Гайт-беку Ашрафу: 

Кто отворачивается от счастливых времён,

Его ум становится свободным от света понимания

[И] портит всякую равнину и поле,

И даёт своему саженцу [власти] страдание и болезнь.

Плод удачи и процветания действительно придёт,

[Но] это высшее небо задохнётся от намерения войны,

Потом его природа испортится, и тогда

Его природа привыкнет [к этому], что в то же время заключит его в тюрьму.

Всякий хороший, видящий красоту обоих миров,

Отдаёт своё благо творенью божьему.

Далее в письме обсуждаются последствия разбоя, несправедливости и угнетения Мухаммеда Шейбани-хана, а также то, как это вызвало «необходимость защищать Божьи законы и поддерживать правила халифата, и имперское правление требовало, чтобы [армия Исмаила] была отправлена в Хорасан, чтобы искоренить ту гнилую ветвь». Завершается письмо аятом из Корана 48:16: «Вас призовут на битву с очень сильным (смелым и неустрашимым) народом, с которым вам придётся воевать либо он покорится вам». Литературные круги Каира провели поэтический конкурс, чтобы увидеть, чей вклад будет выбран для включения в ответ Мамлюков, поэты и литераторы, такие как Ибн Ияс, аль-Ушмуни, аль-Хиджар, аль-Ширбини и Ибн аль-Таххан, написали множество подходящих ответов, но именно стих Сефиаддина аль-Хилли резюмировал ответ Мамлюков:

У меня есть лошадь для добрых целей, и это её повод,

У меня есть лошадь для злых целей, и это её седло,

Кто хочет указать мне правильный путь, я готов ответить тем же

Кто захочет ввести меня в заблуждение, я отплачу ему тем же.

Простившись с Кансухом, посланник Исмаила выехал из Каира в Дамаск в понедельник 6 августа. Ибн Тулун сообщает, что по возвращении в Дамаск его приветствовал губернатор. Аль-Ансари упомянул о своём возвращении в Дамаск, церемонии приёма и своей резиденции в аль-Марджа. По версии аль-Ансари, посланник шаха Исмаила прибыл в Дамаск 20 августа и был принят Кансухом. Султан подарил ему абу (свободный мужской плащ без рукавов, открытый спереди) и кабу (длинную одежду, открытую спереди) в качестве подарков и приказал каирским эмирам принимать его как своего гостя. Он также снабдил его золотом, чтобы покрыть расходы на обратную дорогу. В конце лета 1511 года, Исмаил отправил нескольких послов через мамлюкскую территорию с ритуальным покрытием (кисва) для Каабы в Мекке. Возможно, в этом была попытка символизировать собственную универсальную власть. С прибытием в Каир миссии Сефевидов в 1512 году они представили мамлюкскому султану подробный генеалогический документ Сефевидов, который доказывал родство Исмаила с ахли-бейтом, как «наследника самого Мухаммеда через Али». В свою очередь, Исмаил оказался «законным владыкой Мекки, Египта и всей Сирии». 21 июня султан принял посланника шаха Исмаила и повёл его на Майдан, где были организованы развлечения, которые поразили посланника их систематической организацией. 22 июля Кансух аль-Гаури снова принял посланника Исмаила и преподнёс ему и сопровождавшей его делегации подарки. Мамлюкские государственные деятели рассматривали правительство Сефевидов как могущественную державу, на которую можно было бы рассчитывать в случае османской агрессии.

#### Отношения с Османской империей

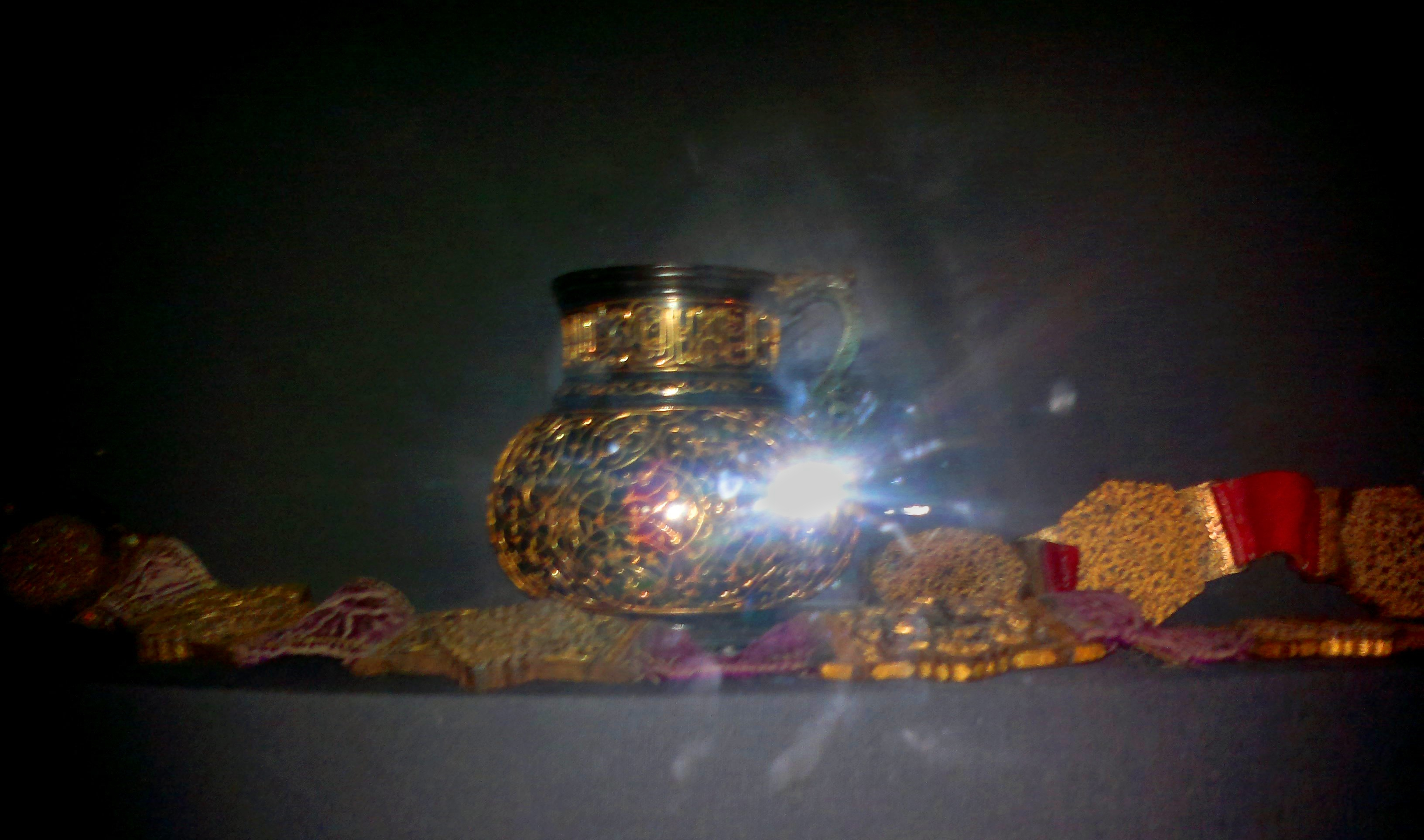
Личные вещи шахиншаха Исмаила, захваченные Селимом после Чалдыранской битвы. Музей Топкапы, Стамбул

## Творчество

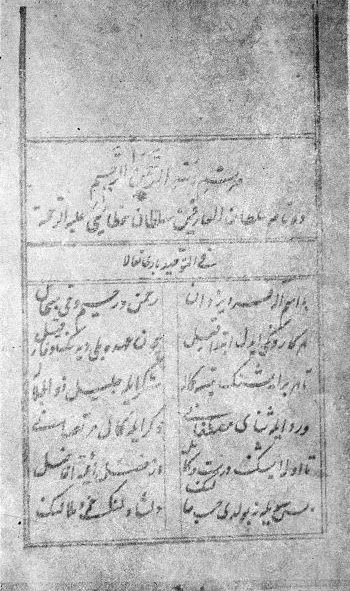
Титульный лист рукописи Дехнаме 1610 года из Института рукописей НАН Азербайджана

Шах Исмаил писал стихи под поэтическим псевдонимом «Хатаи» на родном азербайджанском и персидском языках. Хотя его сын Сам Мирза, а также некоторые более поздние авторы утверждали, что Исмаил сочинял стихи на двух языках, сохранилось лишь несколько образцов его стихов на персидском.
В одном из своих стихов Шах Исмаил писал: «Xətai da natiq oldu, Türkistanın piri oldu», смысловым переводом которого согласно Владимиру Минорскому является «Бог пришёл к речи в лице Хатаи, который стал наставником тюрок (Азербайджана)».

До нас дошли поэма «Дехнаме», 400 газелей и 100 касыд на азербайджанском, четыре бейта и одна мукамма (поэма) на фарси. По мнению В. Минорского, предпочтение Шахом Исмаилом в поэзии тюркского языка объясняется тем, что он стремился быть понятным своими последователями-тюрками. Шах Исмаил творил в той поэтической идиоме, которая уходит своими корнями к творчеству поэта Насими, и достигла своего апогея в стихах современника Исмаила Физули. Помимо традиционного аруза, существует значительное число его силлабических стихов. Исмаил использовал распространённые темы и образы в лирике и учебно-религиозной поэзии, но делал это с лёгкостью и с некоторой степенью оригинальности. Профессор Ахмед Карамустафа, один из авторов статьи про Шаха Исмаила в энциклопедии Ираника, отмечает, что большая часть поэзии Шаха Исмаила носила лирический, а не религиозный характер, и что Хатаи является представителем адарийской (иранско-азерийской) лирической традиции. Обращение к тюркскому языку в качестве литературного не было исключением для возвышавшегося к власти монарха вроде Исмаила, подобно многим из его современников, включая смертельных врагов Сефевидов Султана Ягуба Ак-Коюнлу и узбекского хана Шейбани. Список правителей, писавших на тюркском в этот период, также включает в себя основателя Могольской династии Бабура и мамлюкского султана Кансуха аль-Гаури. Исключением из этого литературного предпочтения среди правящей элиты является османский султан Селим I, писавший свои стихи на персидском языке.

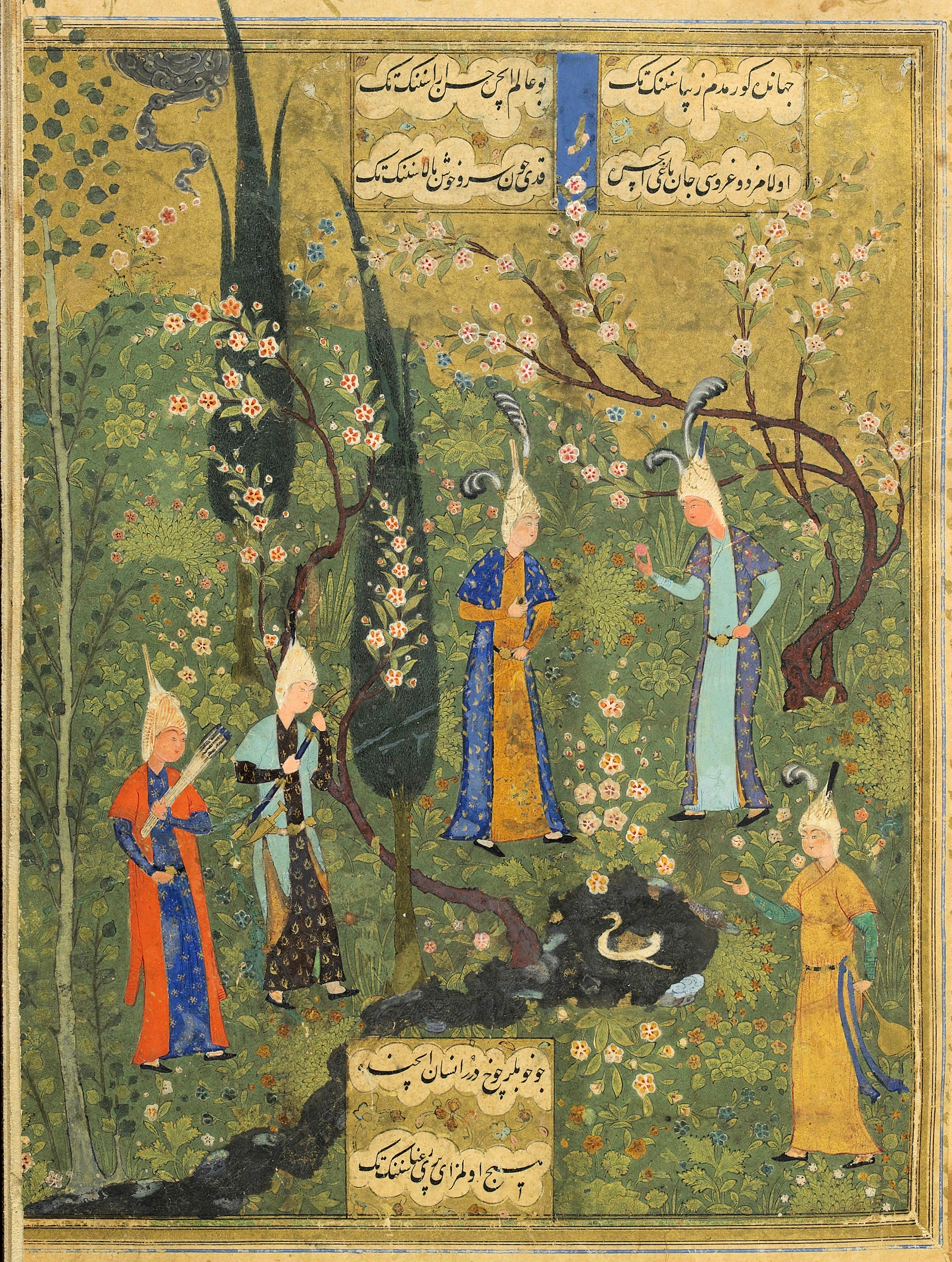
Миниатюра из дивана Шаха Исмаила Хатаи. Тебриз, 1515/20 гг.

Самая старая рукопись стихов — «Диван» хранится в настоящее время в Ташкенте и датируется 1535 годом. Её переписал во дворце шаха Тахмасиба I знаменитый каллиграф Шах Махмуд Нишапури. Она содержит 262 касыды и газели и 10 четверостиший. Вторая же более ранняя копия, относящаяся к 1541 году и хранящаяся в Париже, содержит 254 касыды и газели, 3 матнаки, 1 морабба и 1 мосадда. В дополнение к дивану, Исмаил сочинил по меньшей мере две независимые поэмы, а именно «Насихат-наме» («Книга наставлений»), которое иногда включается в диван, и «Дех-наме» («Десять писем»; 1506). В азербайджанской поэзии его поэма «Дехнамэ» считается хрестоматийной.
Пронеслась зима, весна пришла.

Мак зацвёл, и роза расцвела.

Подымают птицы крик любви.

Вновь огонь любви горит в крови.

Миг луга и рощи расцветил

И уста молчания открыл.

Тополь полы уронил в реку,

А кукушка вновь поёт «ку-ку!».

На лугу бутоны, смеясь, стоят,

И оскалил зубчики в смехе гранат.

О муках разлуки запел соловей,

Дождь апрельский падает в волны морей

И горою жемчужин ложится на дно.

И журавль расправляет крылья весной,

Сокол бьёт в облаках журавля на лету.

Тень от яблони белой глядит в высоту,

Издеваясь над облаком и луной.

Плачут тучи апрельские над землёй,

И стотысячный хор соловьёв гремит.
Qış getdi, yenə bahar gəldi,

Gül bitdivü laləzar gəldi. 

Quşlar qamusu fəğanə düşdü, 

Eşq odu yenə bu canə düşdü. 

Yer geydi qəbayi-xizrpuşan, 

Cümlə dilə gəldi ləbxəmuşan. 

Sərvin yenə dutdu damənin su, 

Su üstə oxudu faxtə gu-gu. 

Ğönçə dəhəni çəməndə xəndan, 

Gülmaxdan ənar açıldı dəndan. 

Bülbül oxudu sifati-hicran, 

Dəryadə dür oldu əbri-neysan. 

Durna uçuban həvayə düşdü, 

Laçın aluban ovayə düşdü. 

Alma ağacı dibində sayə

Tə’n eylər did bulutda ayə

Yaşin yerə tökdü əbri-neysan, 

Bülbüllər oxudu səd hezaran.
Известно множество рукописей Хатаи. Шах Исмаил использовал свою поэзию в качестве агитации, и его стихи, распространявшиеся по свету вместе со странствующими ашугами и дервишами, полны шиитского фанатизма. Долгое время его стихи читались в кругах Бекташи и Алави, а также шабакской секты из Ирака, включившей некоторые из них в свои священные книги.
Шах Исмаил также покровительствовал литераторам, и собрал при дворе поэтический бомонд (Хабиби, Сурури, Шахи и др.). Он основал в Тебризе китаб-хане (библиотеку), где работали изготовители манускриптов.
Шах Исмаил является прототипом героя дастана «Шах Исмаил», связанного с личностью и жизнью шаха. О Шахе Исмаиле написано немало литературных произведений, к примеру исторические повести азербайджанских писателей Азизы Джафарзаде «Баку o1501», «Напасть» и Анара «Победа поэта».

## Личность
Кроме того он увлекался скачками, охотой, владел техникой живописи и каллиграфии, играл на барбате, обладал хорошим голосом и огромной физической силой. Поощрял развитие ремесла и торговли. Персонаж многих народных легенд и дастанов.

Кызылбаши настолько любили своего правителя Исмаила, что готовы были ринуться в бой без доспехов, погибнуть на поле боя за своего Шаха считалось для них честью. Мухаммед Физули посвятил Исмаилу поэму «Гашиш и Вино» на азербайджанском языке. В нём Физули восхваляет шаха:

Освещающий пир друга,

Джем эпохи, Шах Исмаил,

Благодаря ему в покое и богач, и бедняк,

Да увековечит Аллах его царство во веки веков!

Венецианский агент-современник шаха Исмаила Моресини докладывал о нём:

«Со времён Ксеркса и Дария в Персии не было ни настолько обожаемого, ни настолько любимого своим народом, ни настолько воинственного, ни обладающего такой большой армией, ни настолько удачливого короля. В наше настоящее время небеса создали такое чудо, которое превосходит все остальные чудеса, что юноша 12 лет и не королевских кровей оказался настолько храбр, что сумел силой оружия и своих последователей, разбить отпрысков иранского королевского дома, изгнать их и занять Тебриз, и подчинить весь Иран в такой манере, в которой не подчинял и сам Александр».

Гулам Сарвар писал о храбрости шах Исмаила I:
«Самой заметной чертой его характера была его храбрость. Когда ему было тринадцать, он убил в одиночку медведя в окрестностях Сарыгая, и позднее, возмужав, льва в Ираке. Аналогично, на поле боя его храбрость была исключительной. В возрасте тринадцати с половиной лет, с 7000 человек, он сошёлся с Ширваншахом в кровавой битве. Здесь, также как и в других моментах, он сражался в первых рядах на протяжении многих часов подряд. Именно его храбрость разбила узбеков, и именно вопреки ей он сам был разбит при Чалдыране».
Дэвид Морган пишет об Исмаиле:
«Его целью было распространить свою власть и власть его последователей как можно шире во всех направлениях, и укрепить эту власть всеми доступными ему методами, включая религию. Тем не менее, не нужно недооценивать его достижение. Государство, созданное им, докажет, что оно было крепко основано и прочно. Будучи одарённым способностью правильно оценивать свои возможности, он не поддался соблазну бесконечных завоеваний. Современные ему шииты и европейские путешественники одинаково оценивали Исмаила очень положительно. В то время, как он знал, как нагонять страх, он также завоевал самую исключительную преданность своих последователей и подданных».
Кембриджская история Ирана описывает шаха:
"Считается, что Исмаил был проницательным, обладавшим живым и быстрым умом. Его личность на основе рассказов источников не лишена положительных качеств. Летописи описывают его как справедливого правителя, принимавшего близко к сердцу положение своих подданных. Его стихи выдают необычайный религиозный энтузиазм. В этом, возможно, кроется секрет его ранних военных и политических успехов — в его способности вдохновлять других, хотя эпоха была такой, что мы можем предположить определённую восприимчивость с их стороны. В сражениях он отличался отвагой и дерзостью, вкупе с физической силой и мастерством в воинском искусстве — о нём говорили как о превосходном лучнике. Но и в других местах он не испытывал недостатка в смелости, как, к примеру, видно на примере его решения внедрить шиизм в Тебризе, в котором до этого две трети населения были суннитами. Эти качества были характерны для него с раннего возраста. Мы читаем, что охотясь в юности, он бесстрашно сходился с медведями, леопардами и львами. Он славился своей безграничной щедростью, особенно в распределении трофеев; конечно же, его поведение объясняется не одним лишь альтруизмом, но и осознанием, что это является наикратчайший путём для набора новобранцев.

Вдохновлявший Исмаила дух мессианства имел своё дополнение в религиозном настроении людей. Как представляется, многие обладали в тот период информированностью об Апокалипсисе. Отсутствие безопасности, порождённое войной, анархией, бандитами, катастрофами, чумой и голодом, породило религиозные ожидания, олицетворённые надеждой, не только у шиитов, на возвращение Мехди, что ознаменует конец мира.

## Память
- «Шах Исмаил» — опера М. М. Магомаева по легенде о юном шахе Исмаиле. Сочинена в 1915—1919 гг.[537]
- В 1993 году в Баку был установлен памятник Исмаилу I (скульпторы Ибрагим Зейналов и Закир Мехтиев).
- Памятники Исмаилу установлены также в Ардебиле, Гяндже, Губе, Хачмазе, Масаллы.

Именем Исмаила I названы:
- Фонд в государстве Азербайджан[538]
- Станция метро, район и проспект в Баку
- Улицы в азербайджанских городах Гянджа, Губа, Габала и Ленкорань
- Орден «Шах Исмаил»

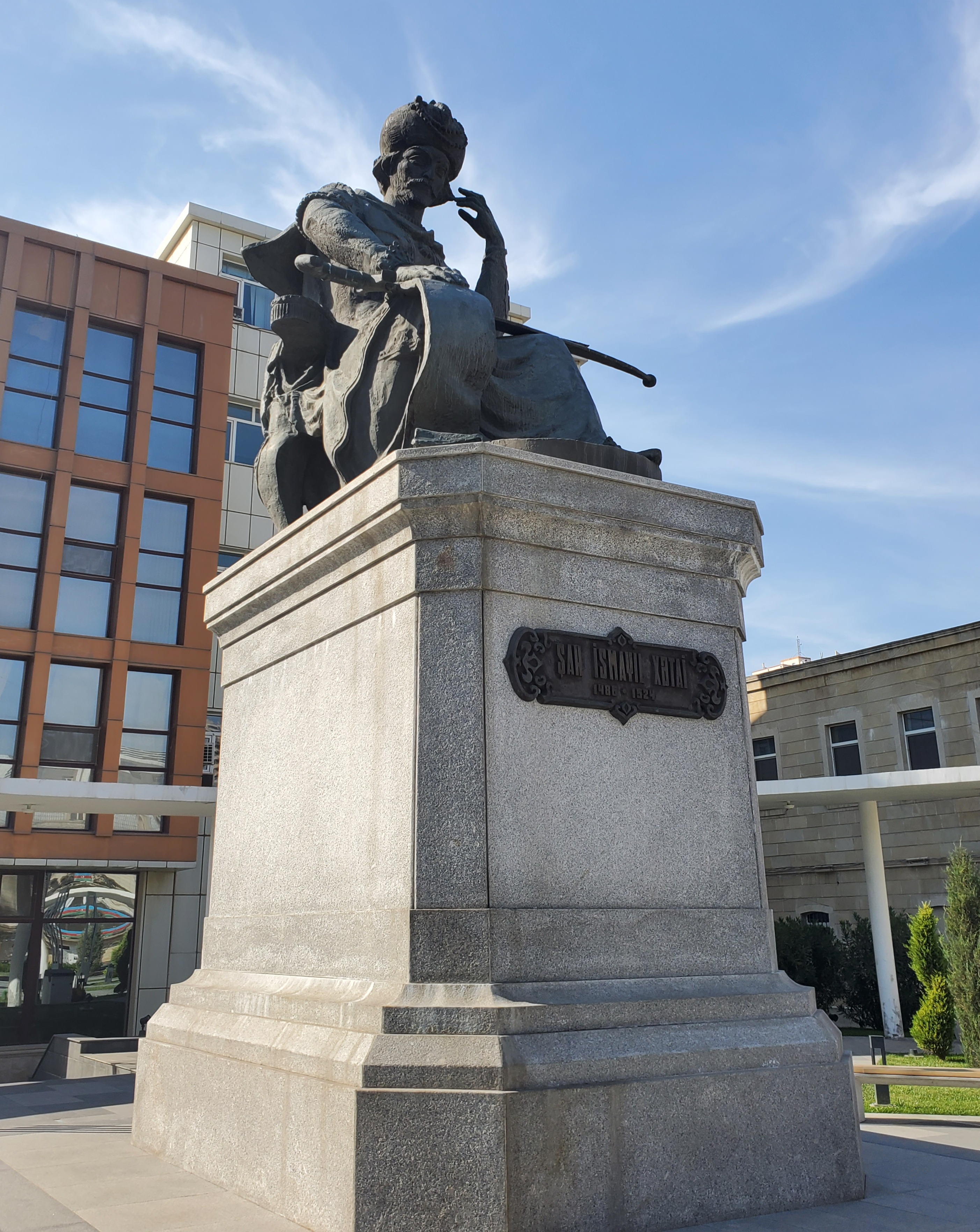
Памятник Шаху Исмаилу Хатаи в Баку (скульпторы И. Зейналов и З. Мехтиев)
Бюст, установленный перед входом Гянджинского филиала НАН Азербайджана
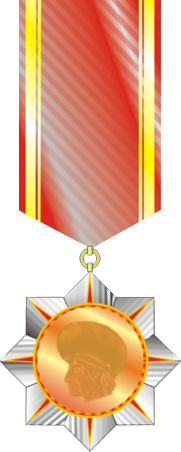
Орден «Шах Исмаил» Азербайджанской Республики
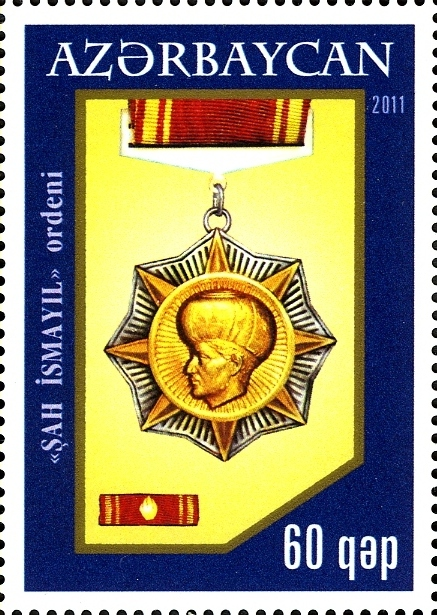
Орден «Шах Исмаил» на почтовой марке Азербайджана

### Комментарии
1. ↑  Географический регион на северо-западе современного Ирана, к югу от реки Аракс

### Книги

#### На русском
- Илья Петрушевский. Ислам в Иране в VII-XV веках. — Ленинград: Издательство Ленинградского университета, 1966. — 400 с. — ISBN 9785288042607.
- Илья Петрушевский. Очерки по истории феодальных отношений в Азербайджане и Армении в XVI — начале XIX века. — Ленинград: Издательство ЛГУ, 1949. — 380 с.
- Нина Пигулевская, Александр Якубовский, Илья Петрушевский, Людмила Строева, Александр Беленицкий. История Ирана с древнейших времён до конца XVIII века. — Ленинград: Издательство ЛГУ, 1958. — 392 с.
- Октай Эфендиев. Азербайджанское государство Сефевидов. — Баку: Элм, 1981. — 335 с.

#### На английском
- Abbas Amanat. Iran: A Modern History. — New Haven & London: Yale University Press, 2017. — 992 p. — ISBN 978-0-300-11254-2.
- Adel AIIouche. The Origins and Development of the Ottoman - Safavid Conflict (906 - 962 / 1500 - 1555). — Islamkundliche Untersuchungen[нем.]. — Berlin: Klaus Schwarz Verlag, 1983. — 202 p. — ISBN 3-922968-31-7.
- A. Azfar Moin. The Millennial Sovereign: Sacred Kingship and Sainthood in Islam. — New York: Columbia University Press, 2012. — 368 p. — ISBN 9780231504713.
- Andrew J. Newman. Safavid Iran. Rebirth of a Persia. — Great Great Britain, London: I.B. Tauris, 2008. — 281 p. — ISBN 978 1 84511 830 3.
- Barry Wood. The Adventures of Shāh Esmāʿil: A Seventeenth-Century Persian Popular Romance. — Leiden; Boston: Brill, 2018. — 485 p. — (Studies on Performing Arts & Literature of the Islamicate World). — ISBN 978-90-04-38353-1.
- Cambridge History of Iran. — Cambridge: Cambridge University Press, 1986. — 1138 p. — ISBN 0 521 20094 6.
- David Morgan. Medieval Persia, 1048-1797. — New York: Routledge, 2016. — 198 p. — ISBN 978-1-138-88629-2.
- Edward G. Browne. A Literary History of Persia. — Cambridge: Cambridge University Press, 1959. — Vol. IV. — 530 p.
- Ghulam Sarwar. History of the Shah Ismail Safawi. — Aligarh: Muslim University, 1939. — 127 p. — ISBN 0404563228.
- Michel M. Mazzaoui. The origins of the Ṣafawids: Šīʻism, Ṣūfism, and the Ġulāt. — Wiesbaden: Franz Steiner Verlag, 1972. — 109 p.
- Percy Sykes. A history of Persia. — London, 1915. — Vol. II. — 568 p.
- Roger Savory. History of Shah Abbas the Great. — Boulder, Colorado: Westiev Press, 1930. — Vol. I. — 544 p. — ISBN 0-89158-296-7.
- Roger Savory. Iran under the Safavids. — Cambridge: Cambridge University Press, 1980. — 288 p. — ISBN 0521224837.
- Vladimir Minorsky. Tadhkirat al-mulūk. A manual of Ṣafavid administration, circa 1137/1725. — London: Luzac, 1943. — 348 p.

#### На азербайджанском
- Mehman Süleymanov. Şah İsmayıl Səfəvi. — Bakı: Elm və təhsil[азерб.], 2018. — 824 S. — ISBN 978-9952-8176-9-0.

#### На турецком
- Faruk Sümer. Safevi devletinin kuruluşunda Anadolu Türklerinin rolu. — Ankara: Güven Matbaası, 1976. — 267 S.
- Tufan Gündüz. Son Kızılbaş: Şah İsmail. — İstanbul: Yeditepe Yayınevi, 2013. — 175 S. — ISBN 9786054052493.

#### На французском
- Jean-Louis Bacqué-Grammont. Les Ottomans, les Safavides et leurs voisins. Contribution à l'histoire des relations internationales dans l'Orient islamique de 1514 à 1524. — Stamboul: l’Institut historique et archéologique néerlandais, 1987. — P. 406. — ISBN 90 6258 056 4.

### Диссертации

#### На русском
- Амир Теймури Мортеза Шахриар. «Джахангуша-и хакан» как источник по истории Ирана и Хорасана первой половины XVI в.. — Душанбе: АН Республики Таджикистан, 2016. — 169 с.

#### На английском
- Colin Paul Mitchell. The Sword and the Pen. Diplomacy in Early Safavid Iran, 1501-1555. — Toronto: Department of History, University of Toronto, 2002. — 399 p.
- Moḥammad Karim Youssef-Jamālī. Life and personality of S̲hāh Ismāʻīl I (1487-1524). — University of Edinburgh, 1981. — 498 p.
- Rıza Yıldırım. Turkomans between two empires: the origins of the Qizilbash identity in Anatolia (1447-1514) / Oktay Özel. — Ankara: Bilkent University[англ.], 2008. — 689 p.

#### На турецком
- Yasin Arslantaş. Depicting the Other: Qizilbash Image in the 16th Century Ottoman Historiography / Akif Kireççi. — Ankara: Bilkent University[англ.], 2013. — 160 S.
- Zeynep Dede. XVI Yüzyılın İlk Çeyreğinde Osmanlı Devleti'nde Safevi İmajı / Yasemin Demircan. — Ankara: Gazi Üniversitesi, 2019. — 165 S.

#### На французском
- Aurélie Chabrier. La monarchie safavide et la modernité européenne (XVIe-XVIIe siècles). — Toulouse: Université de Toulouse, 2013. — 554 p.

### Статьи

#### На русском
- Азад Рзаев, Али Алиев. Военная и боевая деятельность шаха Исмаила I Сефеви // История и её проблемы. — Баку, 2013. — № 1. — С. 5—14.
- Миная Джавадова. Об истории изучения и языке произведения Хатаи // Советская тюркология. — Баку, 1984. — № 1. — С. 77—85.
- М. З. Нагиев. О рукописях сочинений Хатаи // Советская тюркология. — Баку, 1988. — № 5. — С. 29—36.
- О. Экаев. «Алам ара-и Сефеви» как источник по истории туркмен конца XV — первой половины XVI в. // Туркменистан и туркмены в конце XV — первой половине XVI в. По данным «Алам ара-и Сефеви». — 1981. — С. 28—72.

#### На английском
- Ali Anooshahr. The Body Politic and Rise of the Safavids // Safavid Persia in the Age of Empires. — University of California, Davis, 2021. — P. 13—28.
- Amelia Gallagher. The Apocalypse of Ecstasy: The Poetry of Shah Ismāʿīl Revisited // Iranian Studies. — Routledge, 2018. — Vol. 51, № 3. — P. 361—397. — ISSN 1475-4819.
- A. H. Morton. The Early Years of Shah Ismail in the Afżal al-tavārīkh and Elsewhere // Safavid Persia. — Great Great Britain, London: I.B. Tauris, 1996. — P. 27—52. — ISBN 1-86064-023-0.
- E. Denison Ross. The Early years of Shāh Isma’īl, founder of the Ṣafavī dynasty // Journal of the Royal Asiatic Society. — 1896. — P. 249—340.
- Gregory Aldous. The Qazvin Period and the Idea of the Safavids // Safavid Persia in the Age of Empires. — 2021. — P. 29—45.
- Iysa Ade Bello. The Ṣafavid episode: transition from spirtual to temporal leader // Islamic Studies. — Islamabad, 1984. — Vol. 23, № 1. — P. 1—19.
- Palmira Brummett. The Myth of Shah Ismail Safavi: Political Rhetoric and "Divine" Kingship // Medieval Christian Perceptions of Islam  / John Tolan. — New York: Routledge, 1996. — P. 331—359.
- Rasool Jafarian. The Political Relations of Shah Esma‘il I wit the Mamluk Government (1501–16/907–22) // Iran and the world in the Safavid age. — London: I.B. Tauris & Co Ltd, 2012. — P. 51—79. — ISBN 978 1 85043 930 1.
- Roger Savory. The Consolidation of Safawid power in Persia // Der Islam. — Toronto, 1965. — № 41(1). — P. 71—94.
- Roger Savory. The Principal Offices of the Ṣafawid State during the Reign of Ismā'īl I (907-30/1501-24) // Bulletin of the School of Oriental and African Studies. — University of London, 1960. — Vol. 23, № 1. — P. 91—105.
- Vladimir Minorsky. The Poetry of Shāh Ismā'īl I // Bulletin of the School of Oriental and African Studies. — University of London: Cambridge University Press, 1942. — Vol. 10, № 4. — P. 1006a—1053a.
- W. W. Clifford. Some Observations on the Course of Mamluk-Safavi Relations (1502-1516/908-922): I // Der Islam. — Berlin, 1993. — Vol. 70. — P. 245—265.

#### На французском
- Jean Aubin. Etudes Safavides. I. Sah Isma'il et les notables de l'Iraq Persan // Journal of the Economic and Social History of the Orient. — Brill, 1959. — Vol. 2, № 1. — P. 37—81.